# Lijst van vlaggen van Braziliaanse gemeenten
Dit artikel bevat een lijst van vlaggen van Braziliaanse gemeenten. Brazilië bestaat uit 5.570 gemeenten. Vanwege het (potentieel) grote aantal, worden ze hier niet getoond. Dit lijst toont alleen vlaggen van grote steden met meer dan 100.000 inwoners.

## Acre

Rio Branco (details)

## Alagoas

Arapiraca
Maceió (details)

## Amapá

Macapá (details)
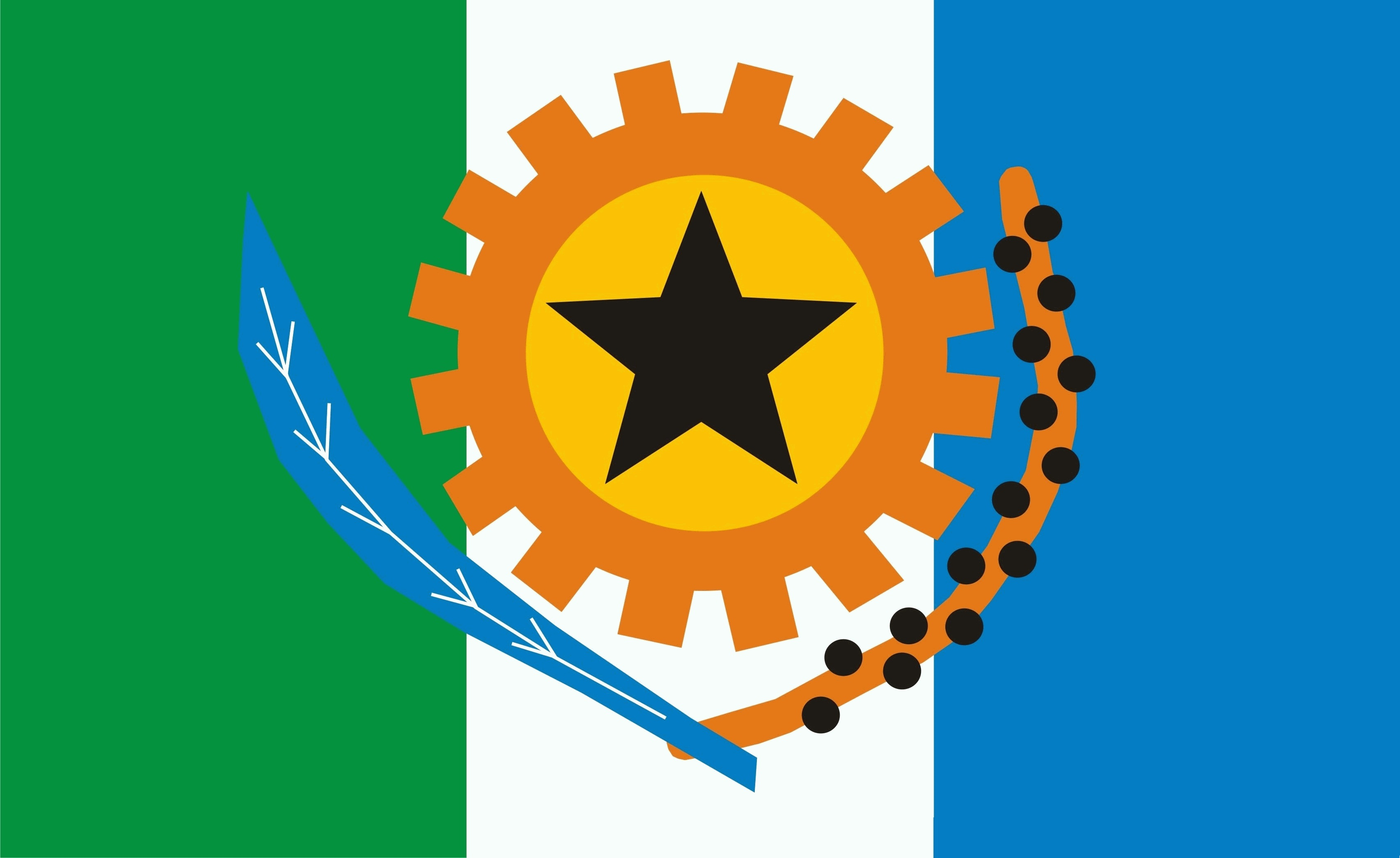
Santana

## Amazonas

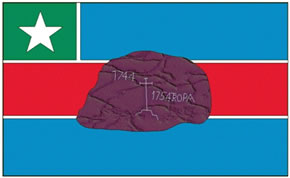
Itacoatiara
Manaus (details)
Parintins

## Bahia

Alagoinhas
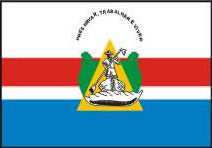
Barreiras
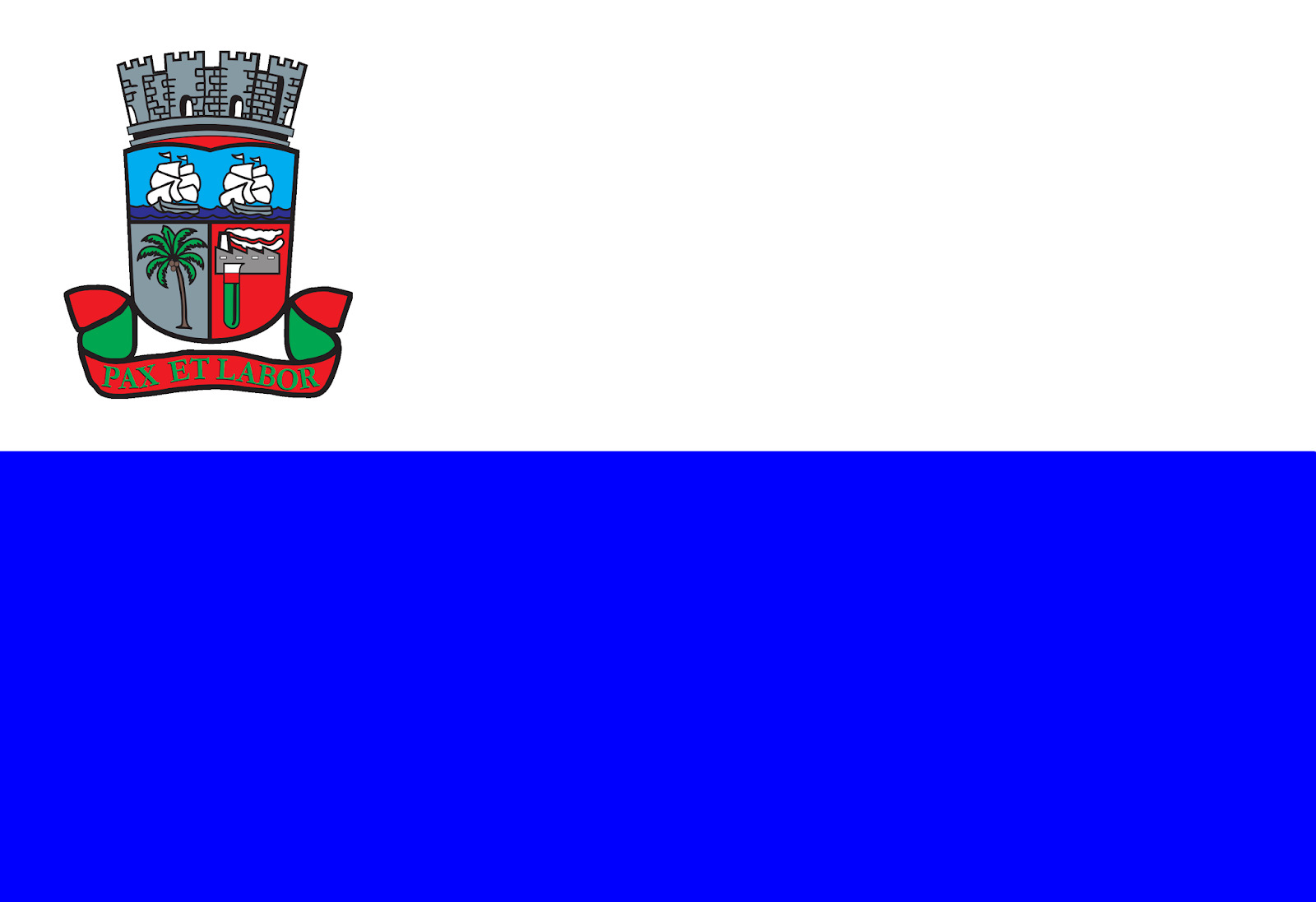
Camaçari
Eunápolis
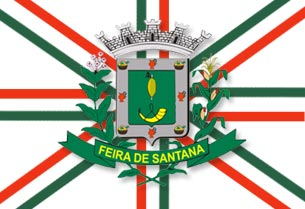
Feira de Santana
Ilhéus
Itabuna
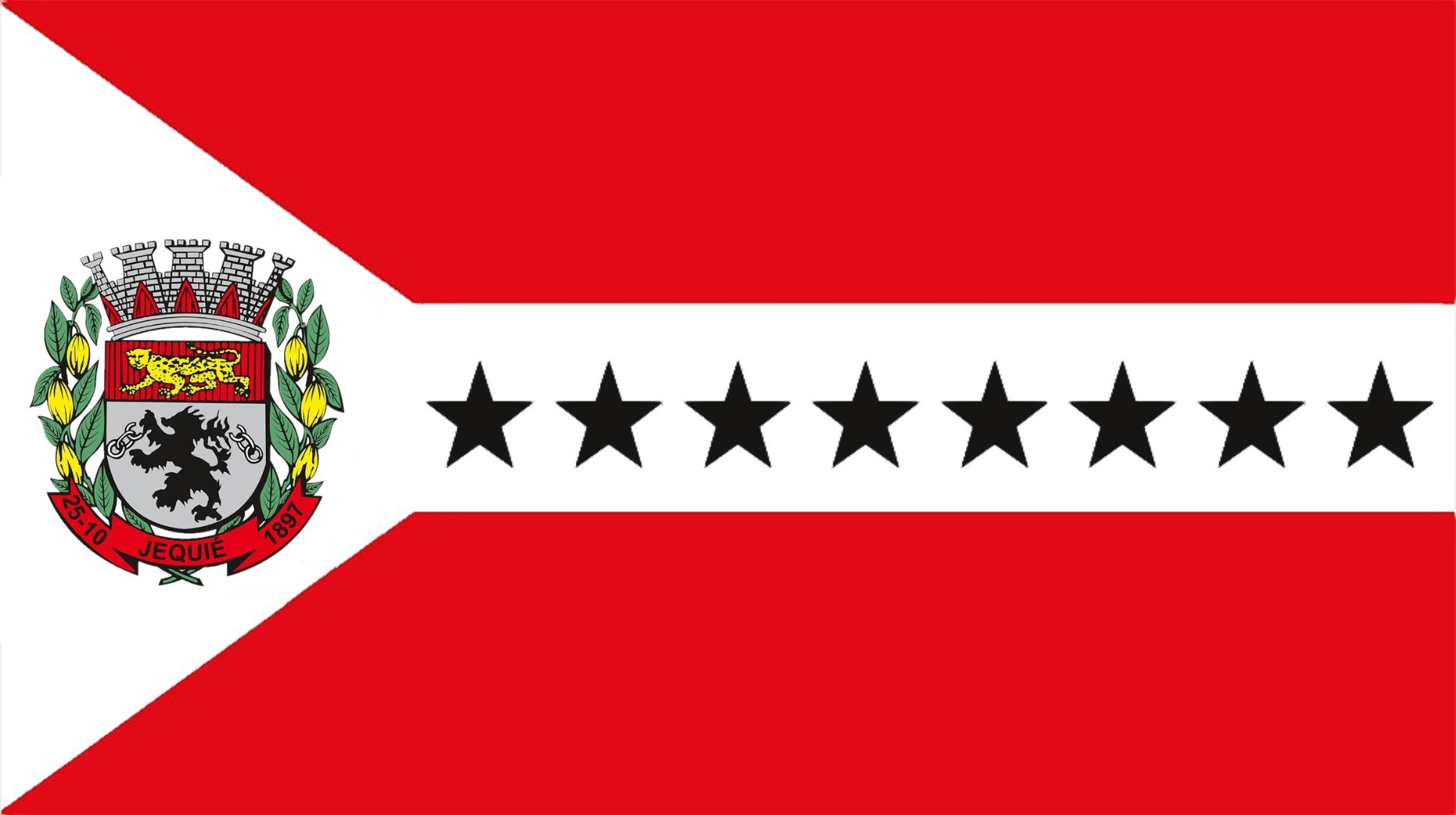
Jequié
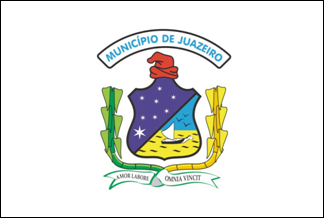
Juazeiro
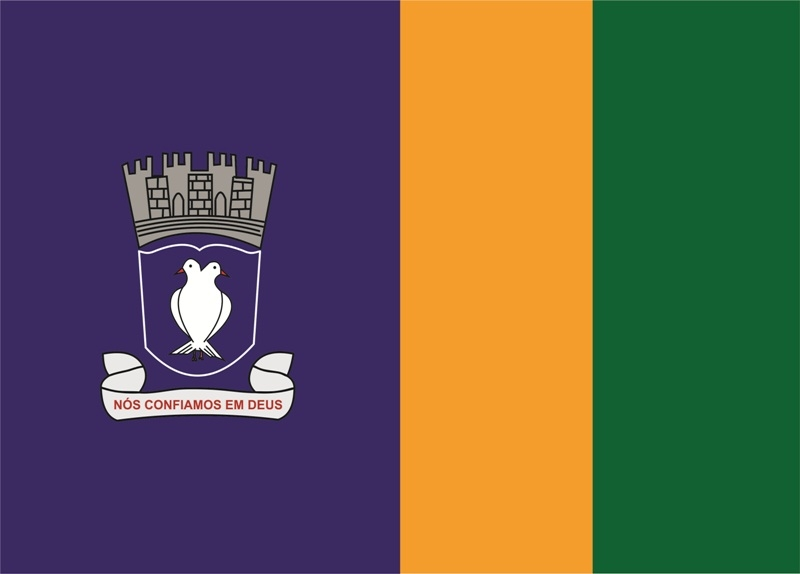
Lauro de Freitas
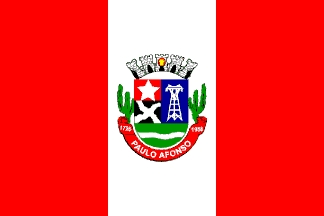
Paulo Afonso
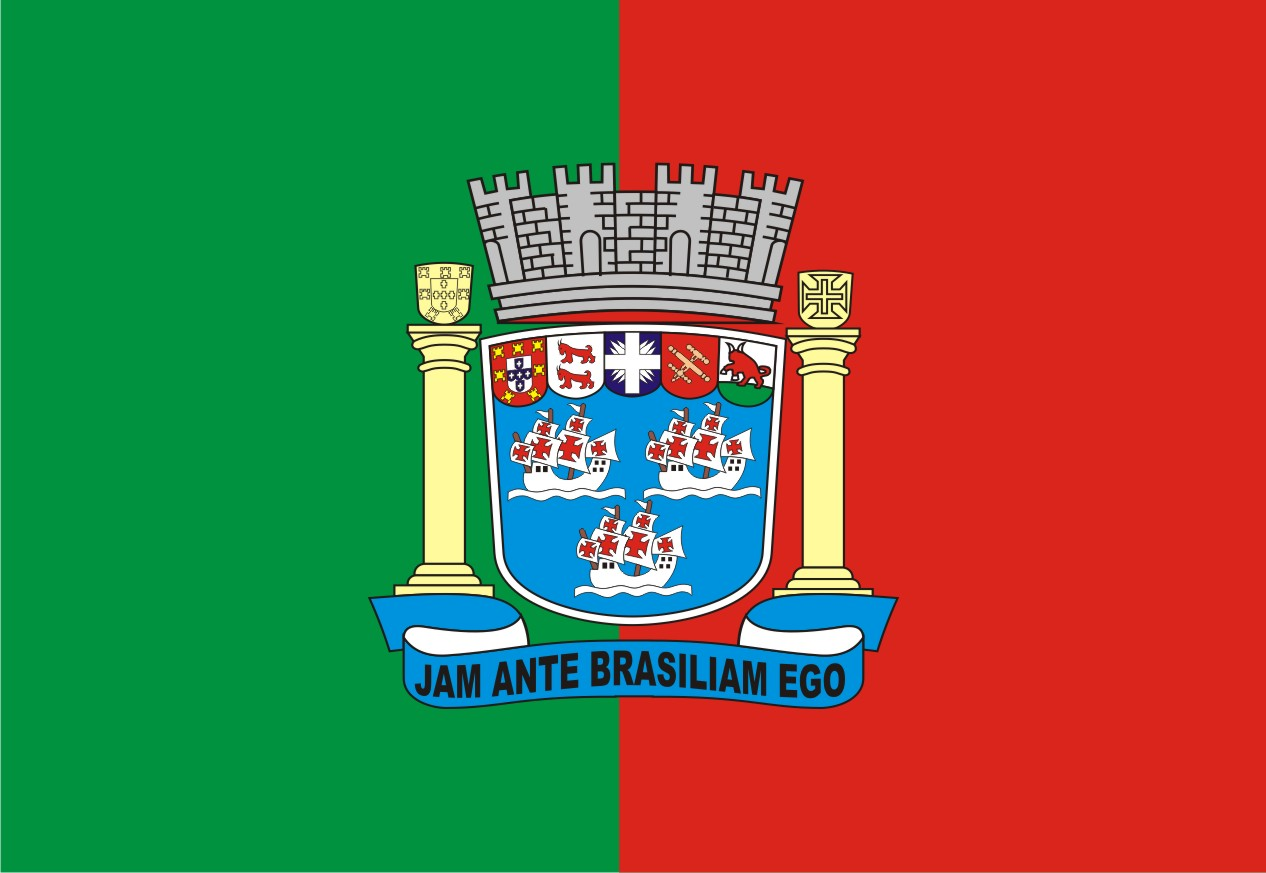
Porto Seguro
Salvador (details)
Santo Antônio de Jesus
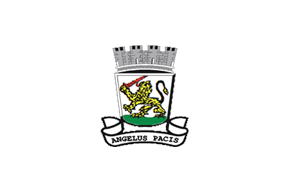
Simões Filho
Teixeira de Freitas
Vitória da Conquista

## Ceará

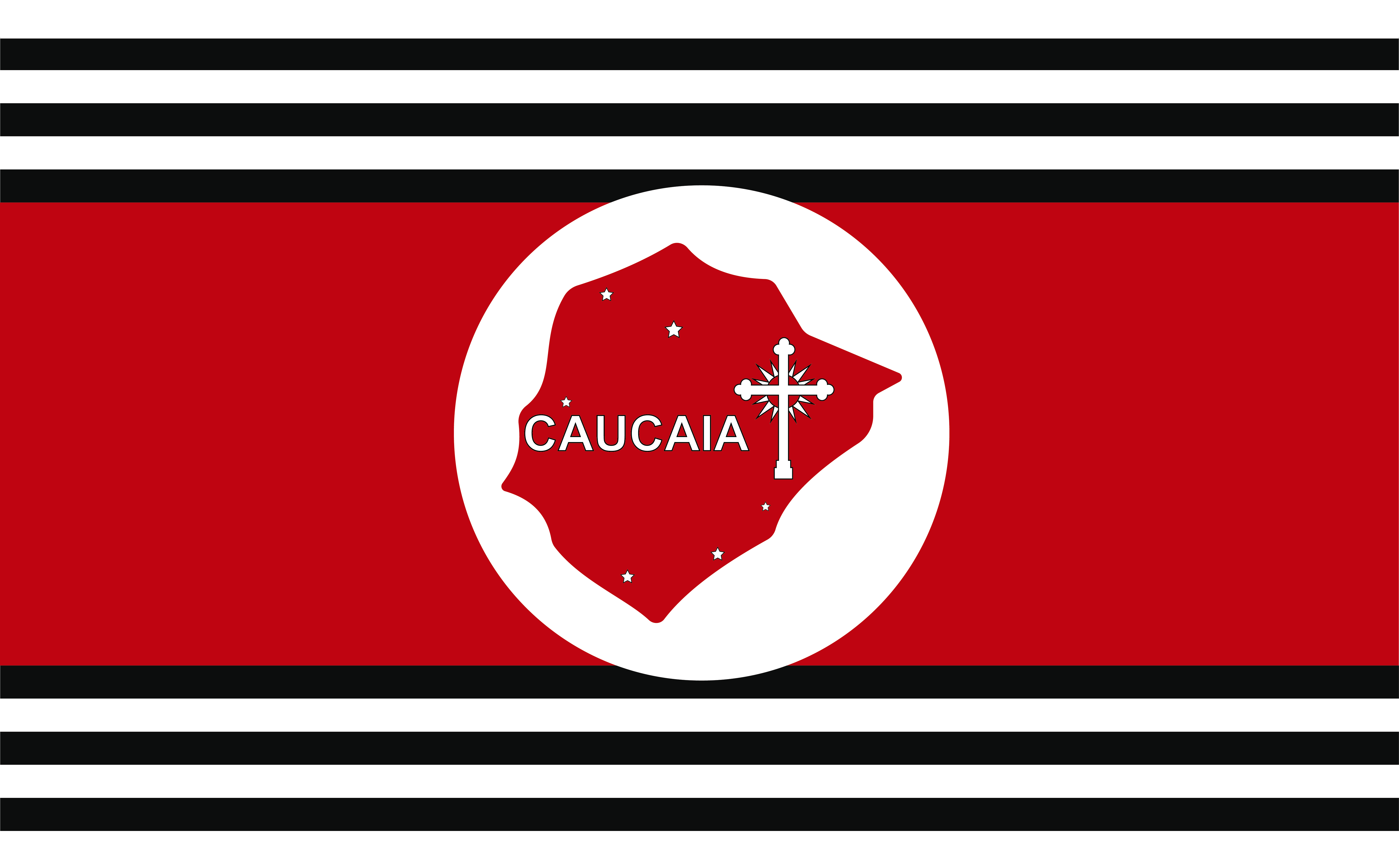
Caucaia
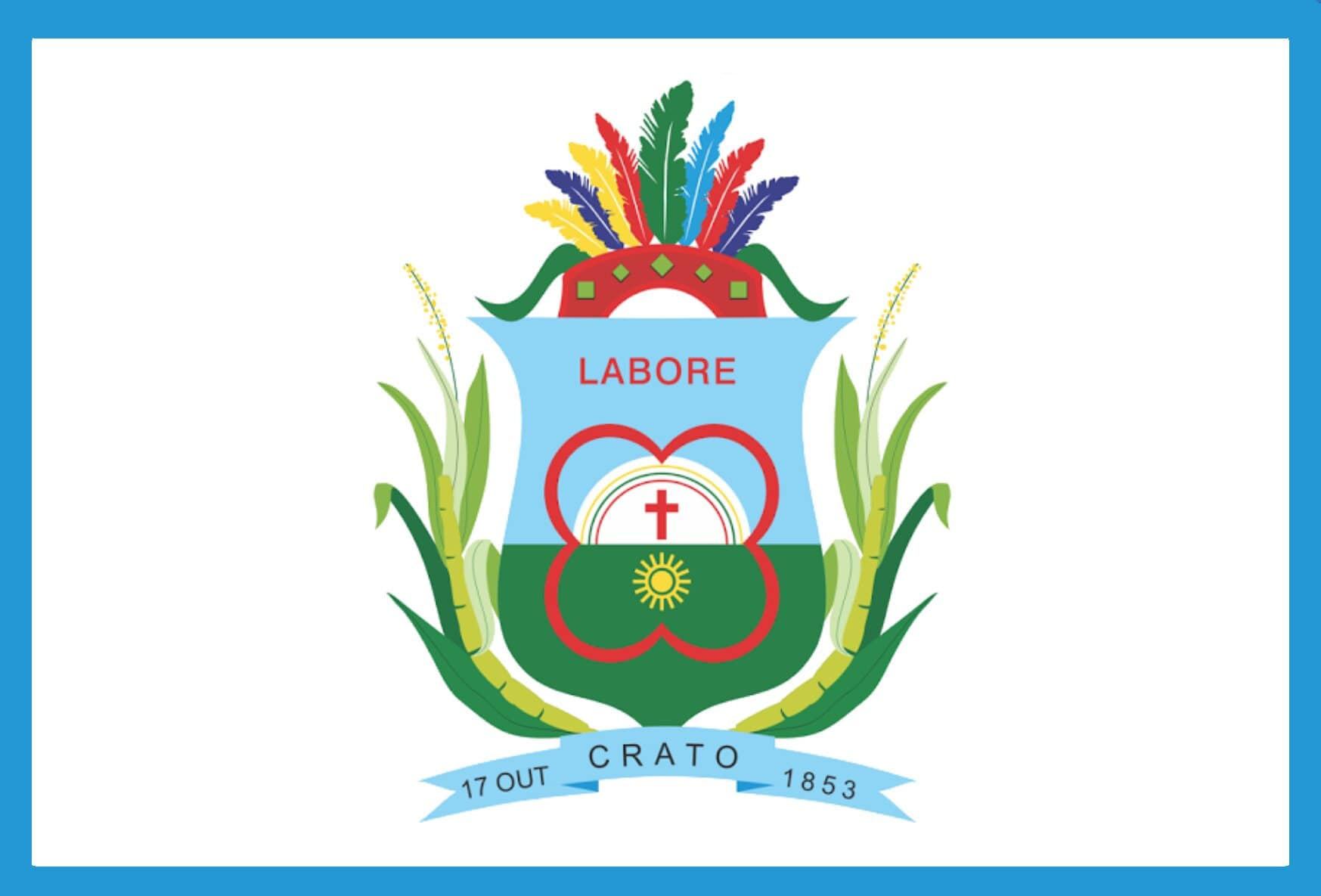
Crato
Fortaleza (details)
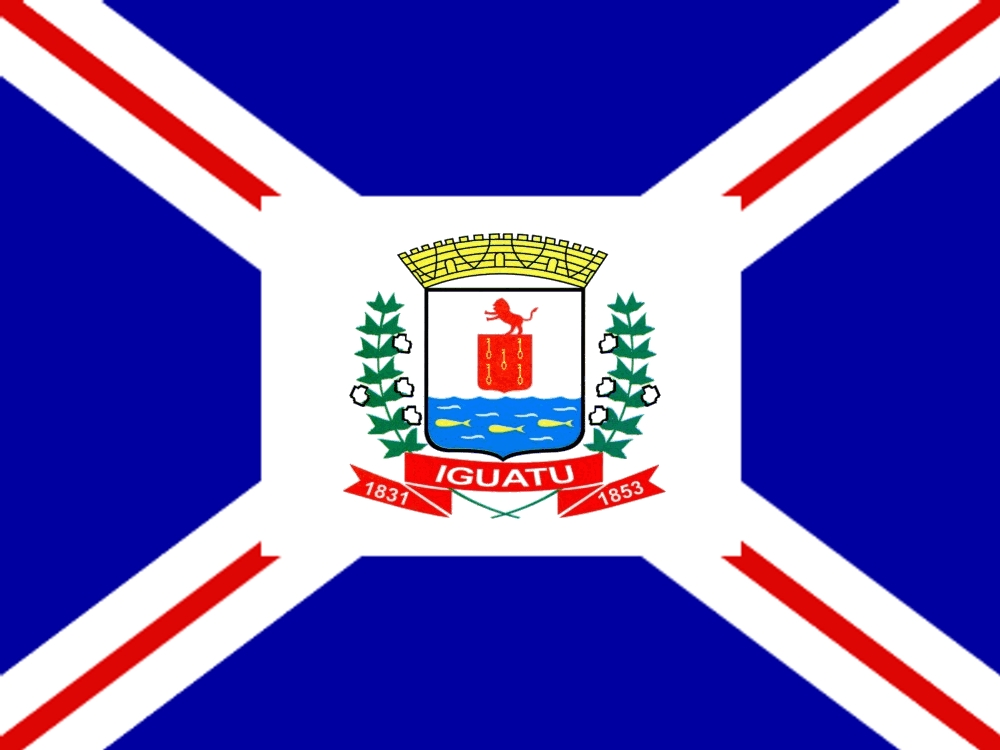
Iguatu
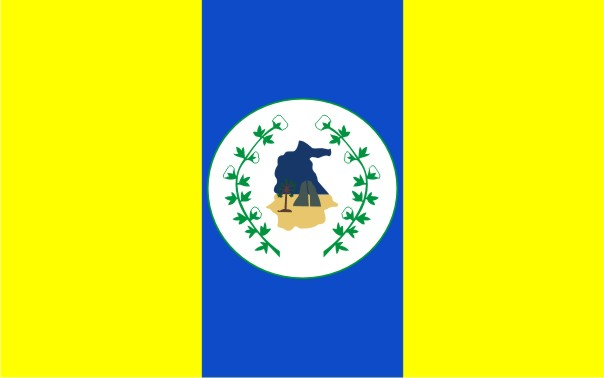
Itapipoca
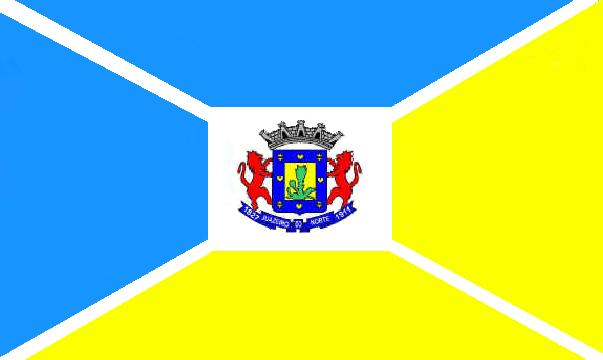
Juazeiro do Norte
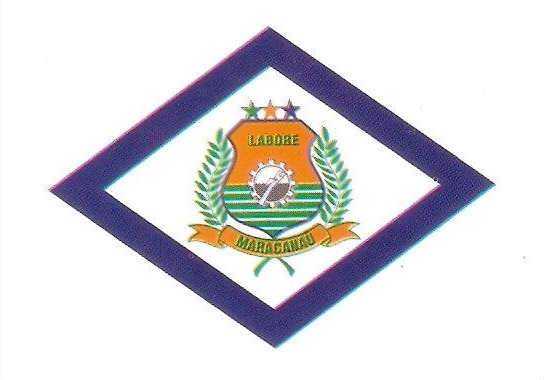
Maracanaú
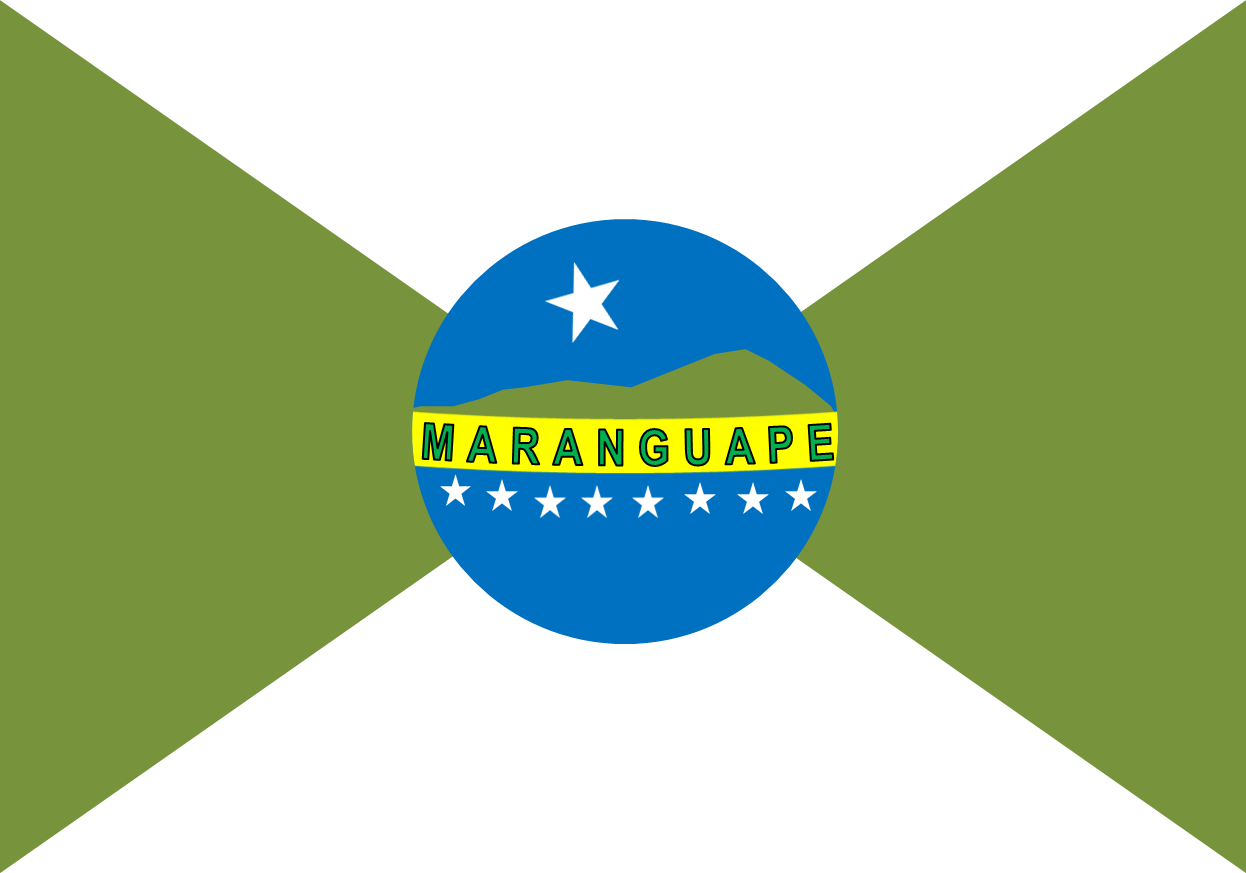
Maranguape
Sobral

## Espírito Santo

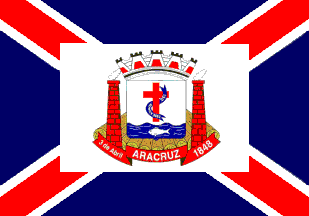
Aracruz
Cachoeiro de Itapemirim
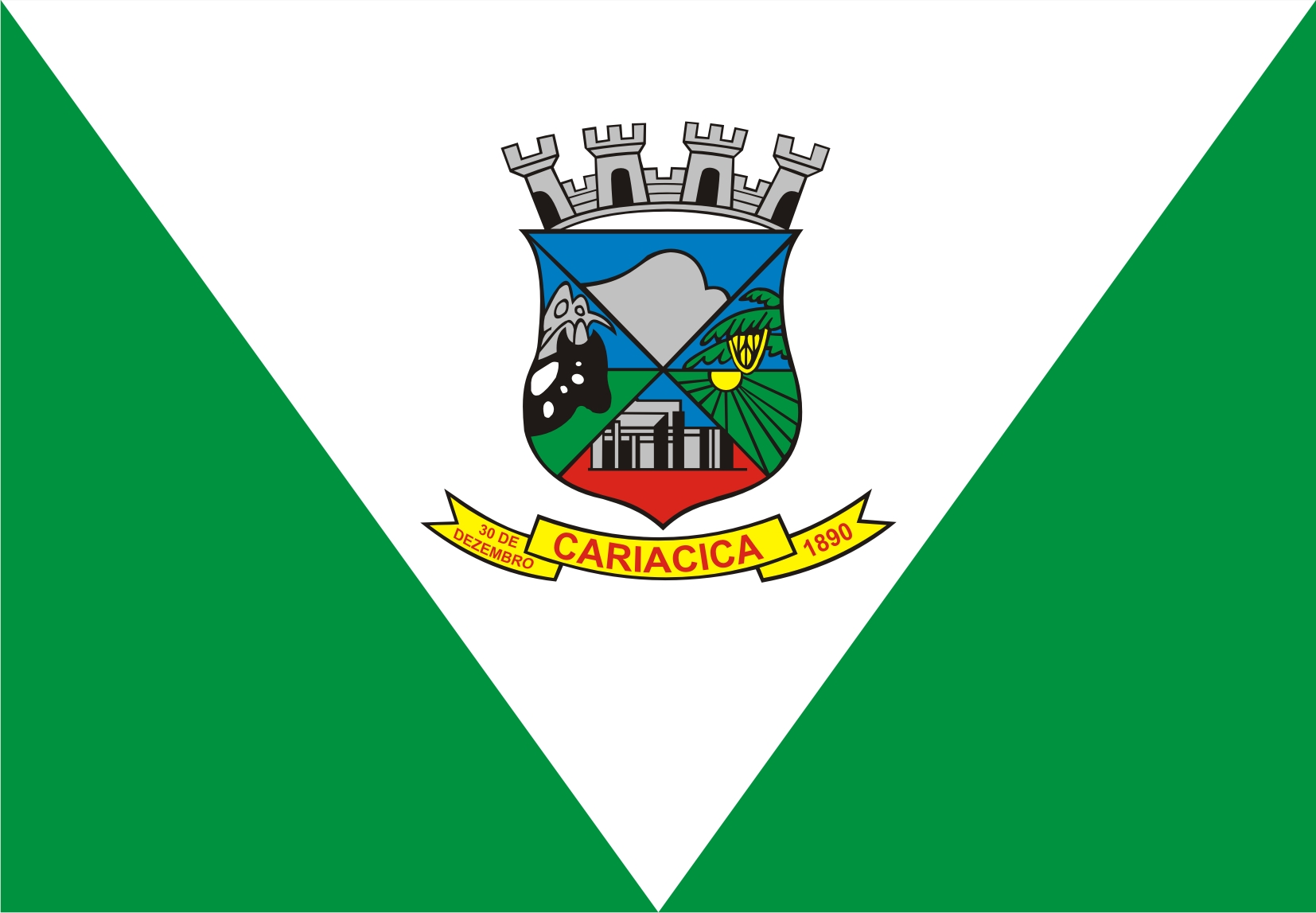
Cariacica
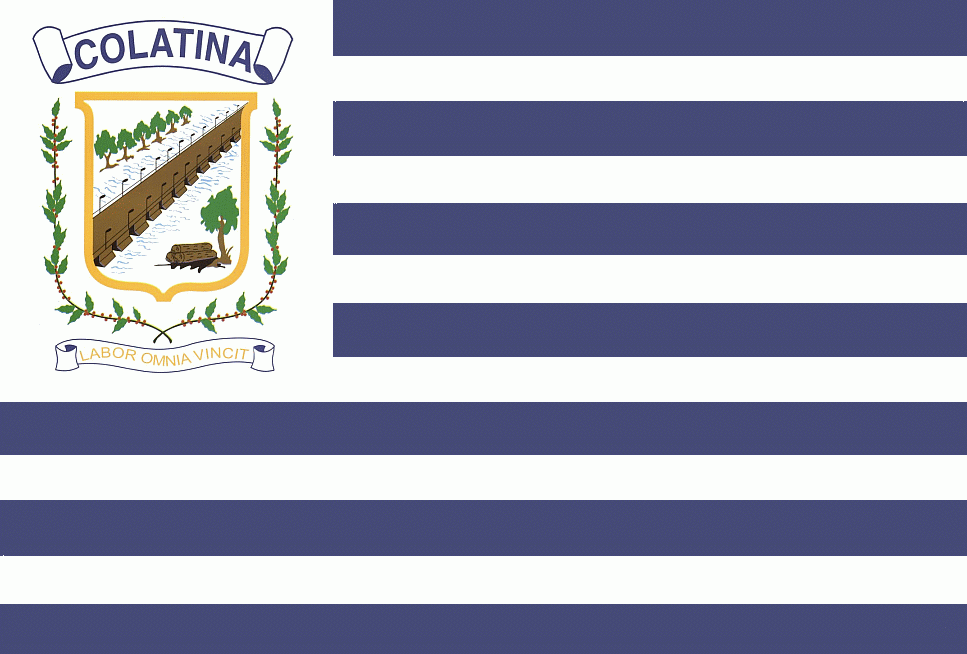
Colatina
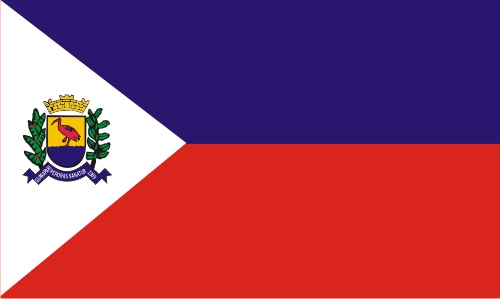
Guarapari
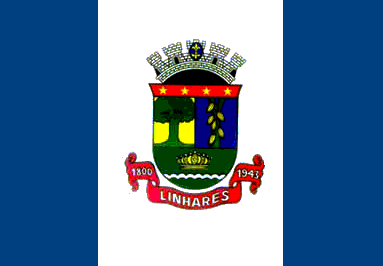
Linhares
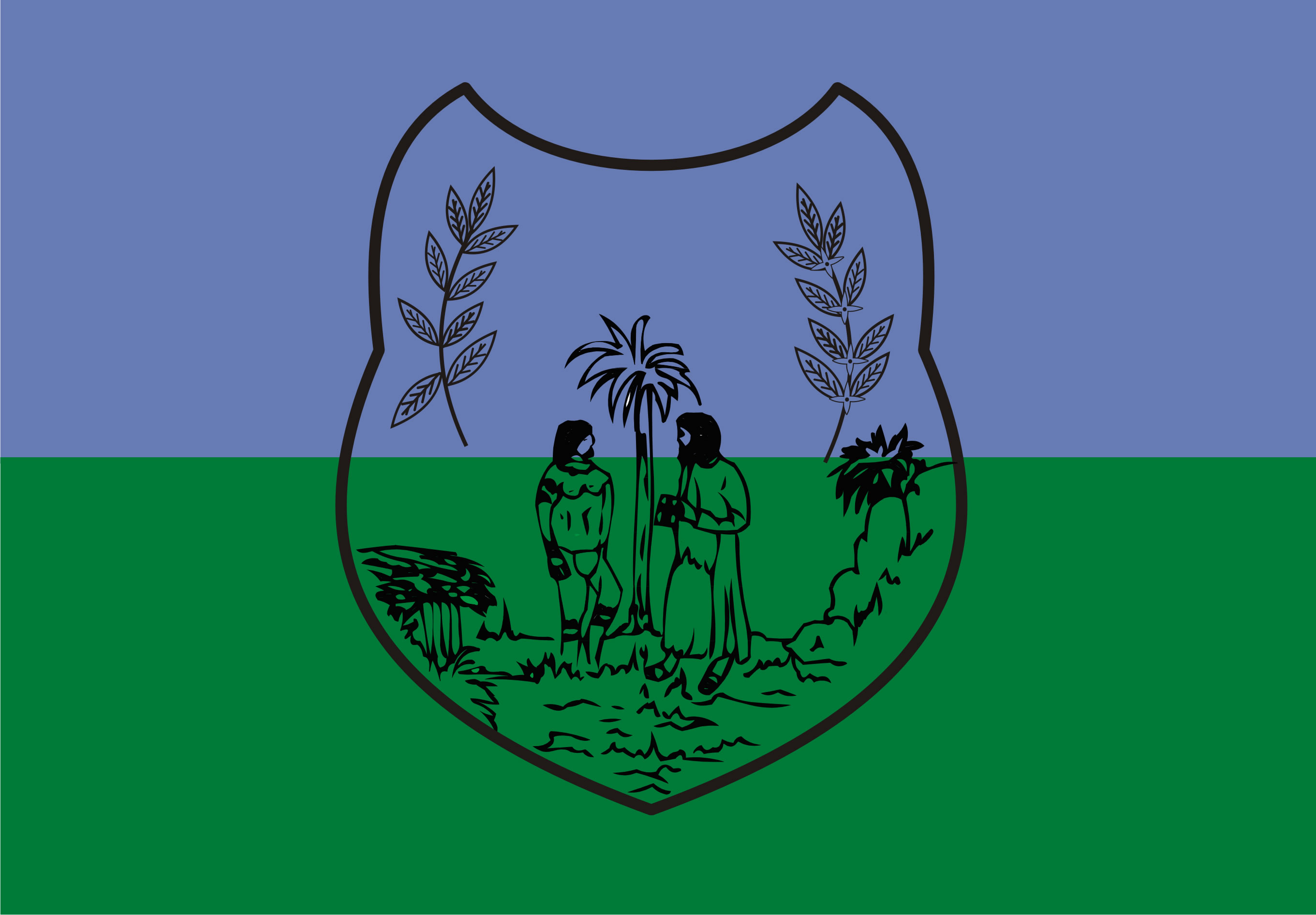
São Mateus
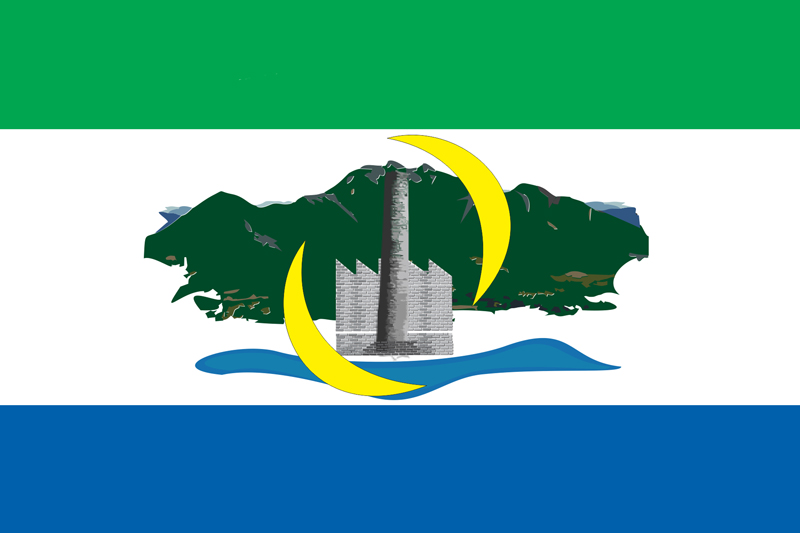
Serra
Vila Velha
Vitória (details)

## Goiás

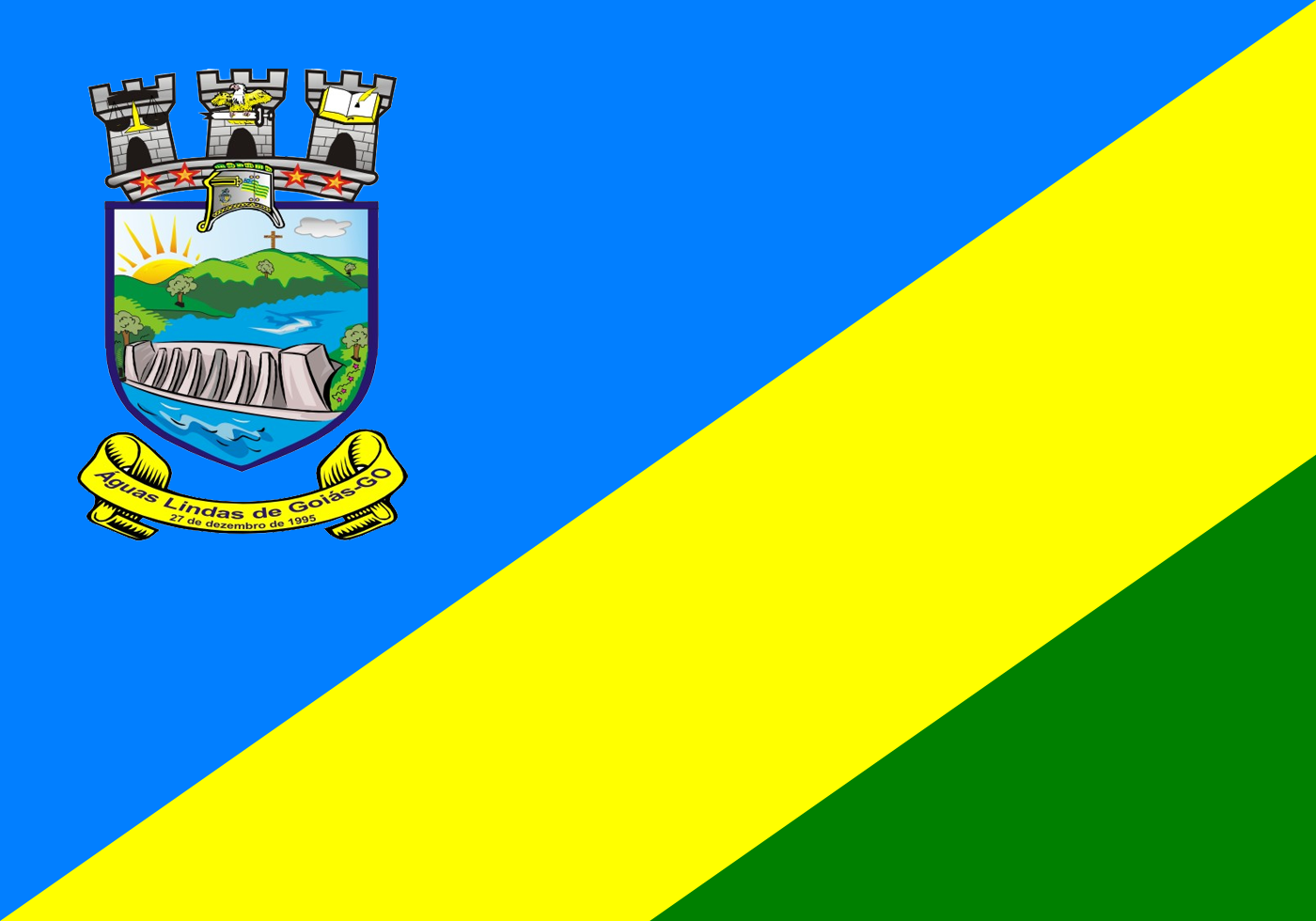
Águas Lindas de Goiás
Anápolis
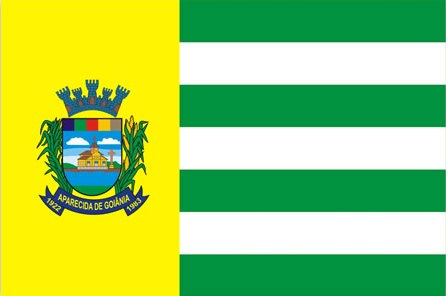
Aparecida de Goiânia
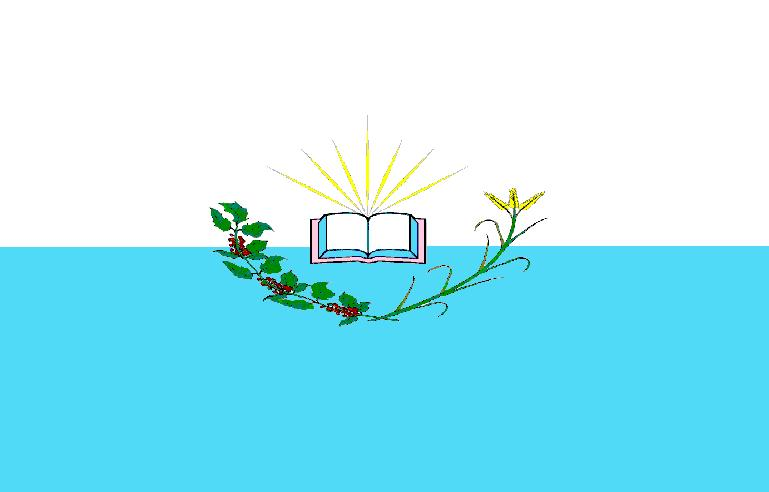
Catalão
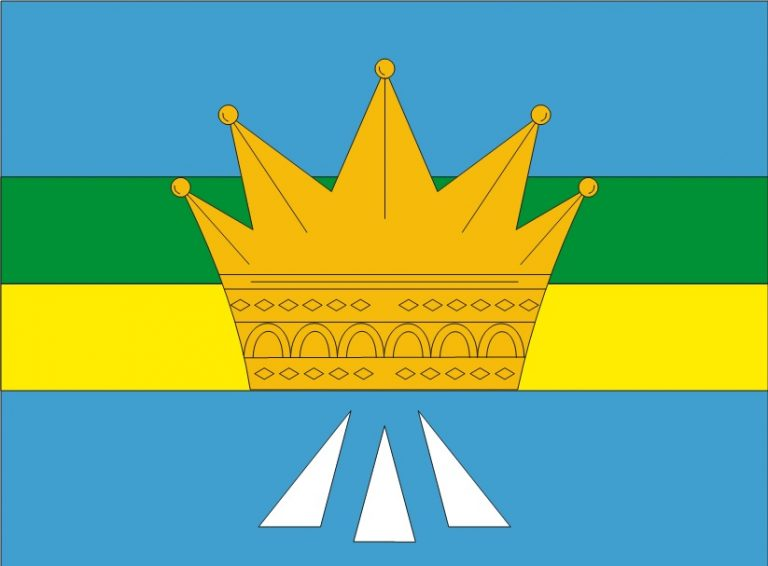
Formosa
Goiânia (details)
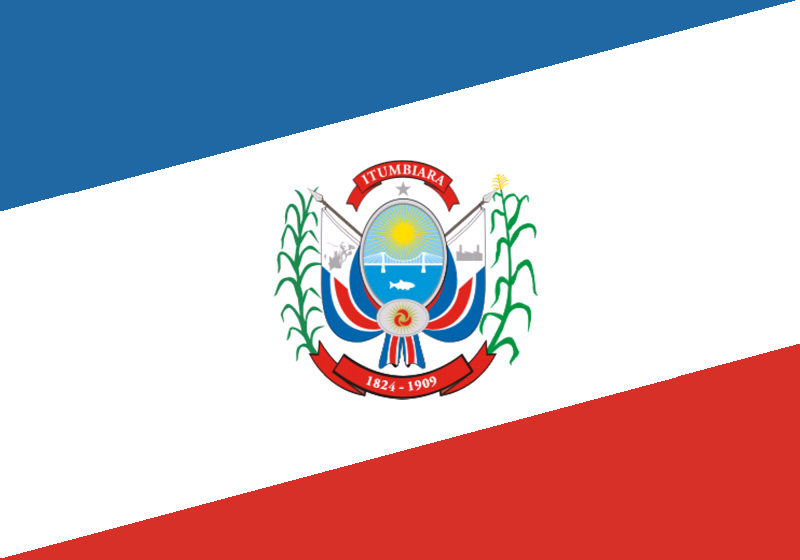
Itumbiara
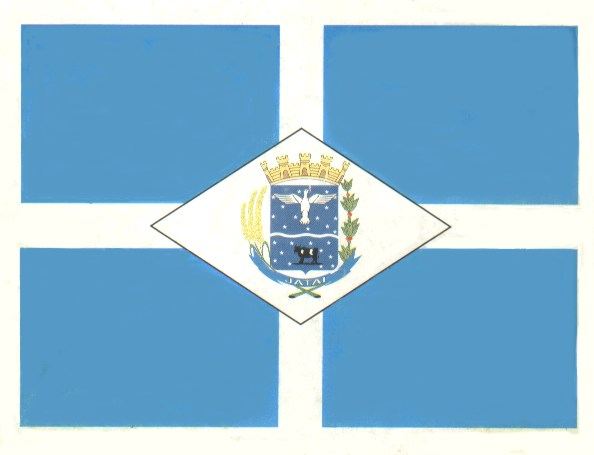
Jataí
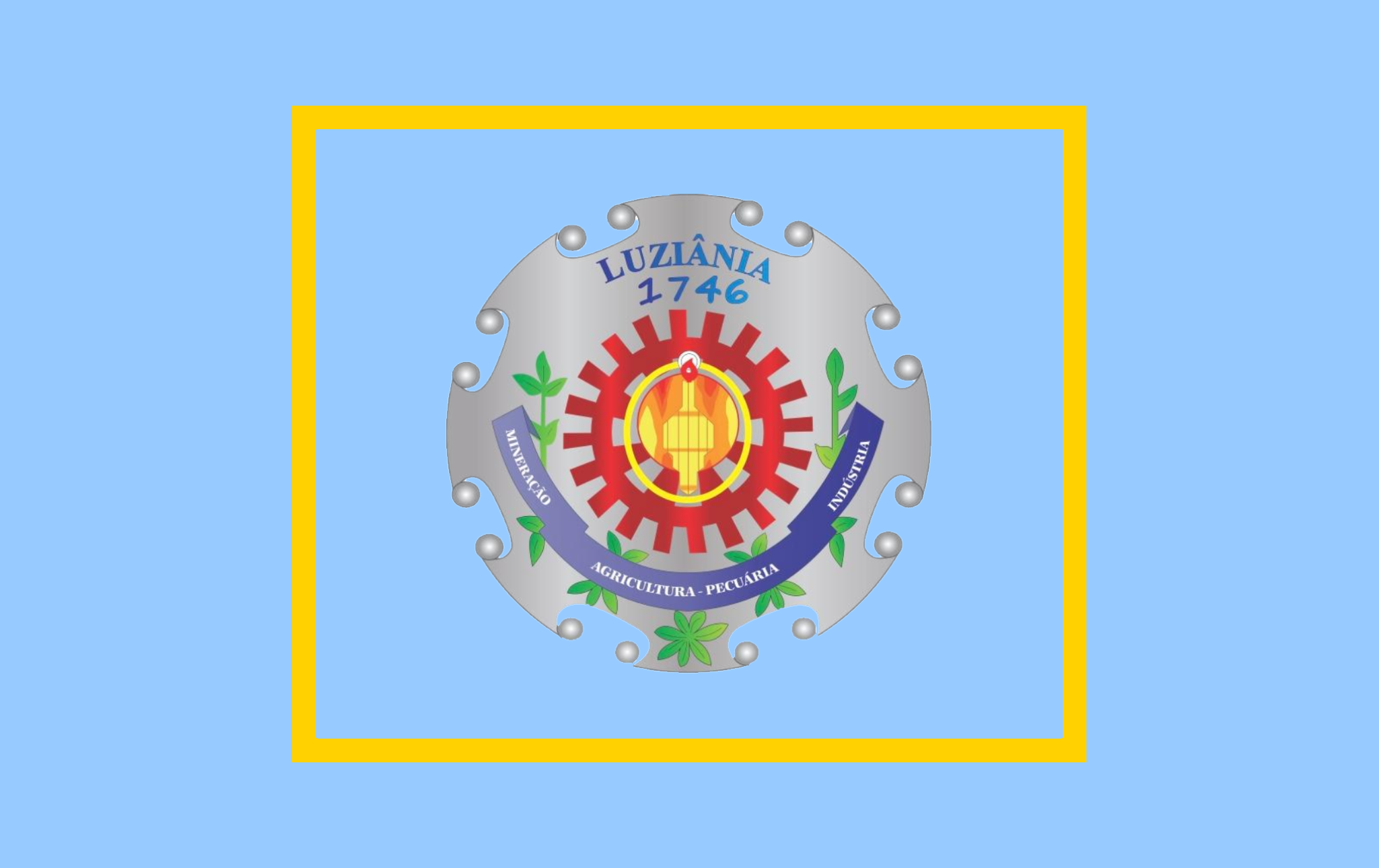
Luziânia
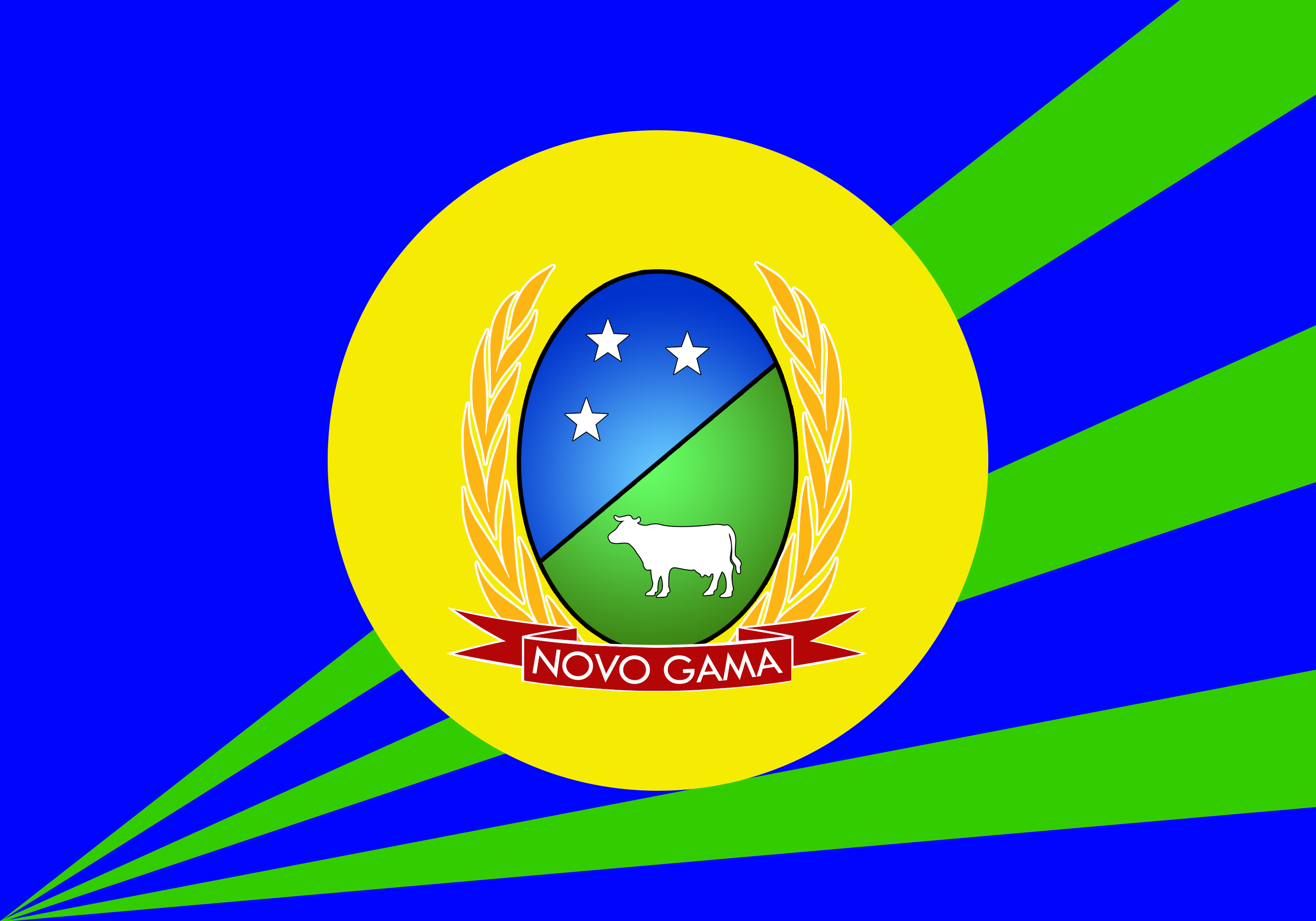
Novo Gama
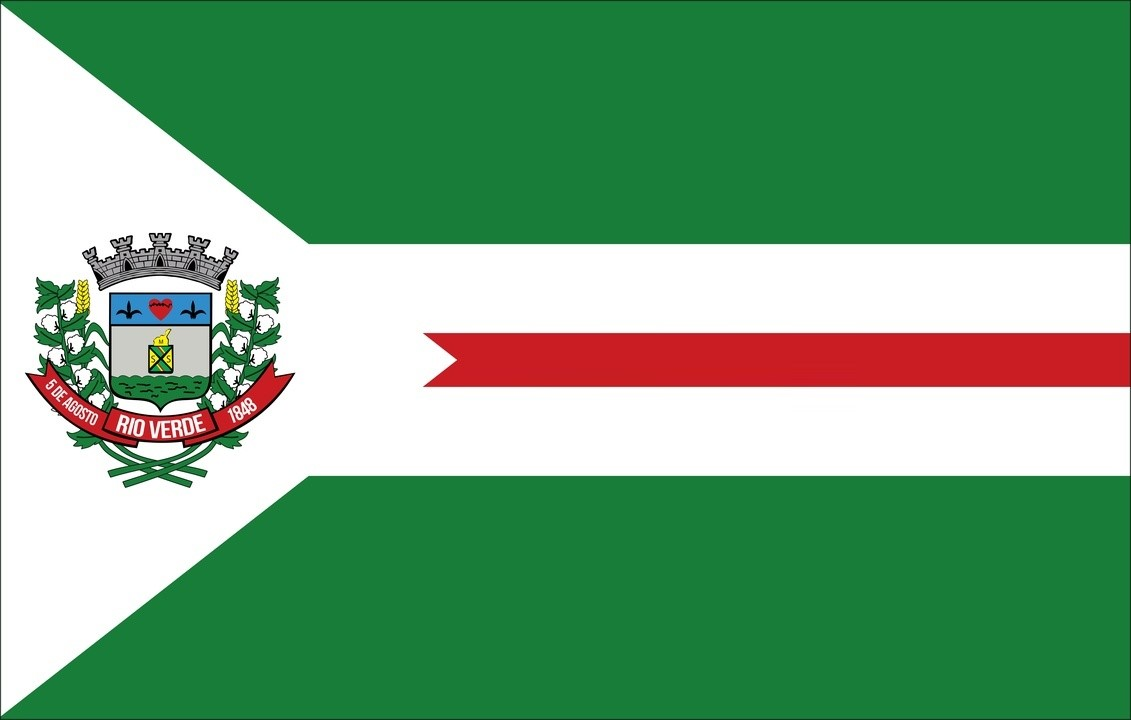
Rio Verde
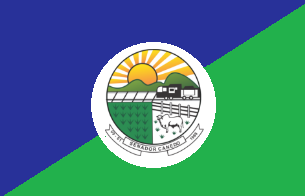
Senador Canedo
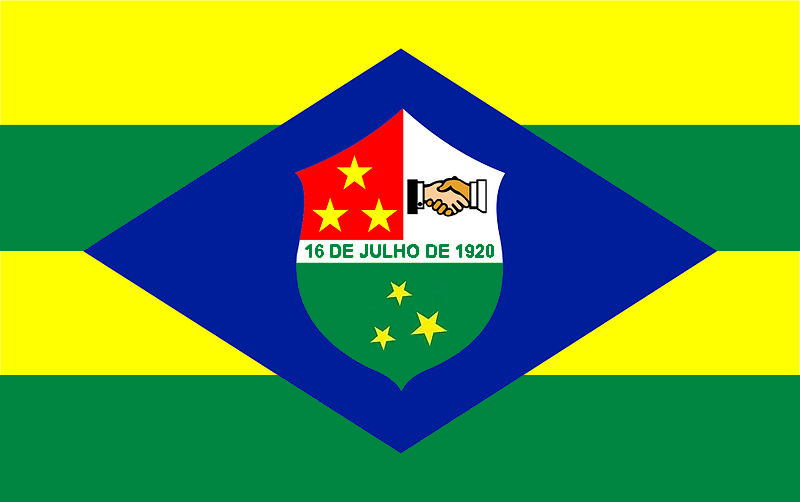
Trindade
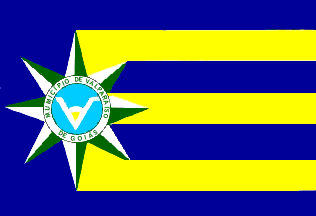
Valparaíso de Goiás

## Maranhão

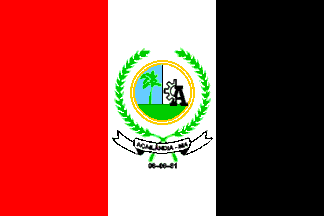
Açailândia
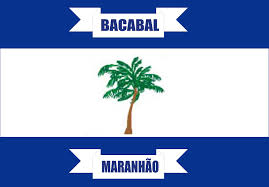
Bacabal
Caxias
Codó
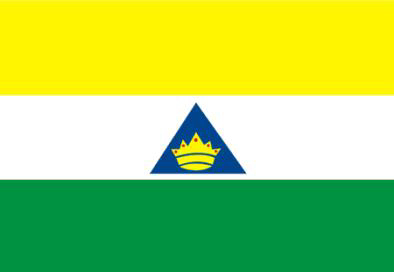
Imperatriz
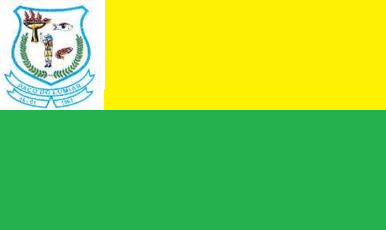
Paço do Lumiar
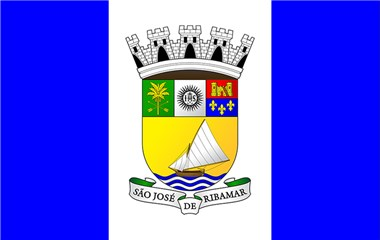
São José de Ribamar
São Luís (details)
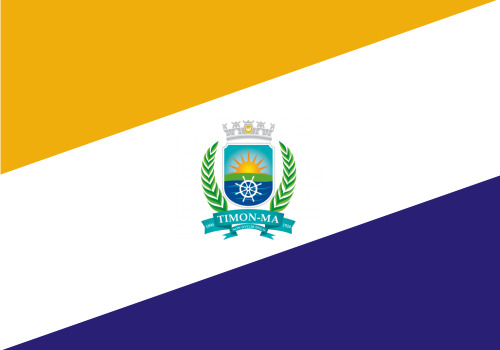
Timon

## Mato Grosso

Cuiabá (details)
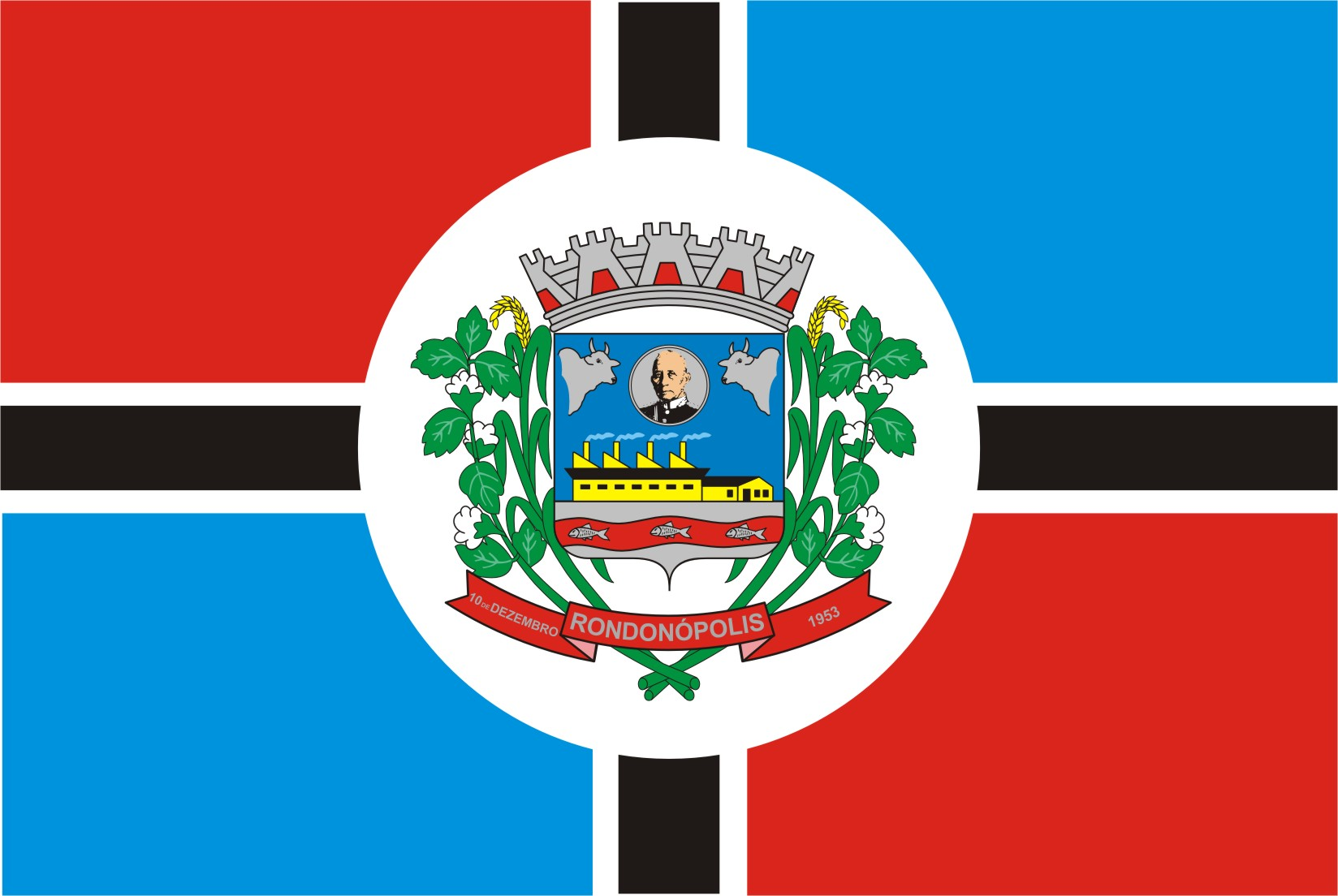
Rondonópolis
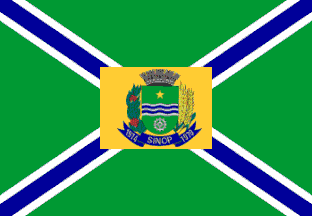
Sinop
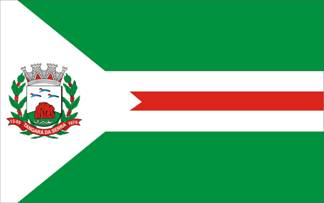
Tangará da Serra
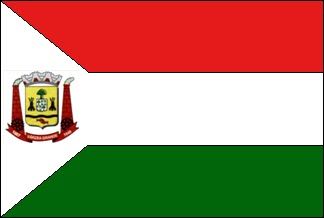
Várzea Grande

## Mato Grosso do Sul

Campo Grande (details)
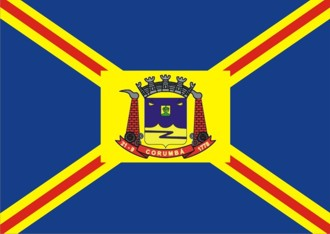
Corumbá
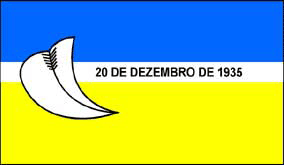
Dourados
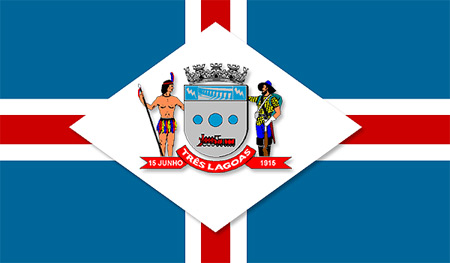
Três Lagoas

## Minas Gerais

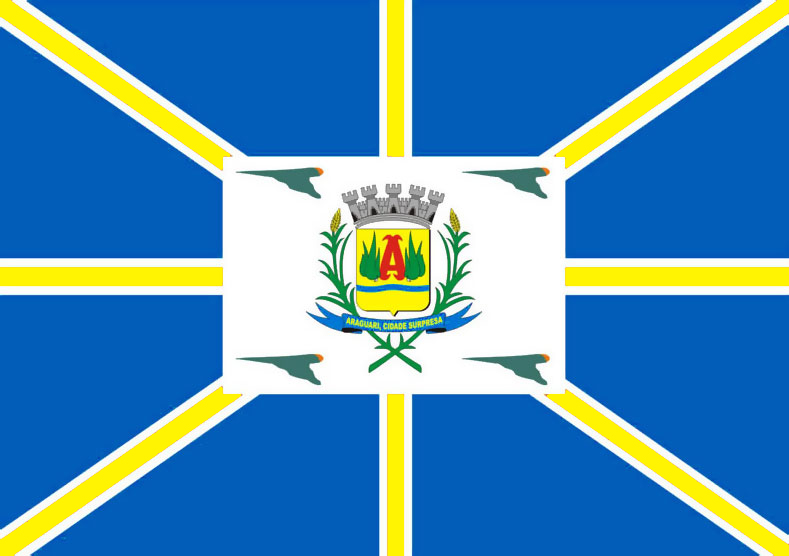
Araguari
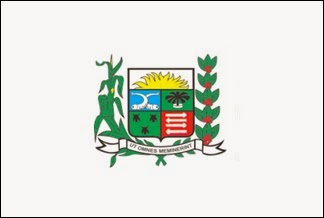
Araxá
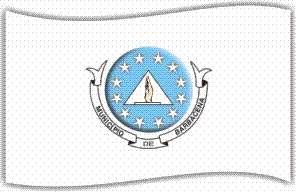
Barbacena
Belo Horizonte (details)
Betim
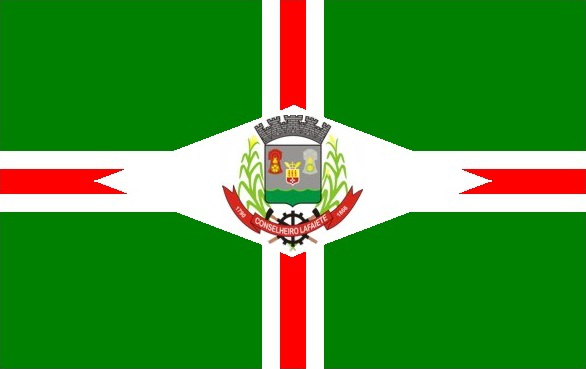
Conselheiro Lafaiete
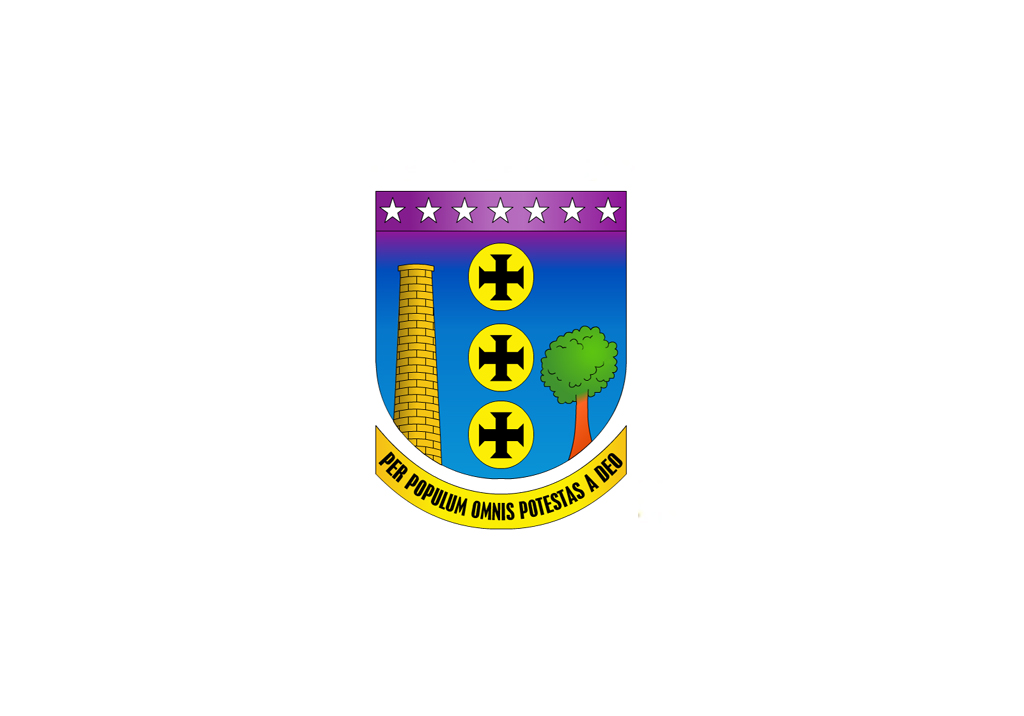
Contagem
Coronel Fabriciano
Divinópolis
Governador Valadares
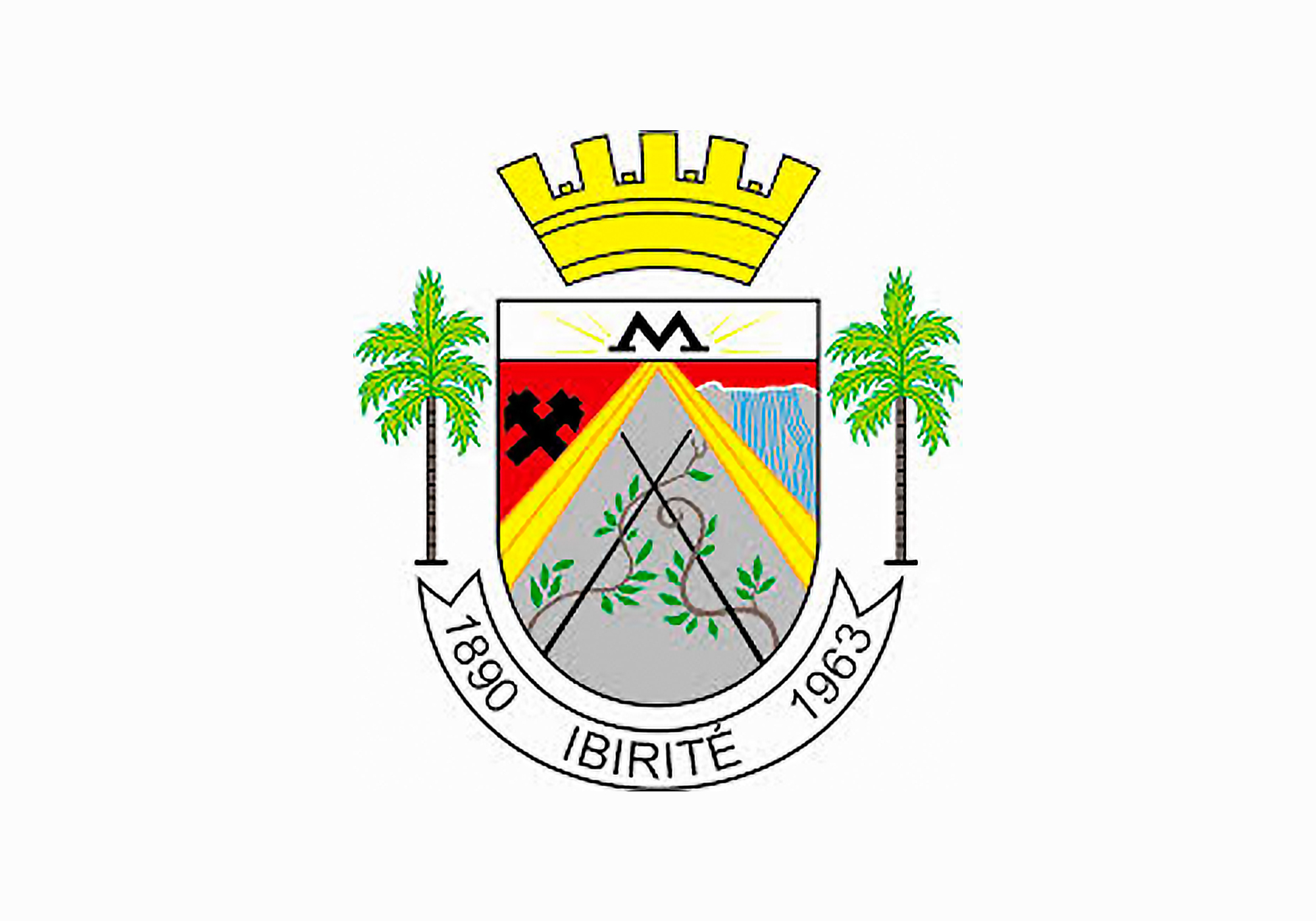
Ibirité
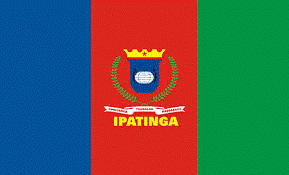
Ipatinga
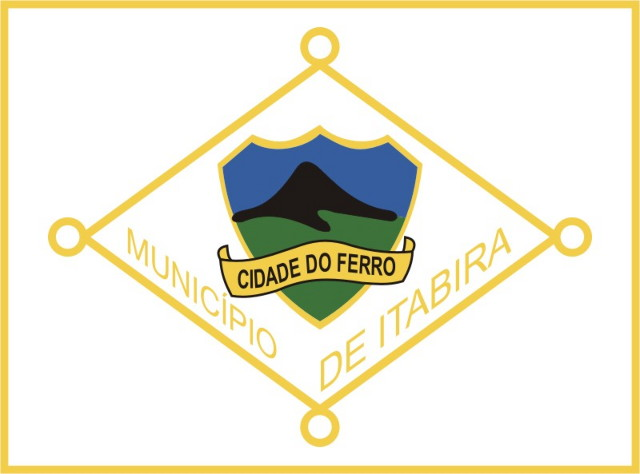
Itabira
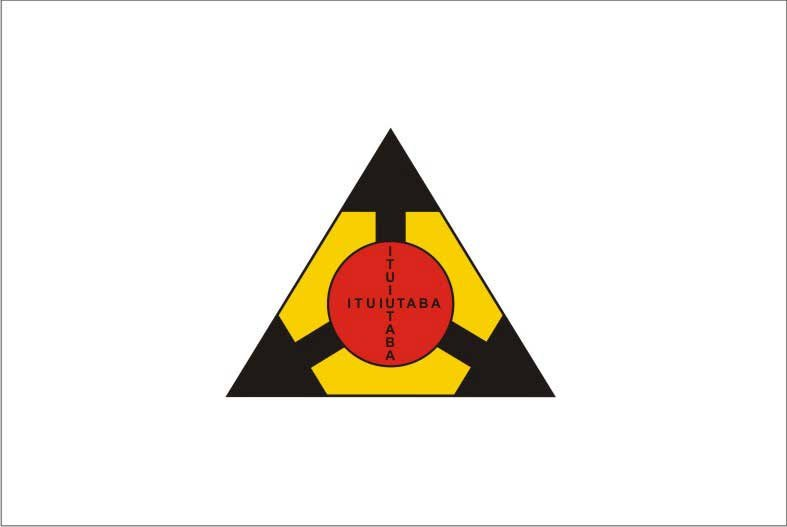
Ituiutaba
Juiz de Fora
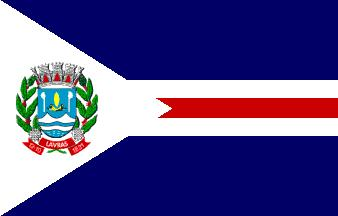
Lavras
Montes Claros
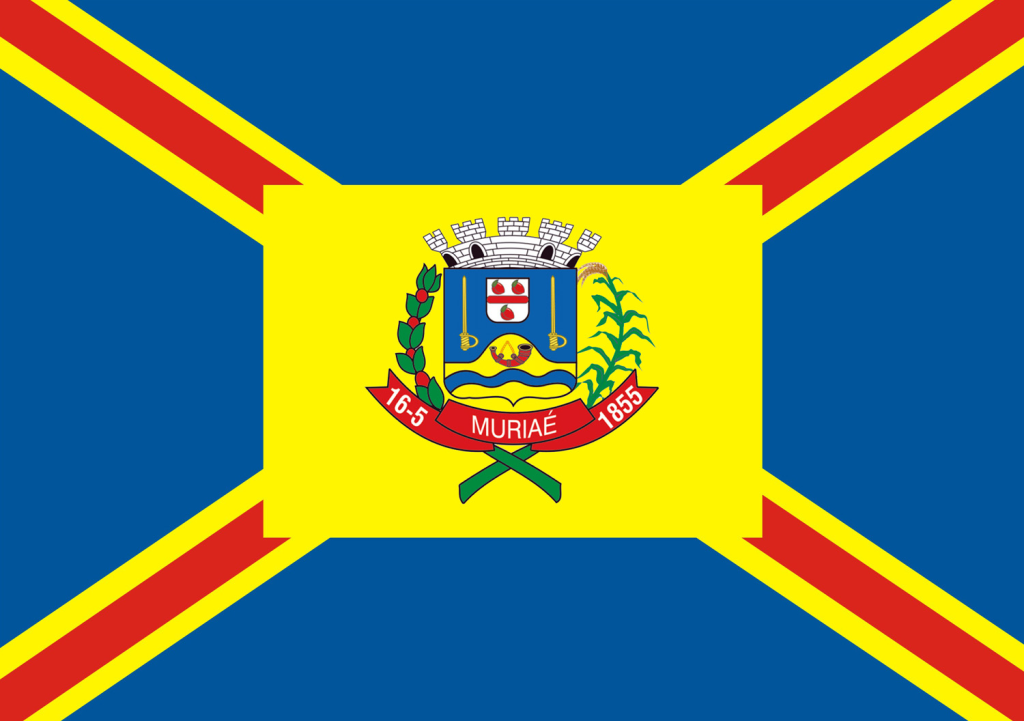
Muriaé
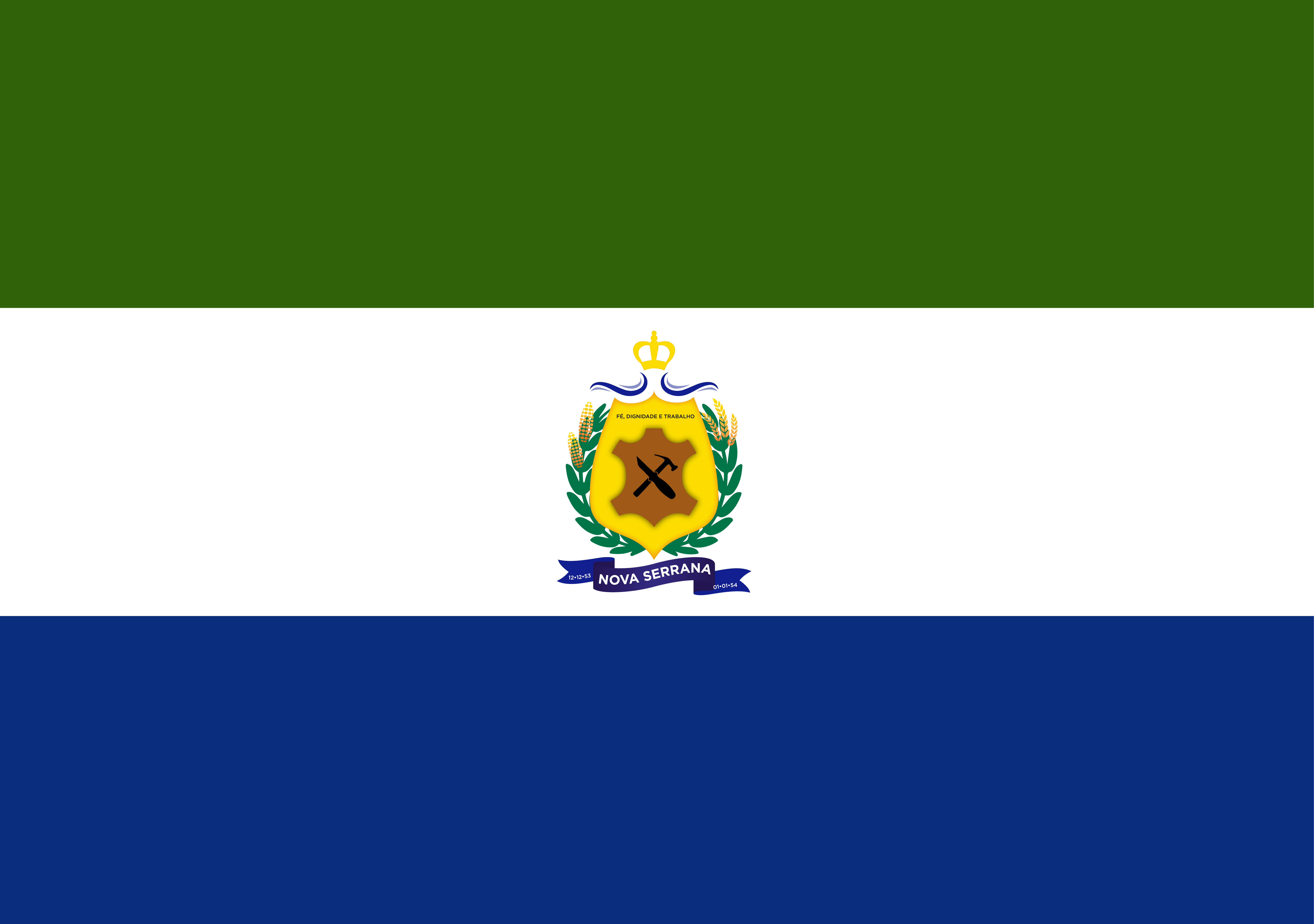
Nova Serrana
Passos
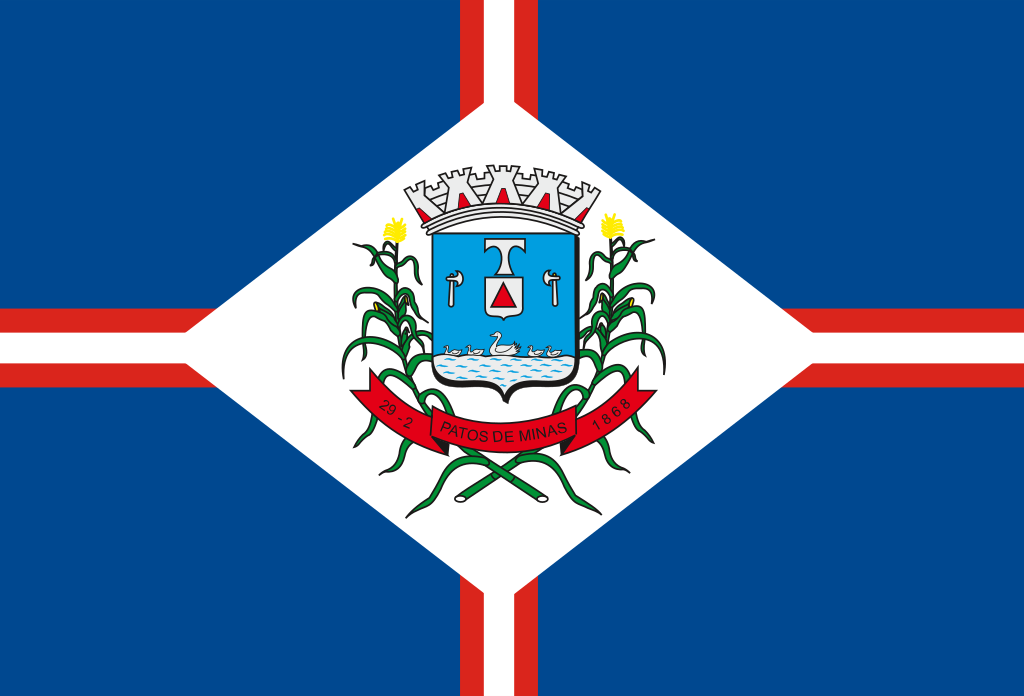
Patos de Minas
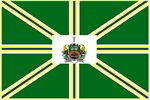
Poços de Caldas
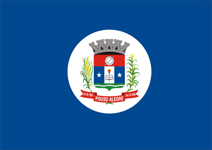
Pouso Alegre
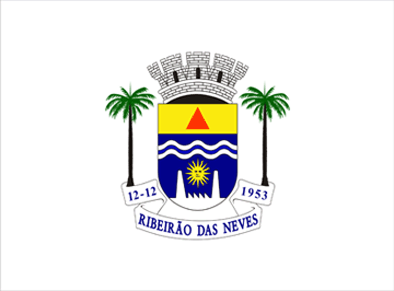
Ribeirão das Neves
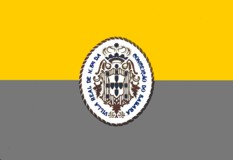
Sabará
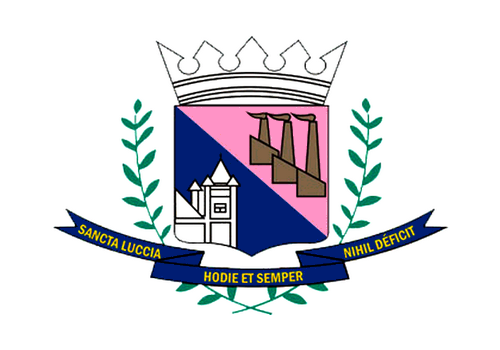
Santa Luzia
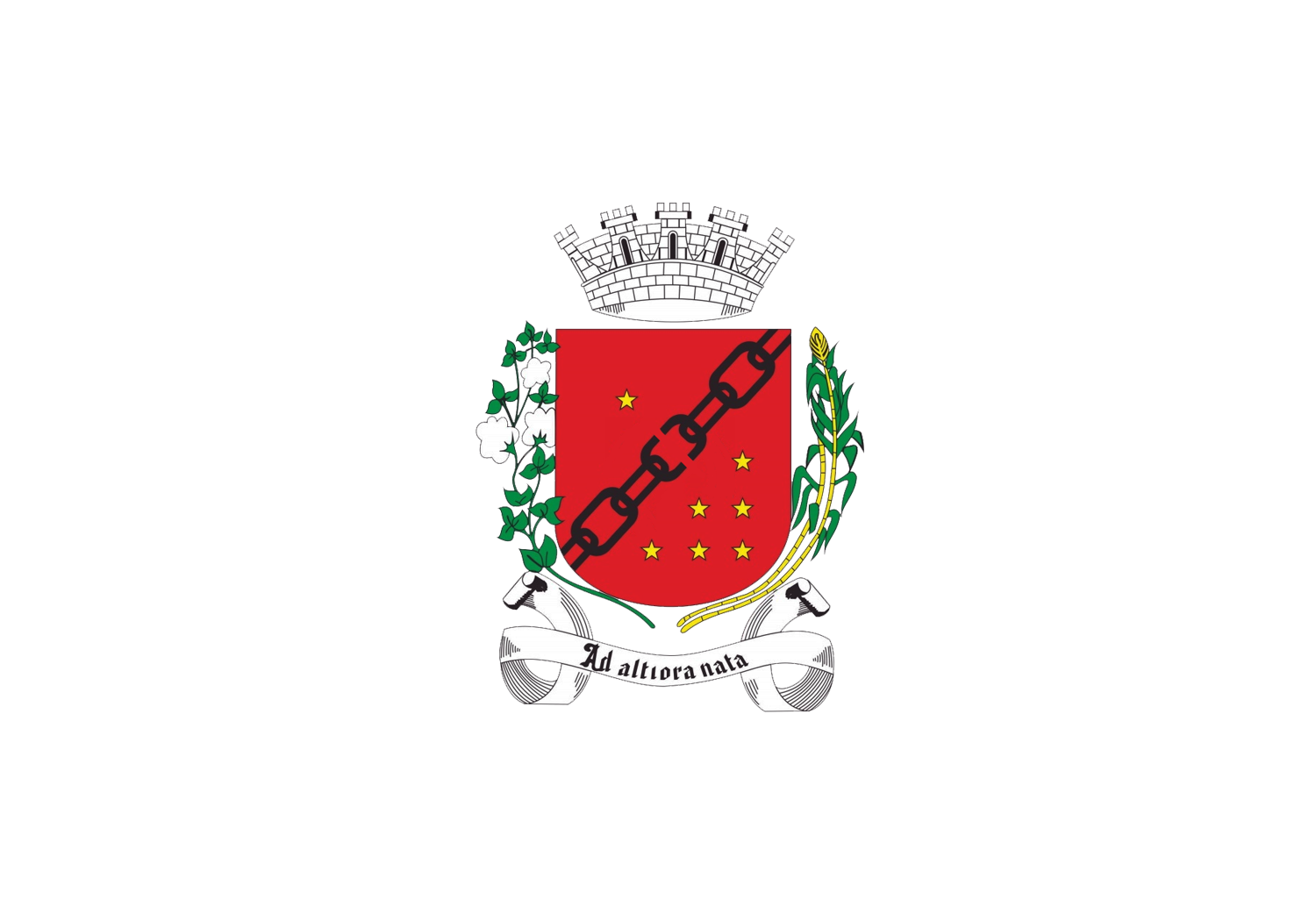
Sete Lagoas
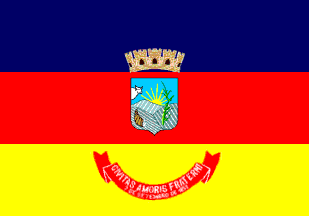
Teófilo Otoni
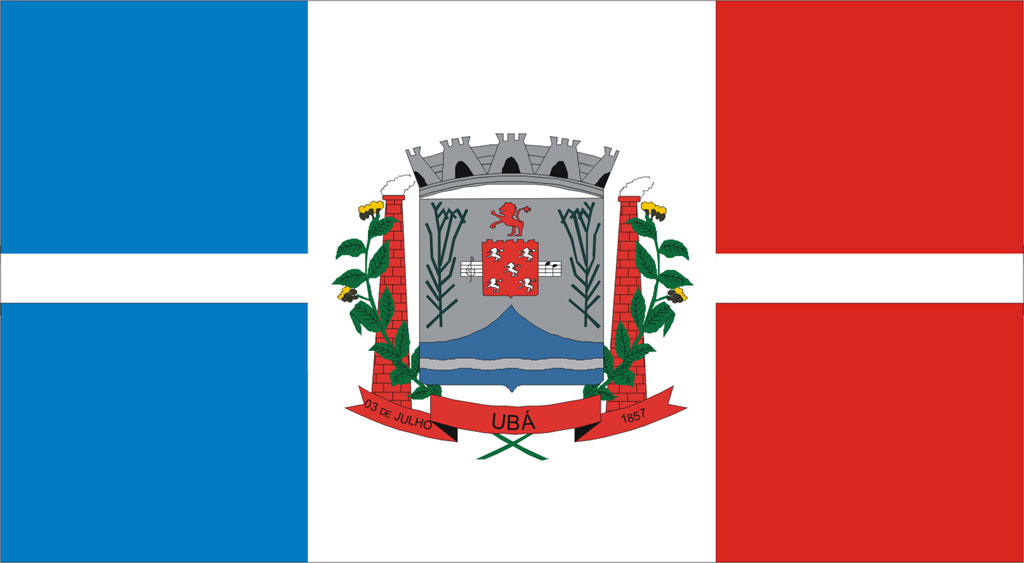
Ubá
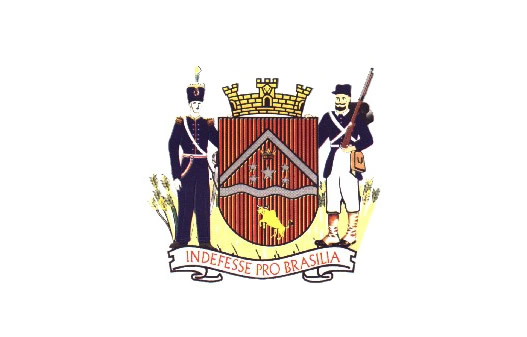
Uberaba
Uberlândia
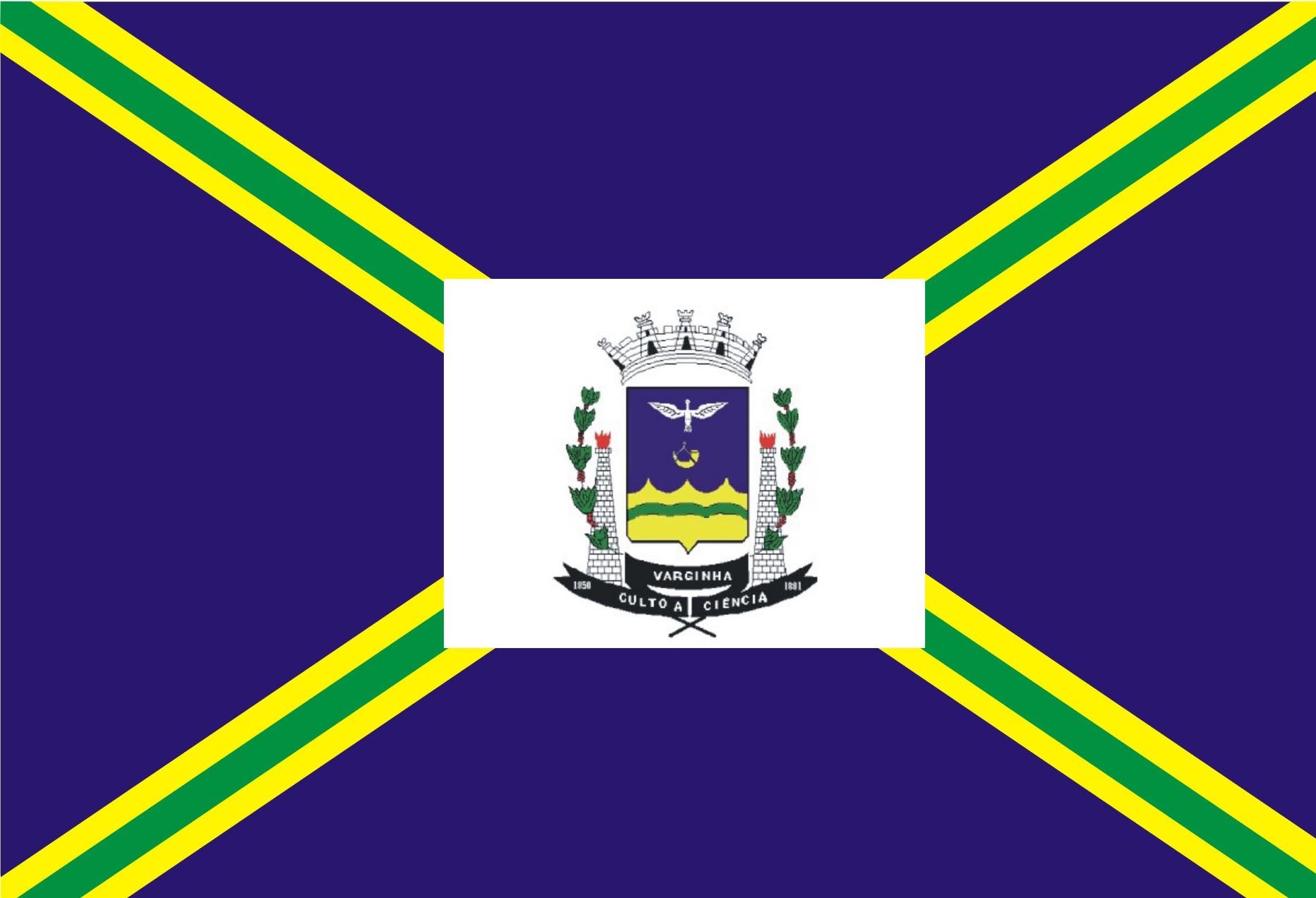
Varginha
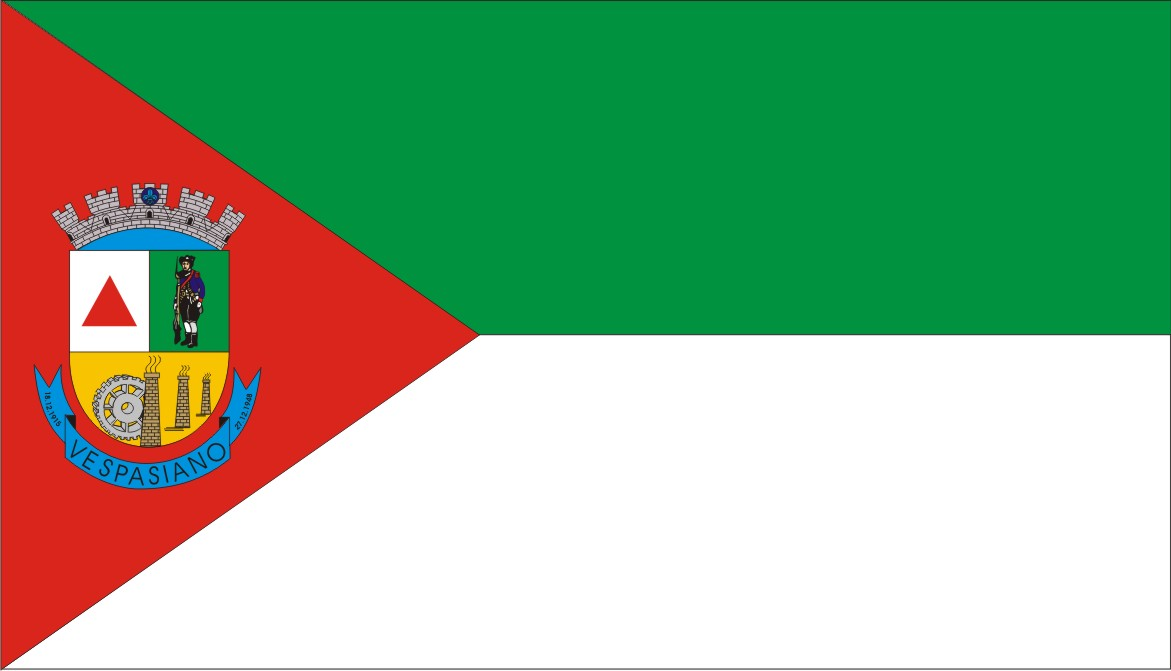
Vespasiano

## Pará

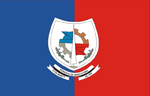
Abaetetuba
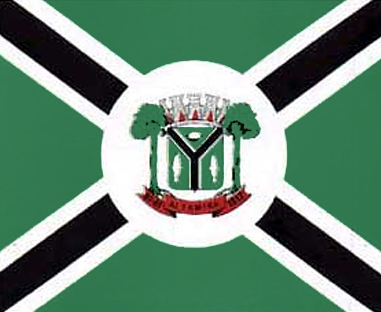
Altamira
Ananindeua
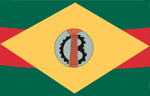
Barcarena
Belém (details)
Bragança
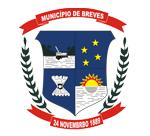
Breves
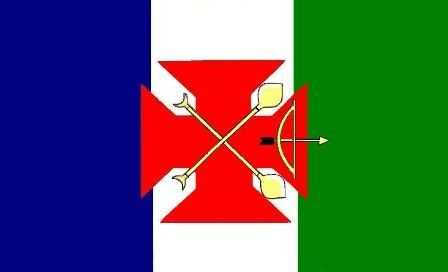
Cametá
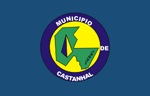
Castanhal
Itaituba
Marabá
Marituba
Paragominas
Parauapebas
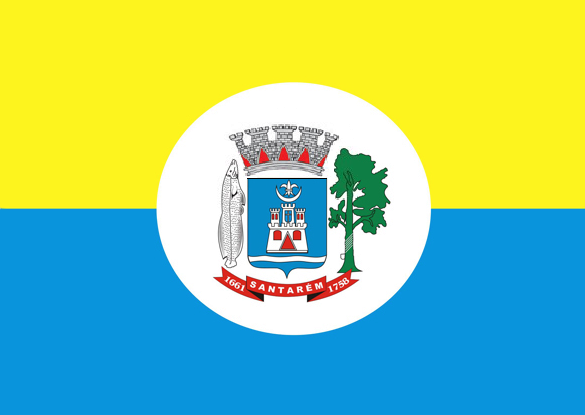
Santarém
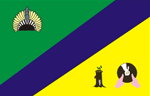
São Félix do Xingu
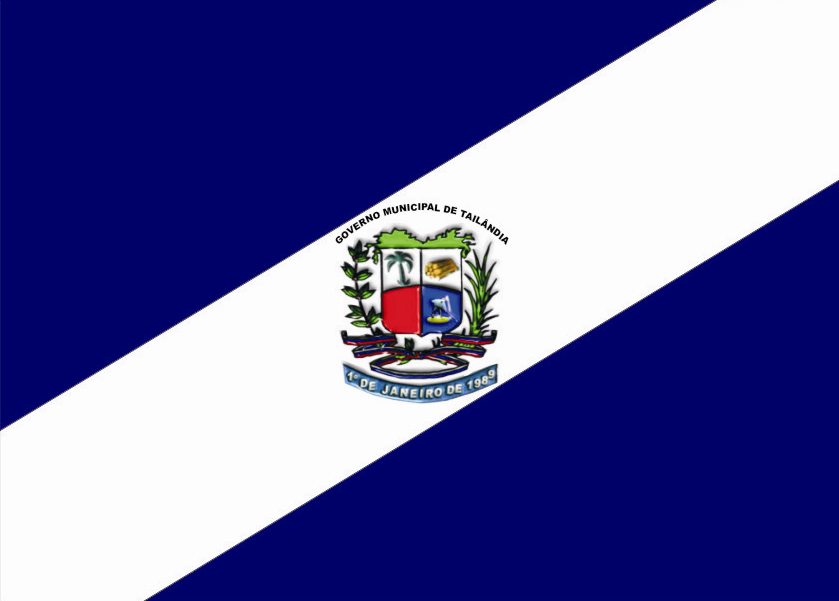
Tailândia
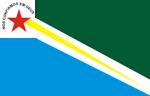
Tucuruí

## Paraíba

Campina Grande
João Pessoa (details)
Patos
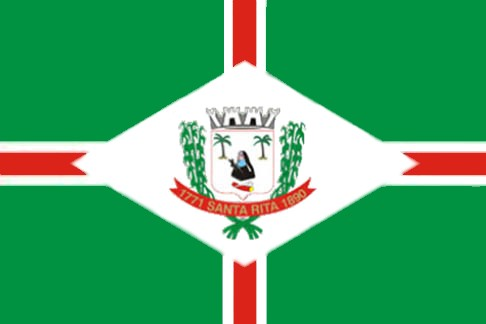
Santa Rita

## Paraná

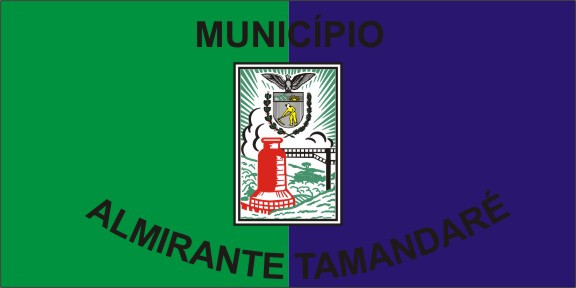
Almirante Tamandaré
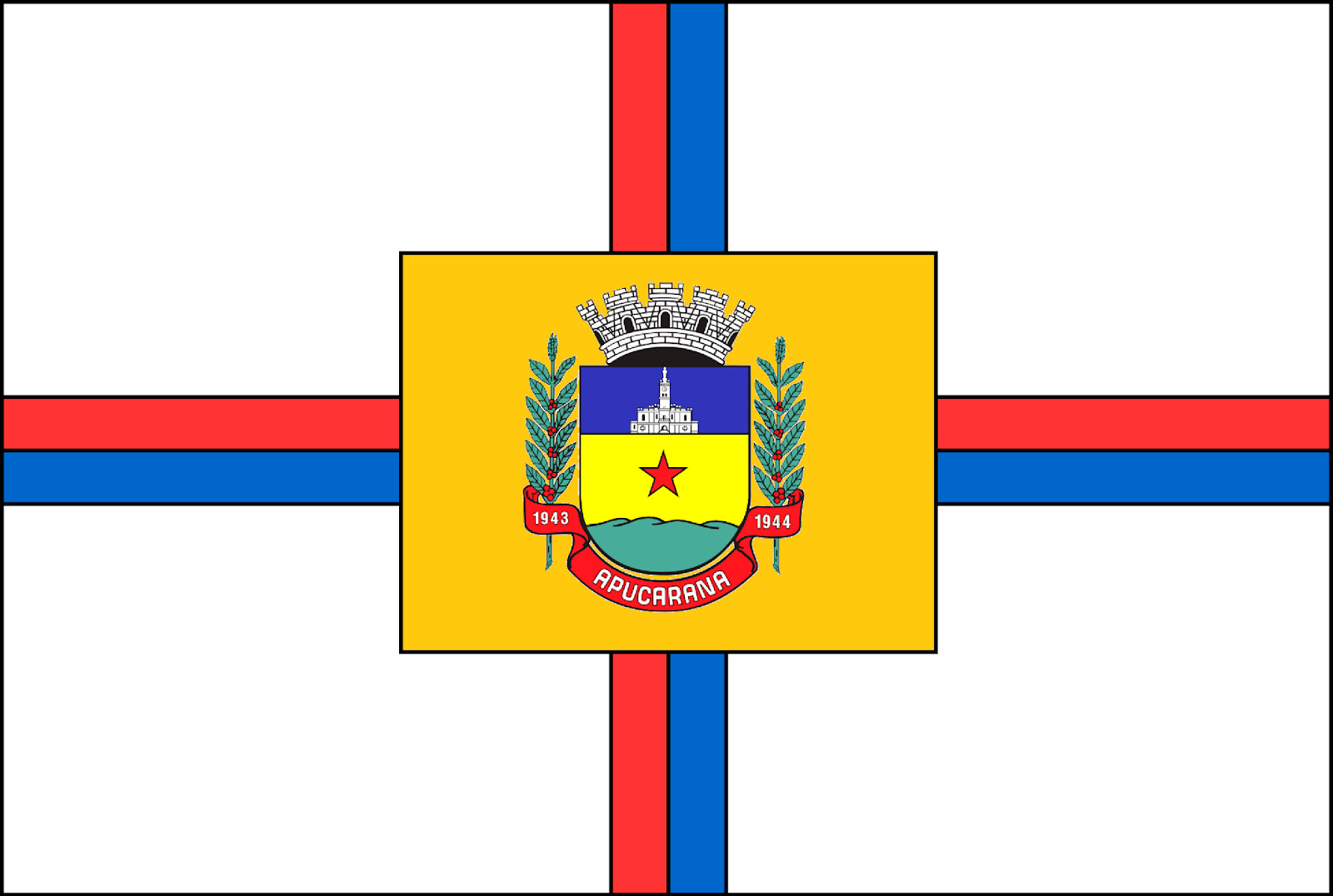
Apucarana
Arapongas
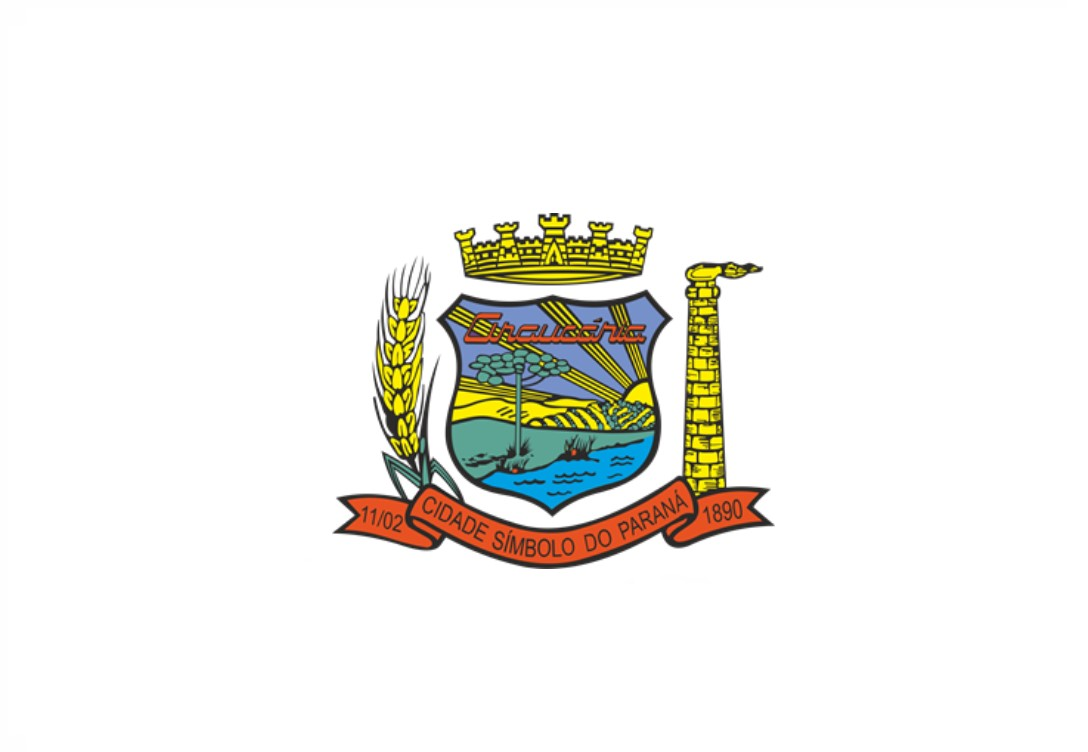
Araucária
Cambé
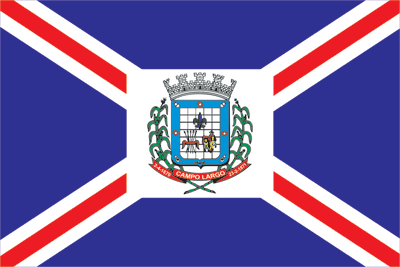
Campo Largo
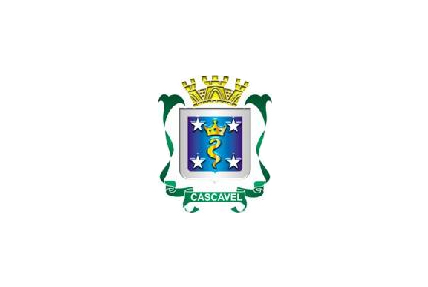
Cascavel
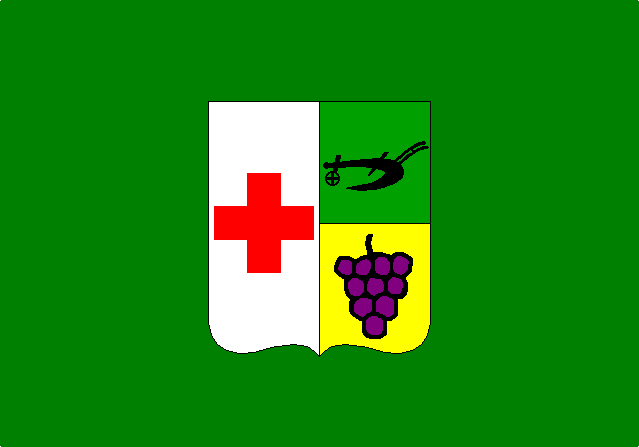
Colombo
Curitiba (details)
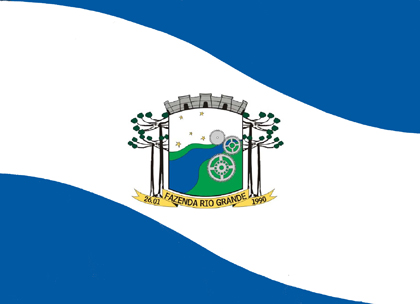
Fazenda Rio Grande
Foz do Iguaçu
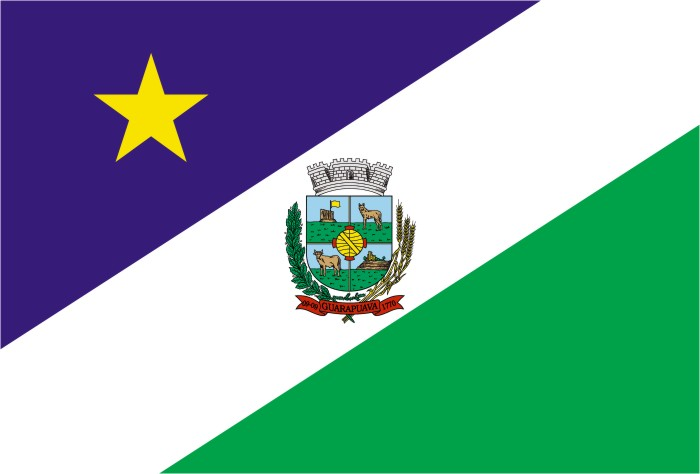
Guarapuava
Londrina
Maringá
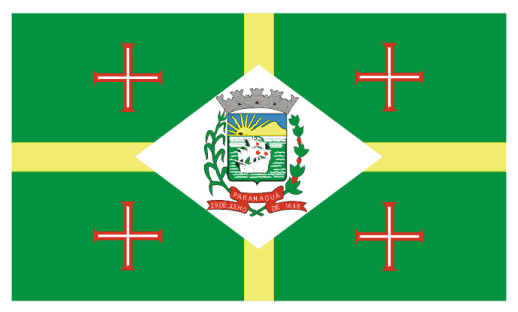
Paranaguá
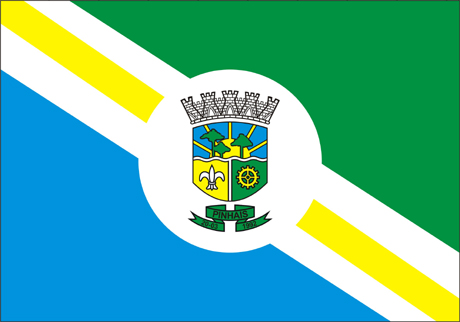
Pinhais
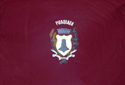
Piraquara
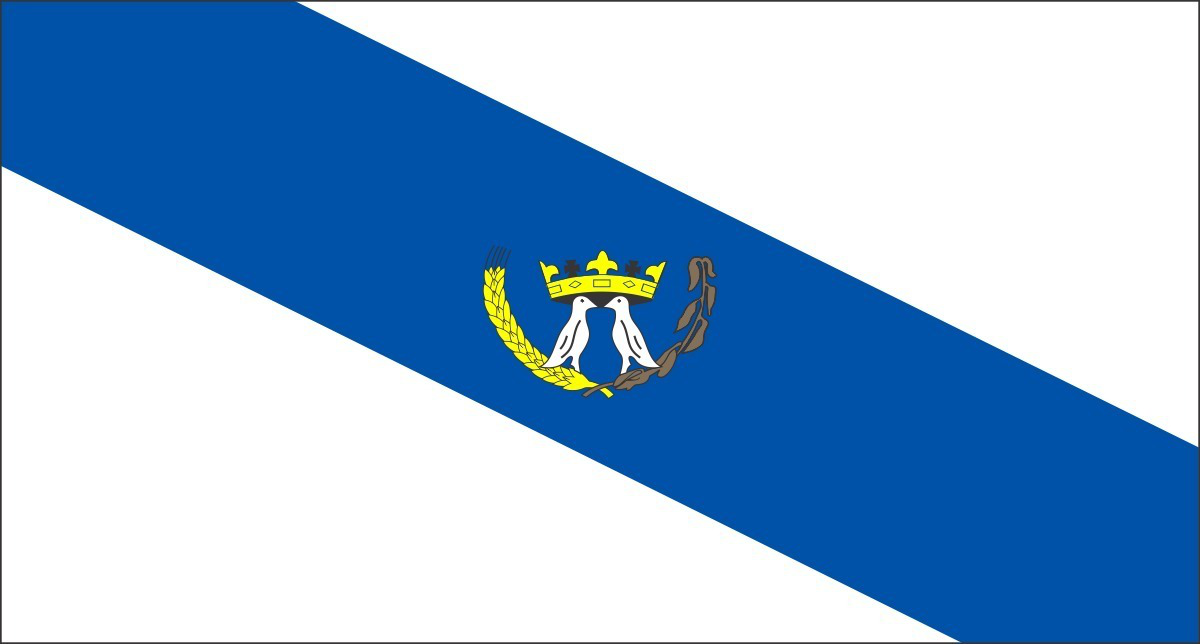
Ponta Grossa
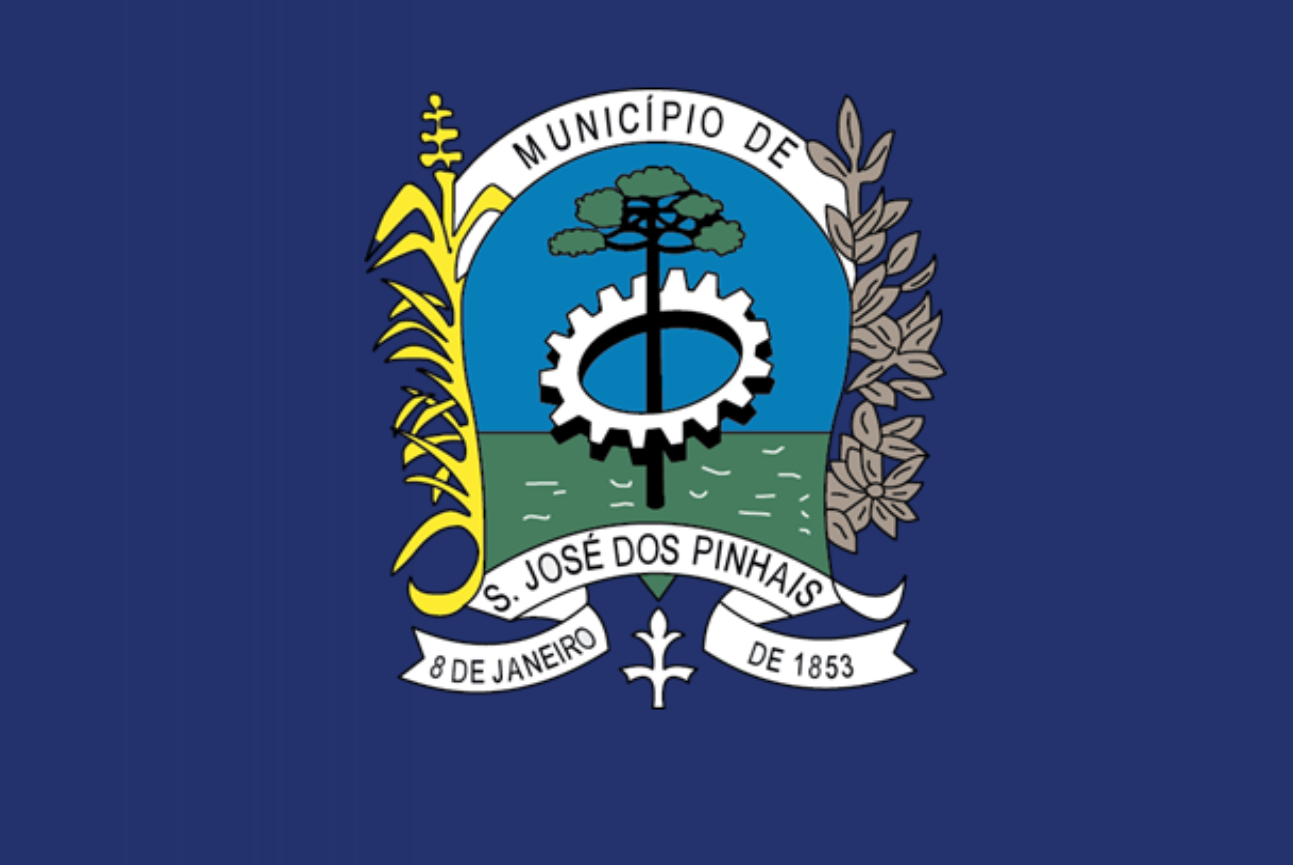
São José dos Pinhais
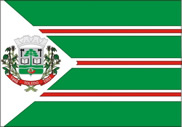
Toledo
Umuarama

## Pernambuco

Abreu e Lima
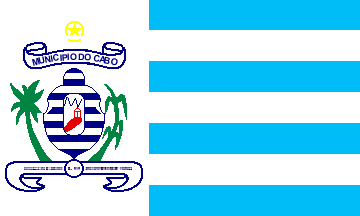
Cabo de Santo Agostinho
Camaragibe
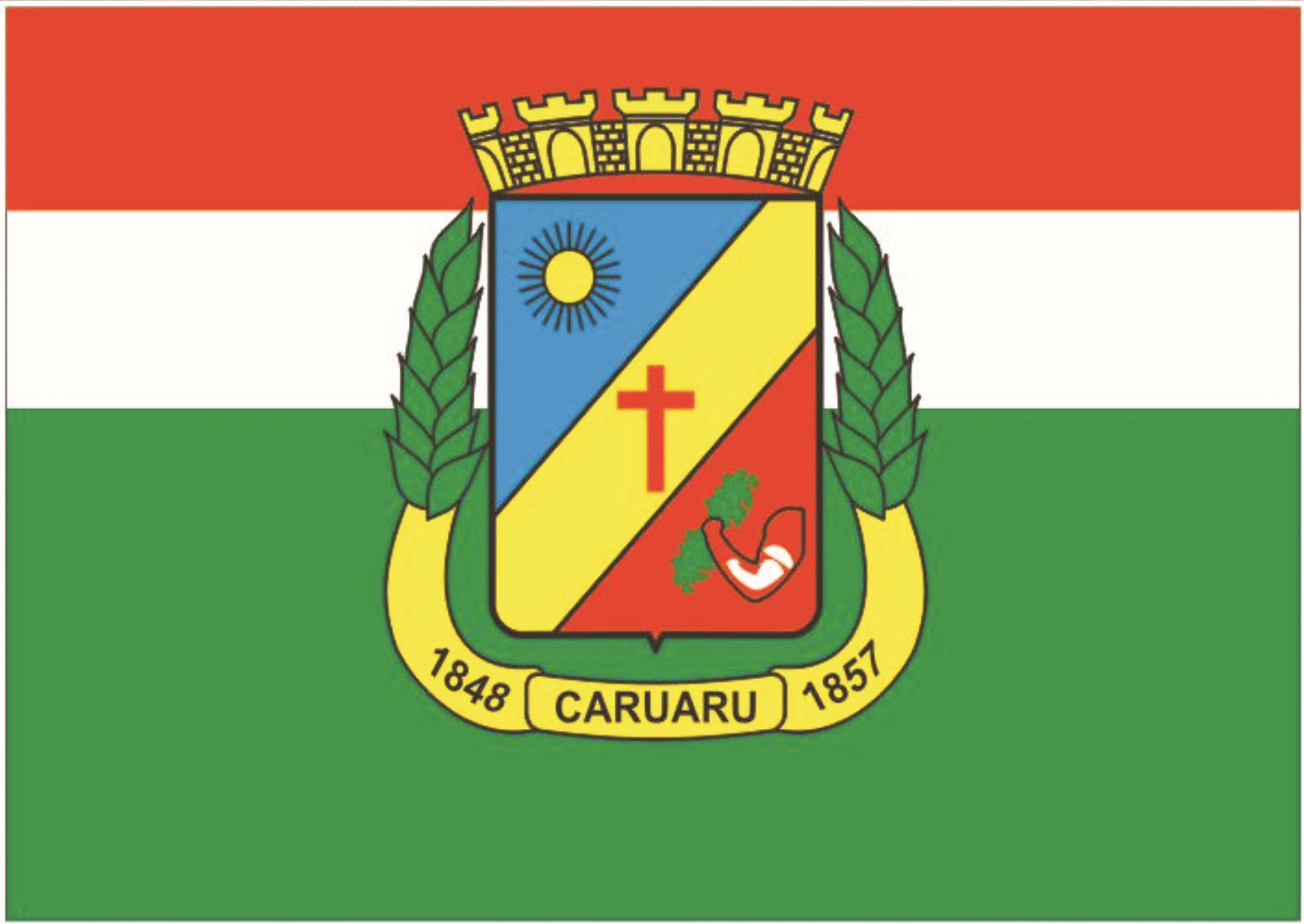
Caruaru
Garanhuns
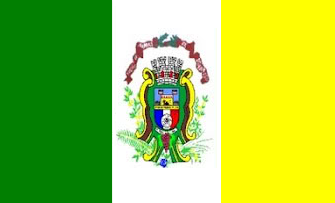
Igarassu
Jaboatão dos Guararapes
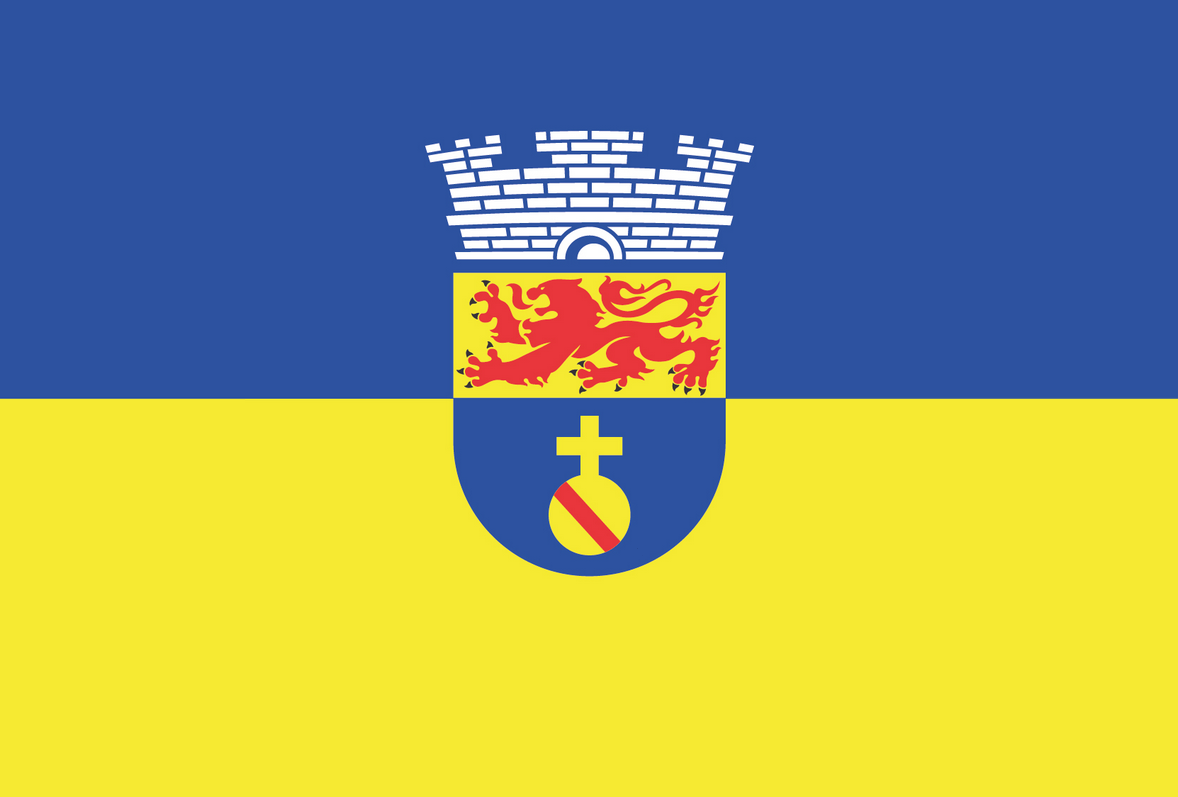
Olinda
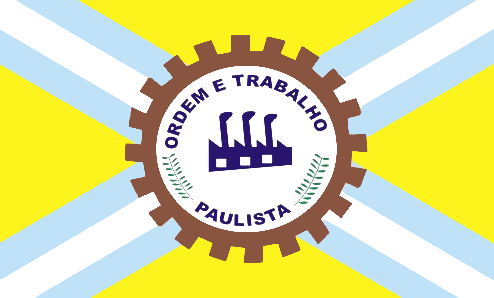
Paulista
Petrolina
Recife (details)
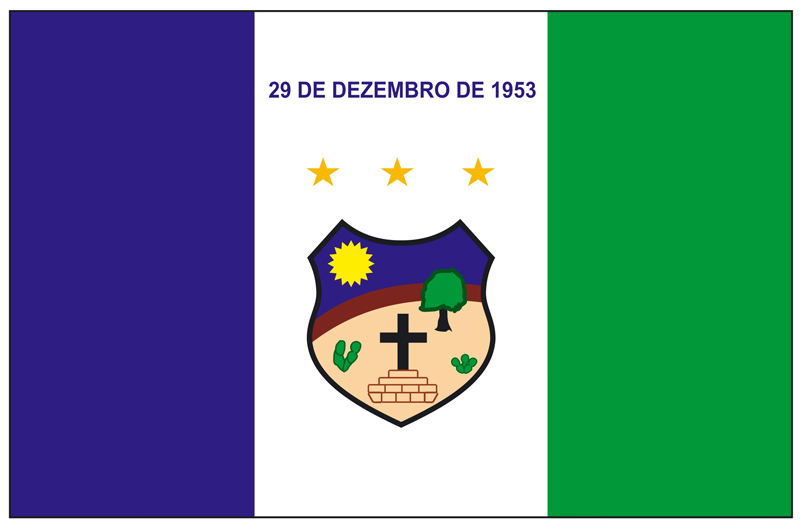
Santa Cruz do Capibaribe
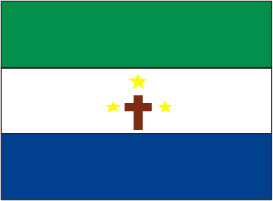
São Lourenço da Mata
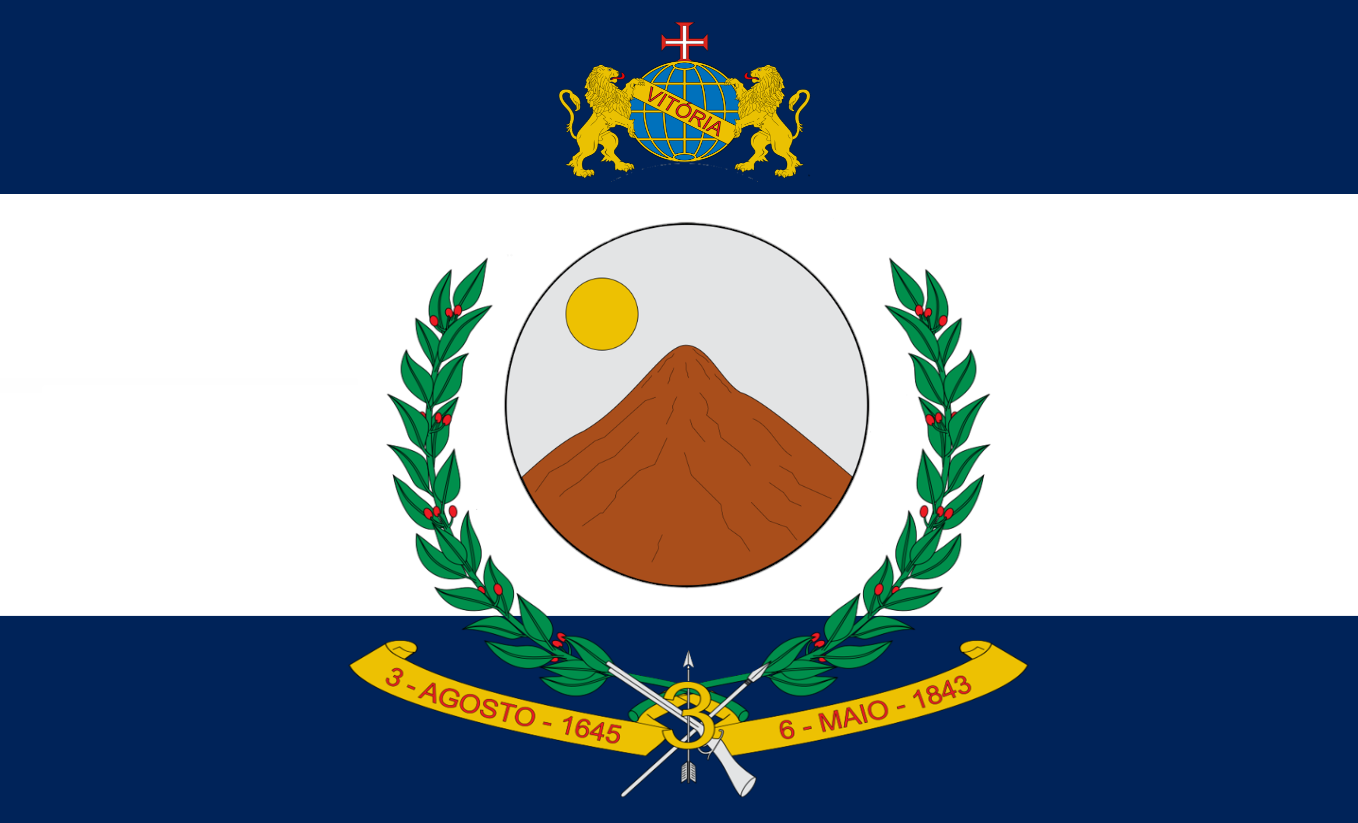
Vitória de Santo Antão

## Piauí

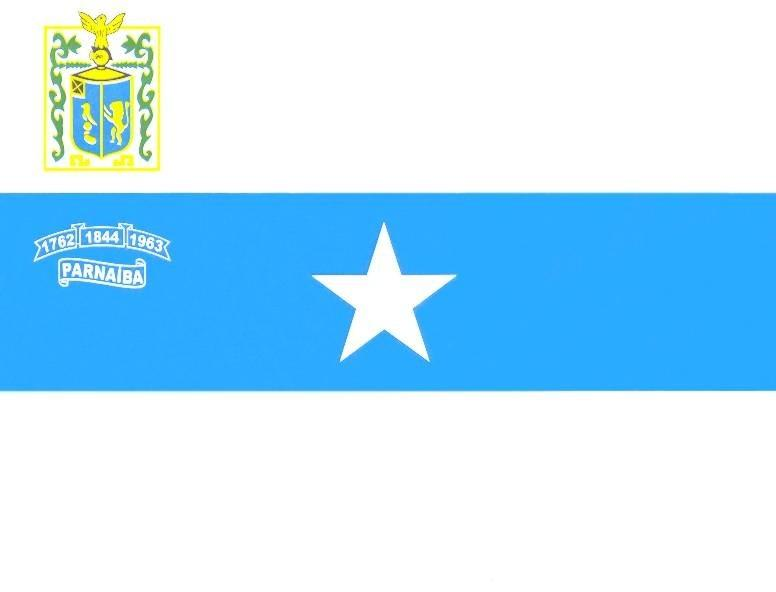
Parnaíba
Teresina (details)

## Rio de Janeiro

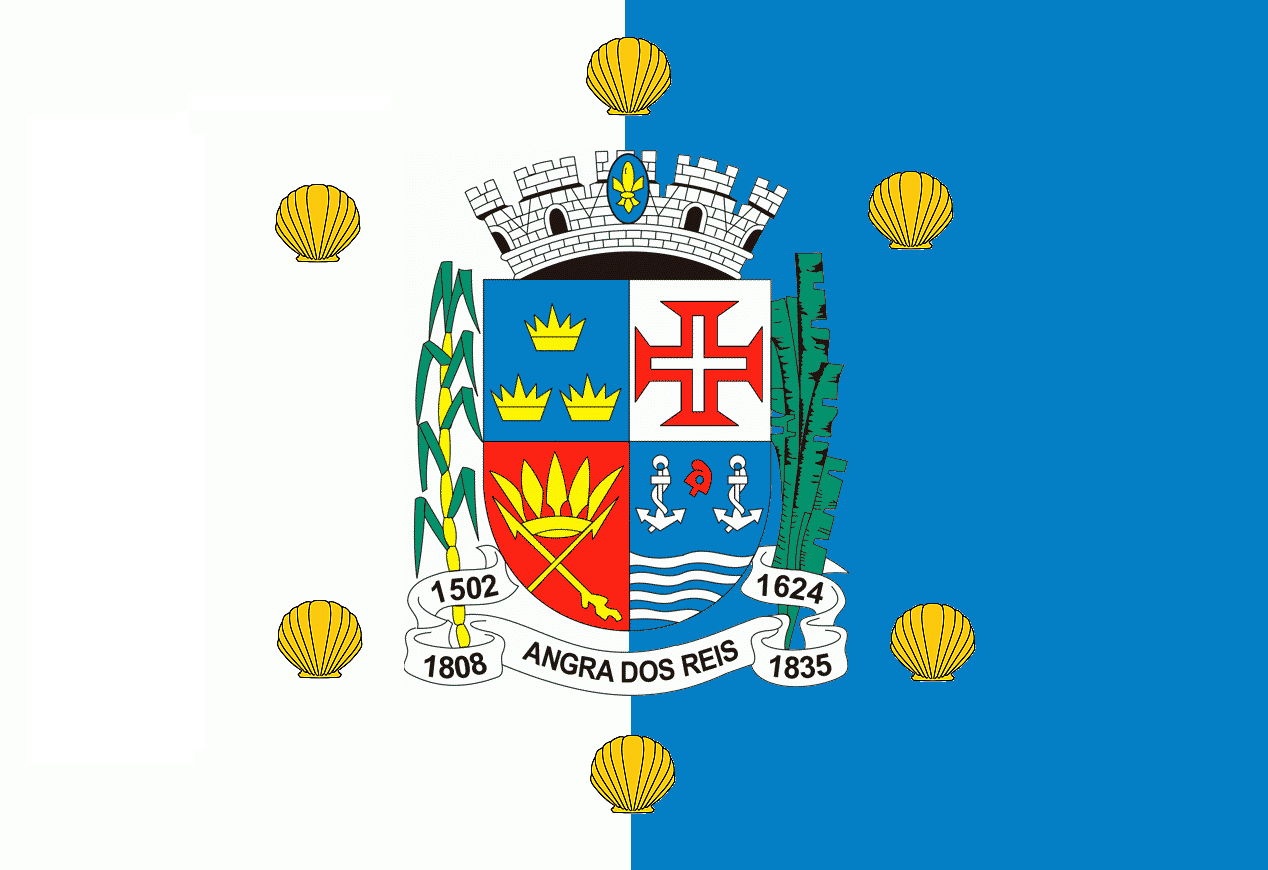
Angra dos Reis
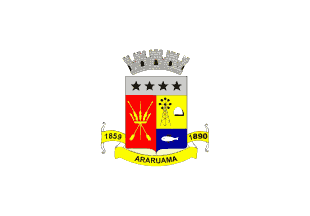
Araruama
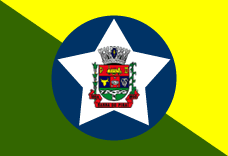
Barra do Piraí
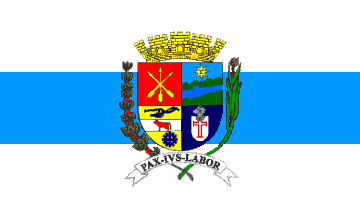
Barra Mansa
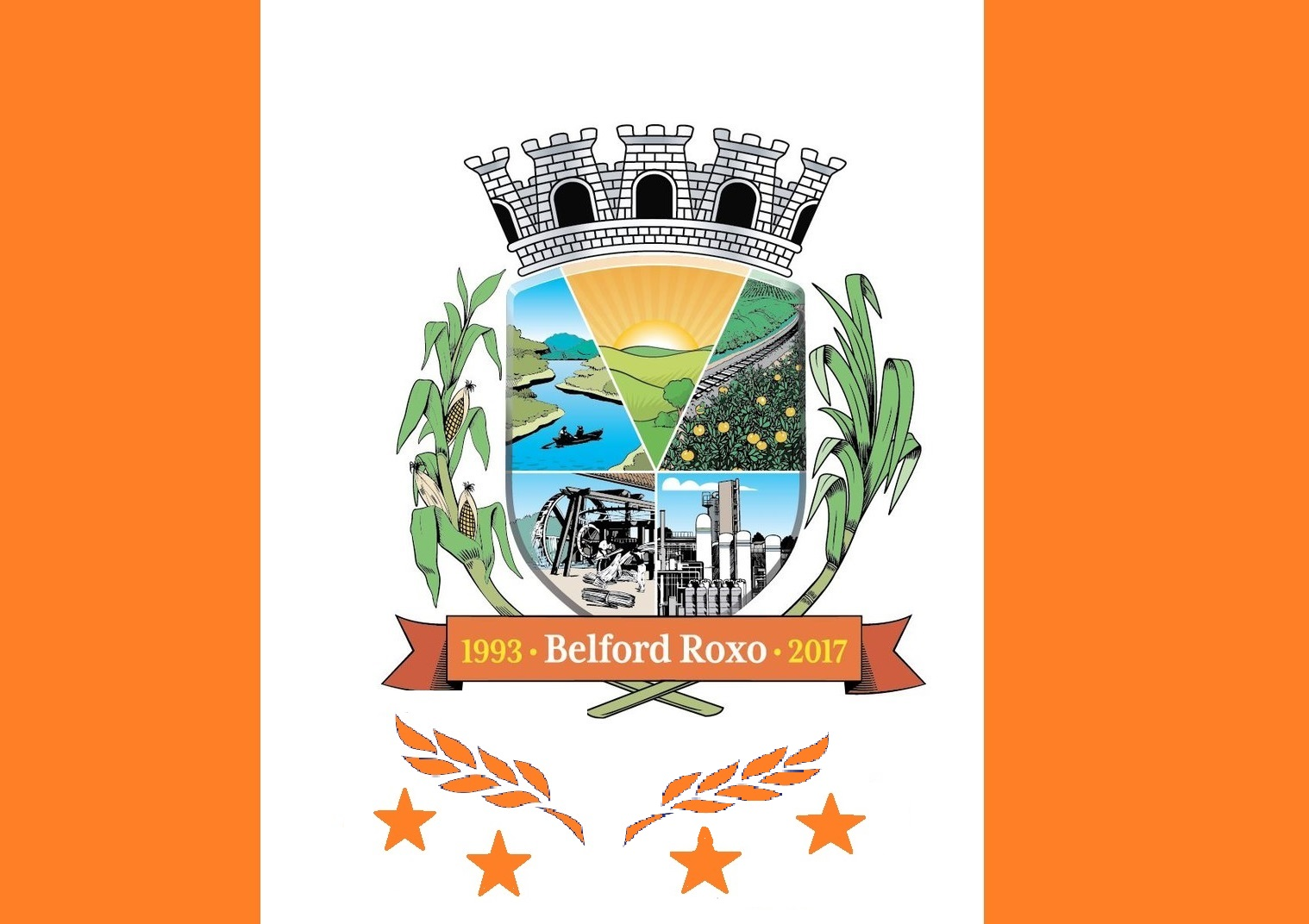
Belford Roxo
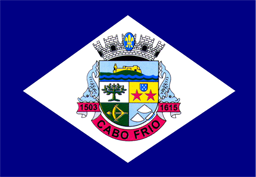
Cabo Frio
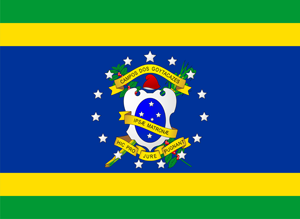
Campos dos Goytacazes
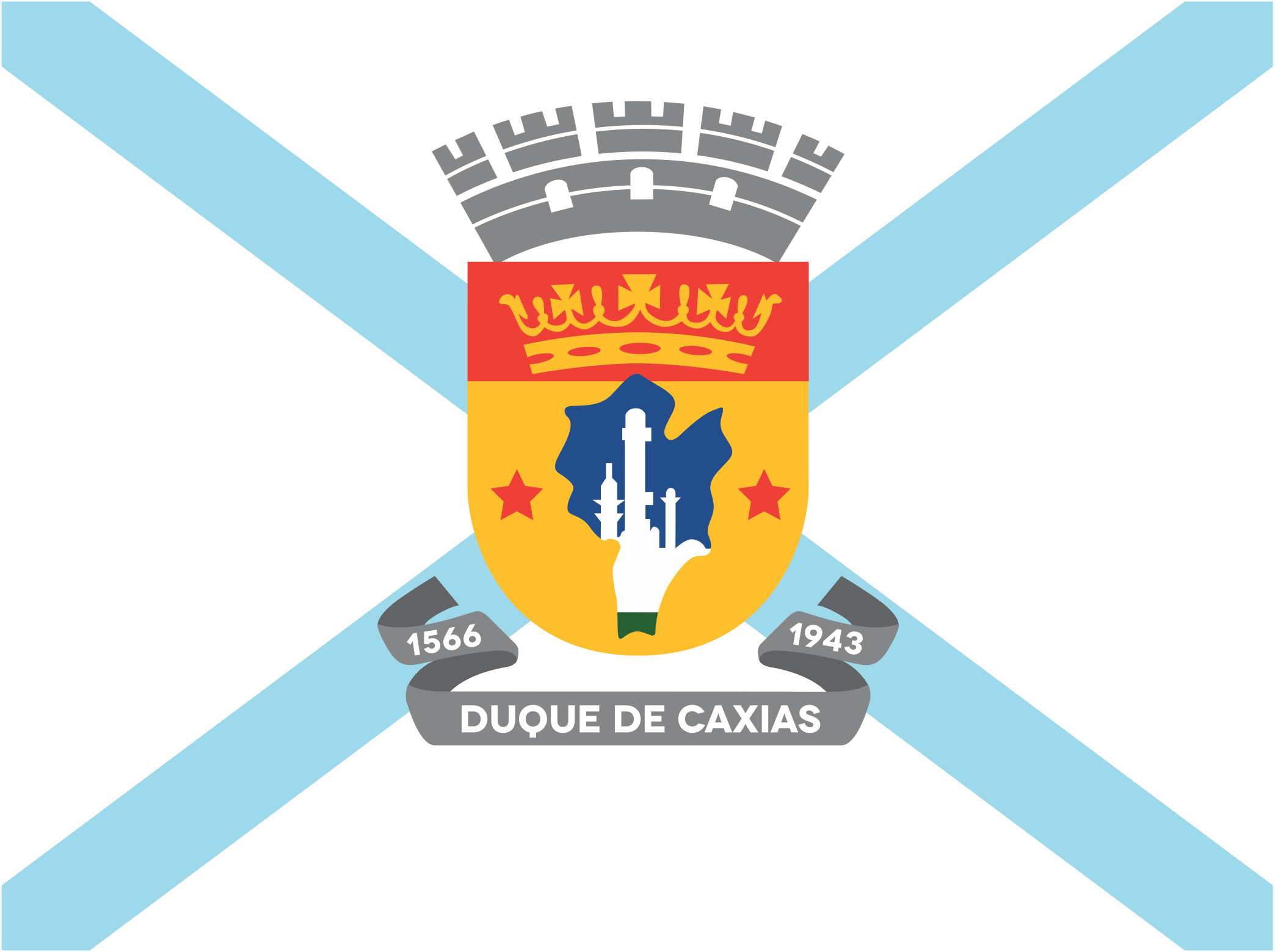
Duque de Caxias
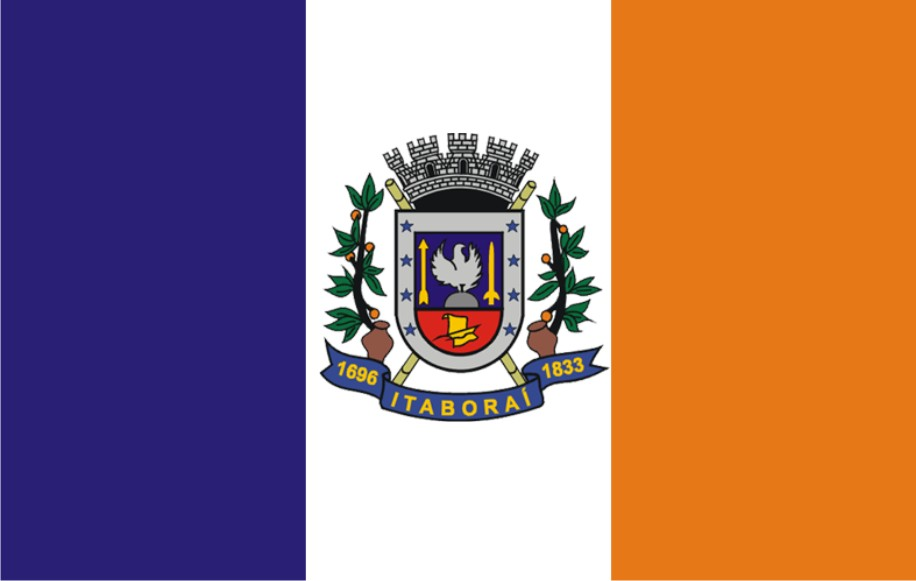
Itaboraí
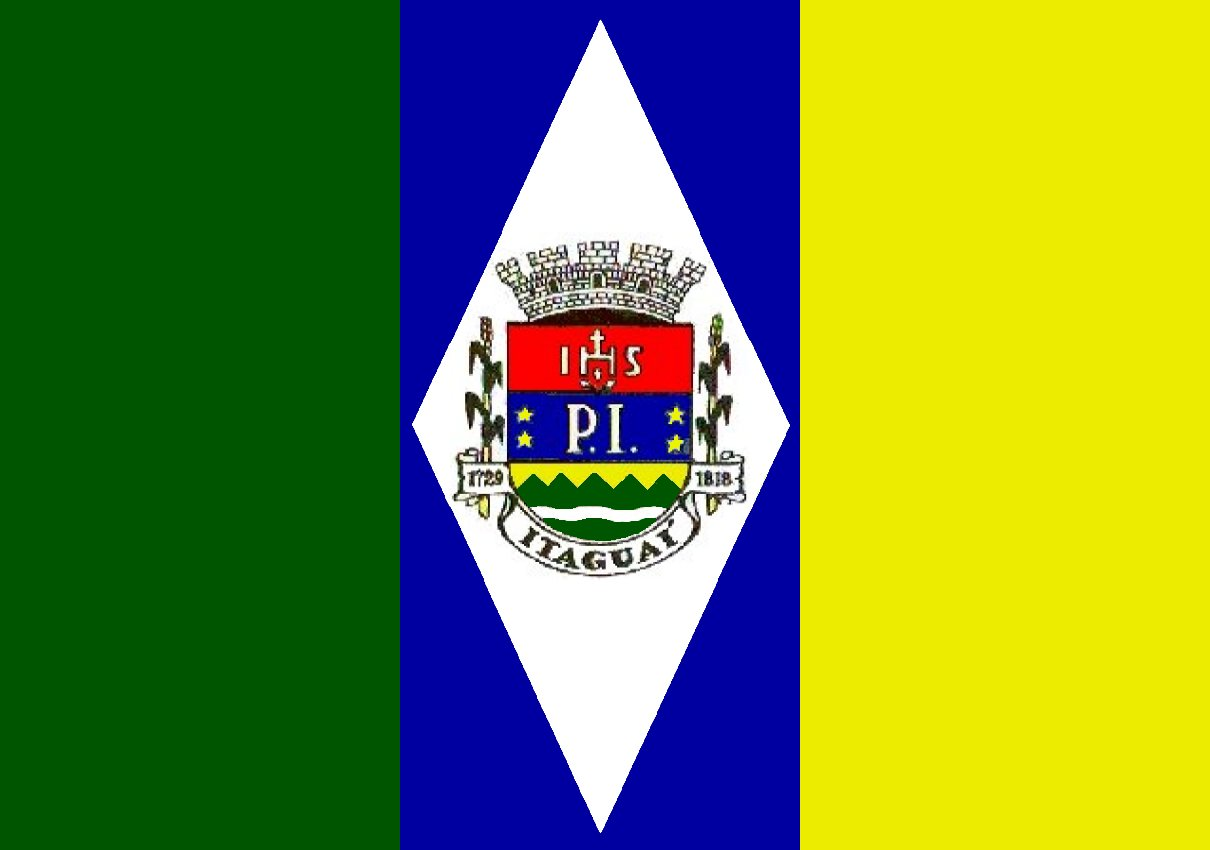
Itaguaí
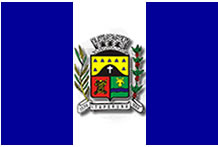
Itaperuna
Japeri
Macaé
Magé
Maricá
Mesquita
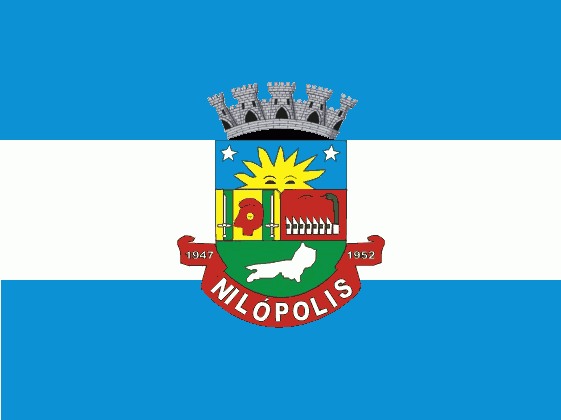
Nilópolis
Niterói
Nova Friburgo
Nova Iguaçu
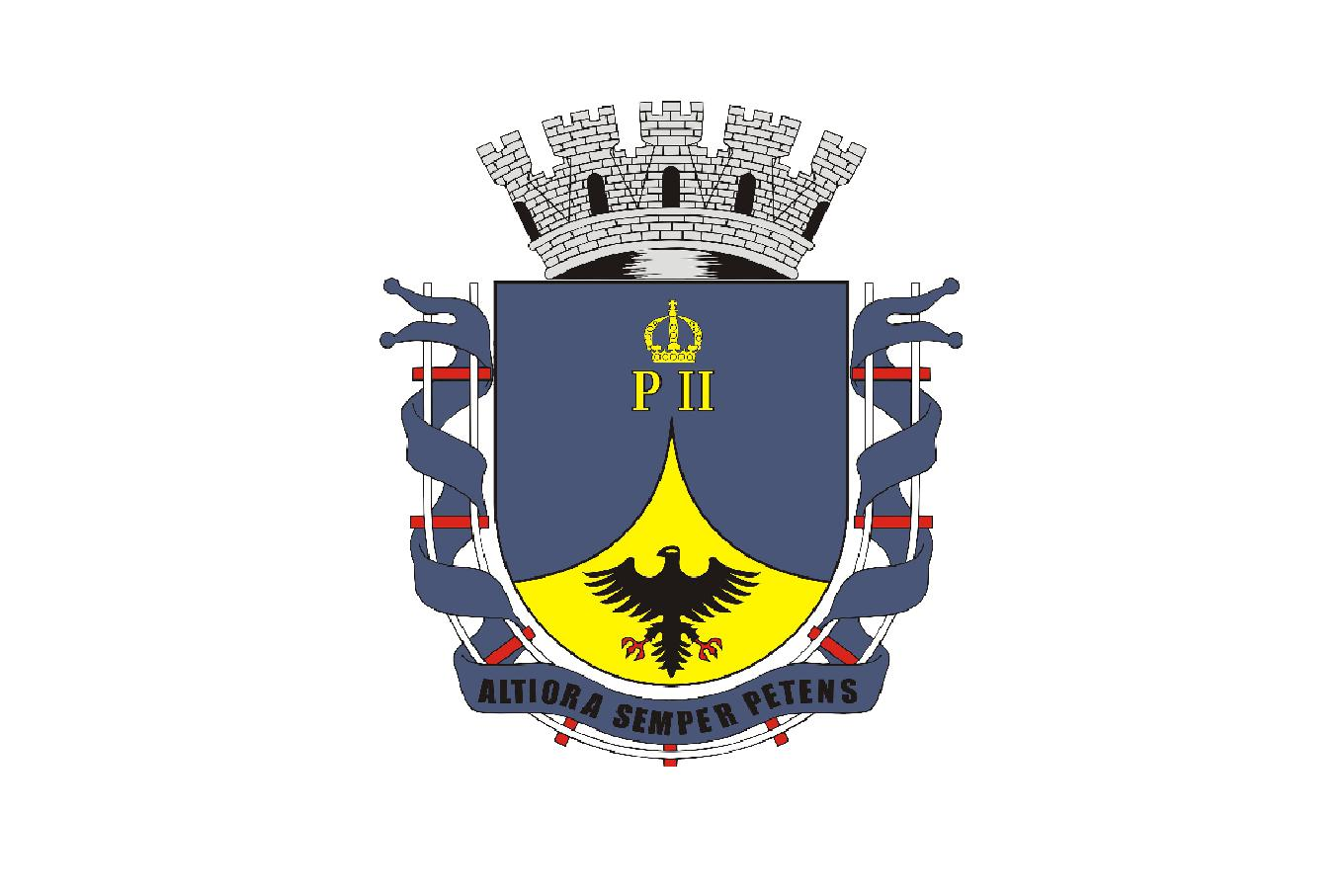
Petrópolis
Queimados
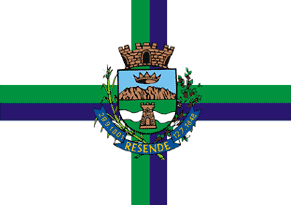
Resende
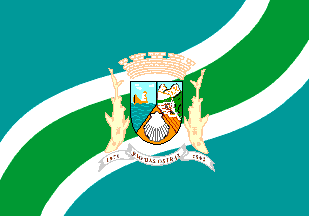
Rio das Ostras
Rio de Janeiro (details)
São Gonçalo
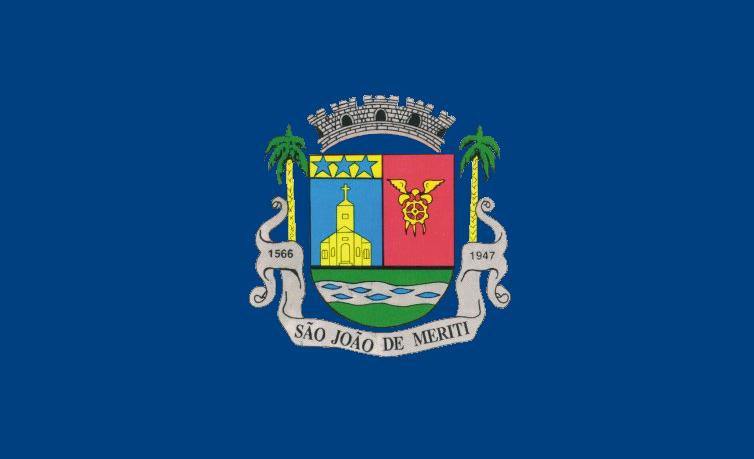
São João de Meriti
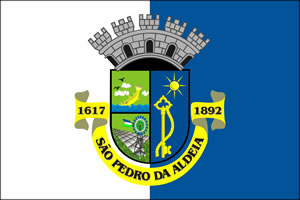
São Pedro da Aldeia
Teresópolis
Volta Redonda

## Rio Grande do Norte

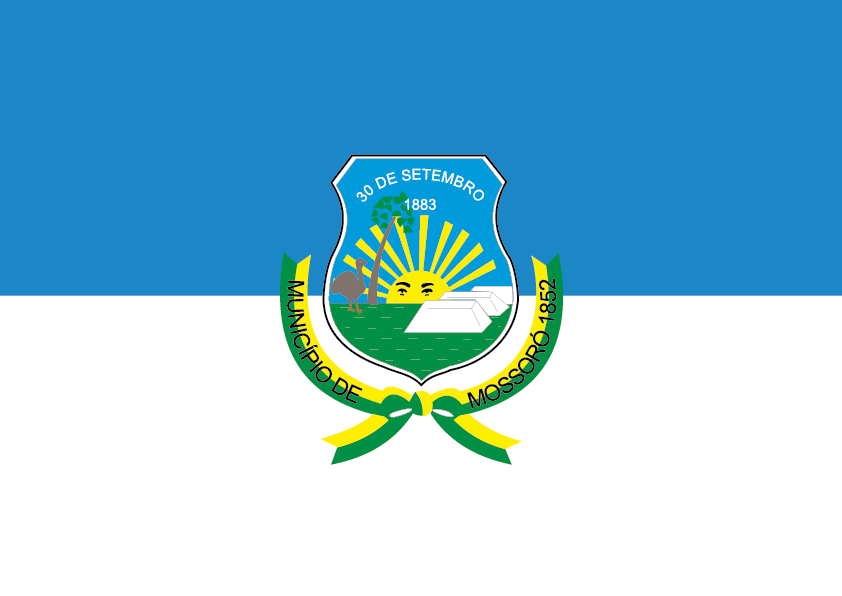
Mossoró
Natal (details)
Parnamirim
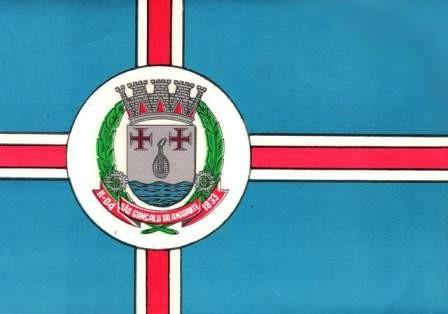
São Gonçalo do Amarante

## Rio Grande do Sul

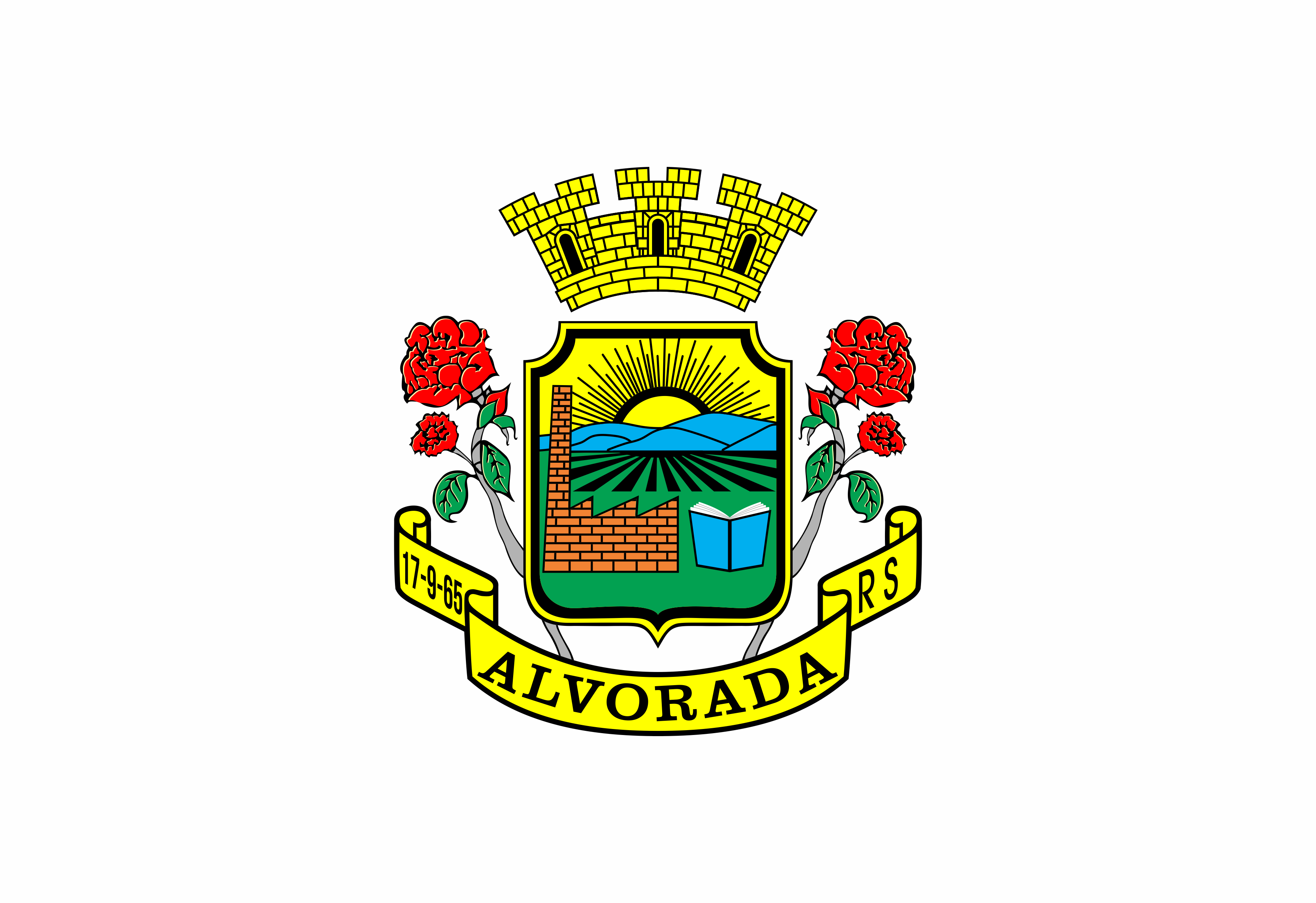
Alvorada
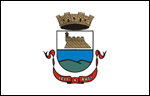
Bagé
Bento Gonçalves
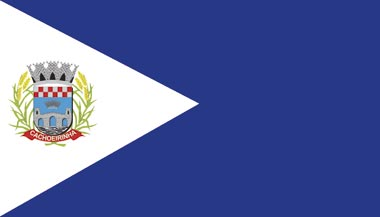
Cachoeirinha
Canoas
Caxias do Sul
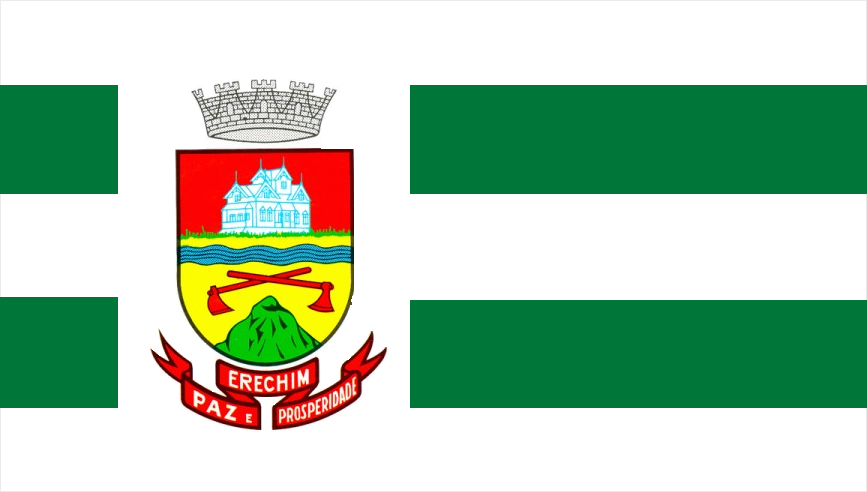
Erechim
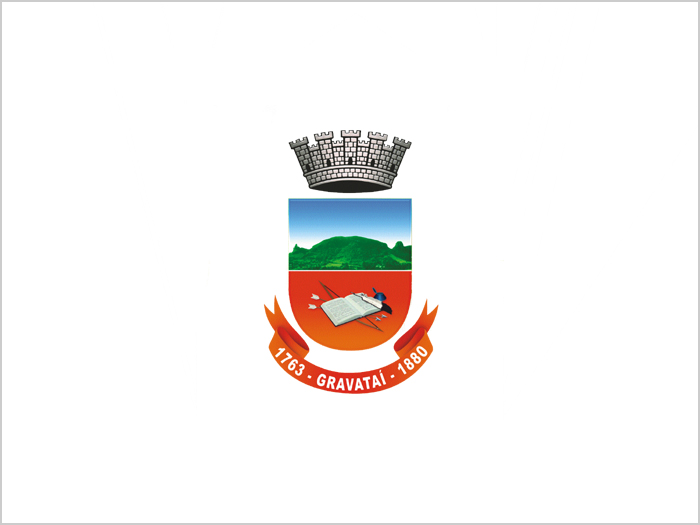
Gravataí
Novo Hamburgo
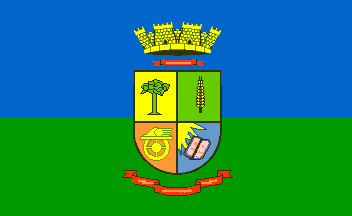
Passo Fundo
Pelotas
Porto Alegre (details)
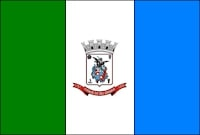
Rio Grande
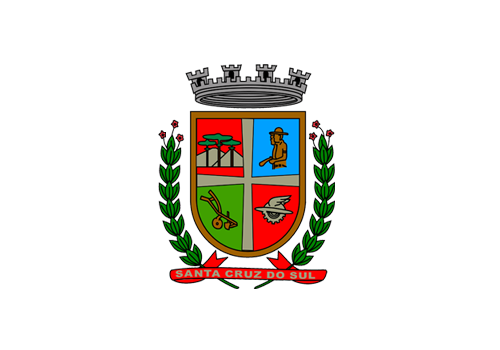
Santa Cruz do Sul
Santa Maria
São Leopoldo
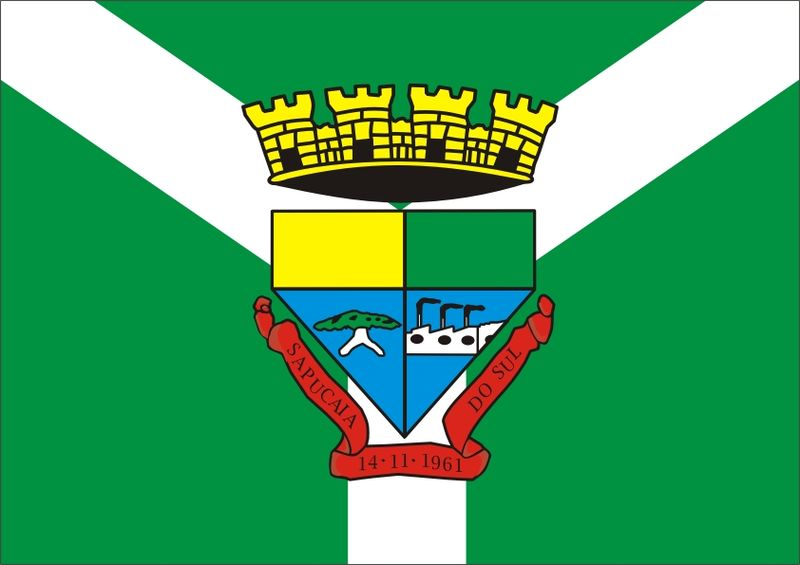
Sapucaia do Sul
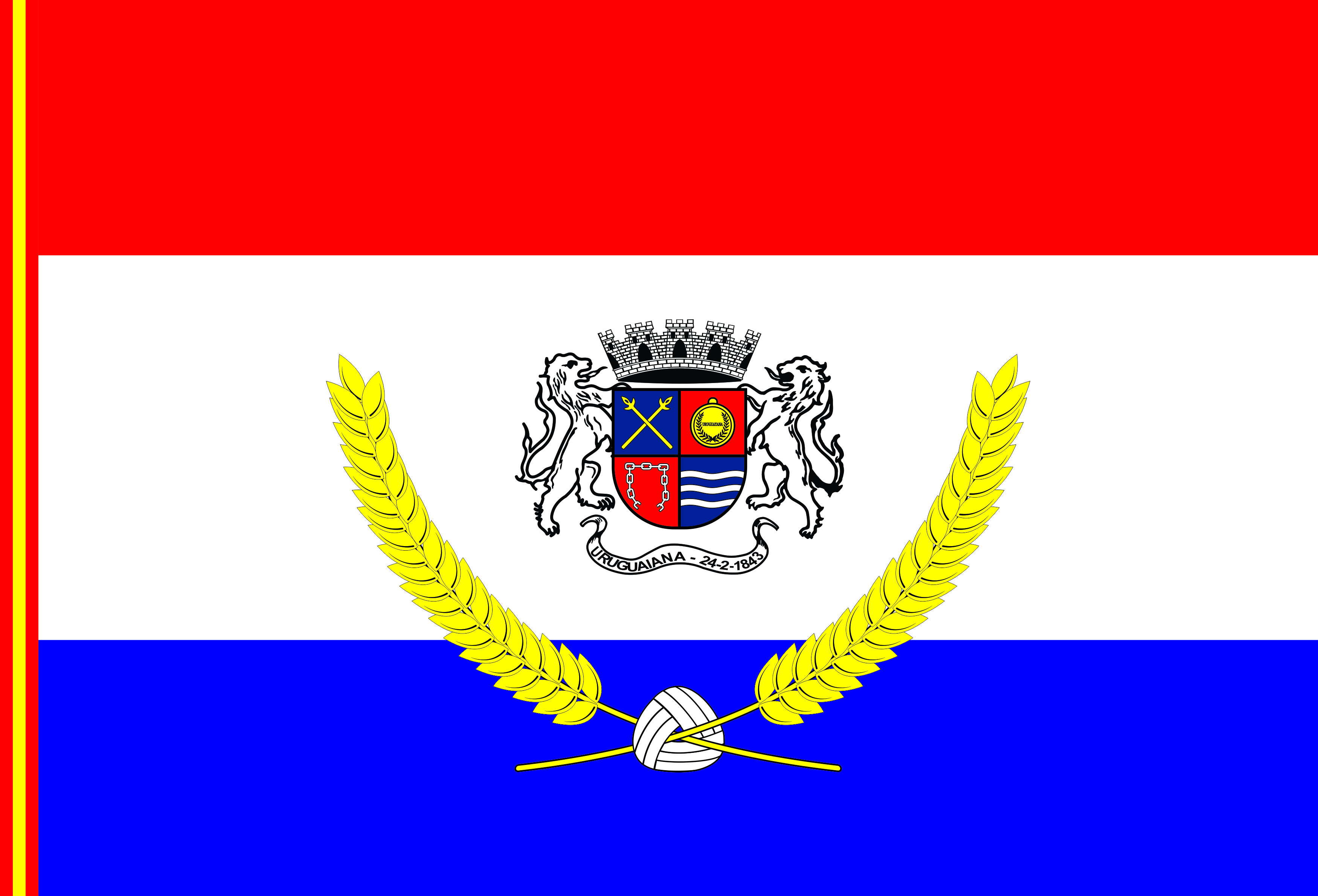
Uruguaiana
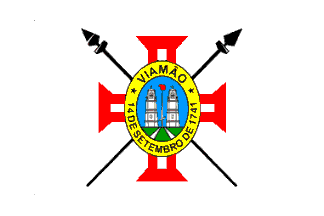
Viamão

## Rondônia

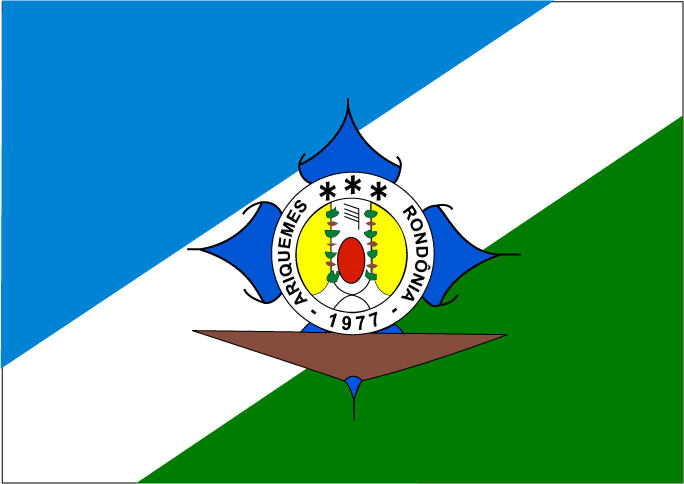
Ariquemes
Ji-Paraná
Porto Velho (details)
Vilhena

## Roraima

Boa Vista (details)

## Santa Catarina

Balneário Camboriú
Blumenau
Brusque
Chapecó
Criciúma
Florianópolis (details)
Itajaí
Jaraguá do Sul
Joinville
Lages
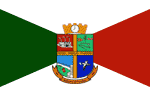
Palhoça
São José
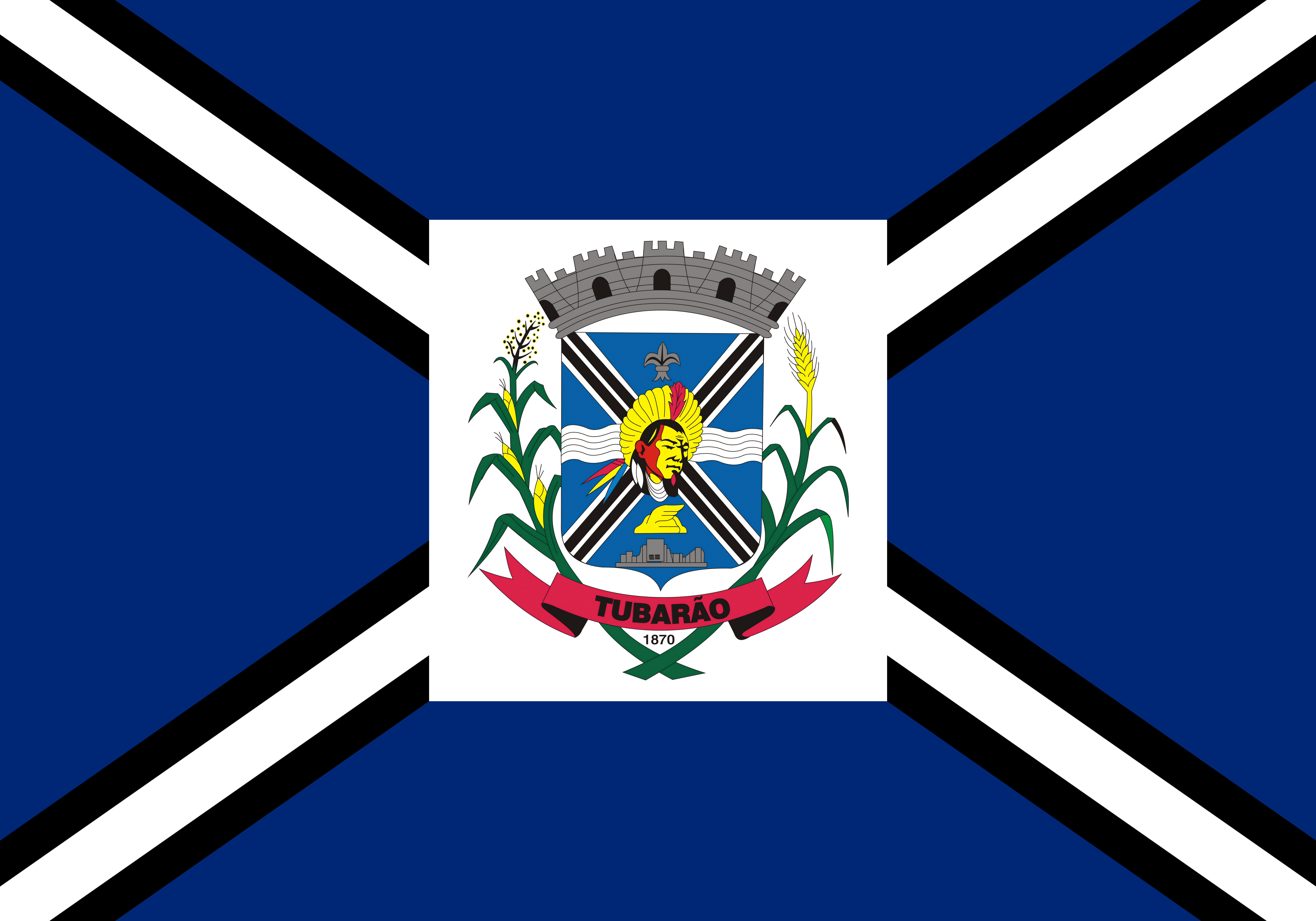
Tubarão

## São Paulo

Americana
Araçatuba
Araraquara
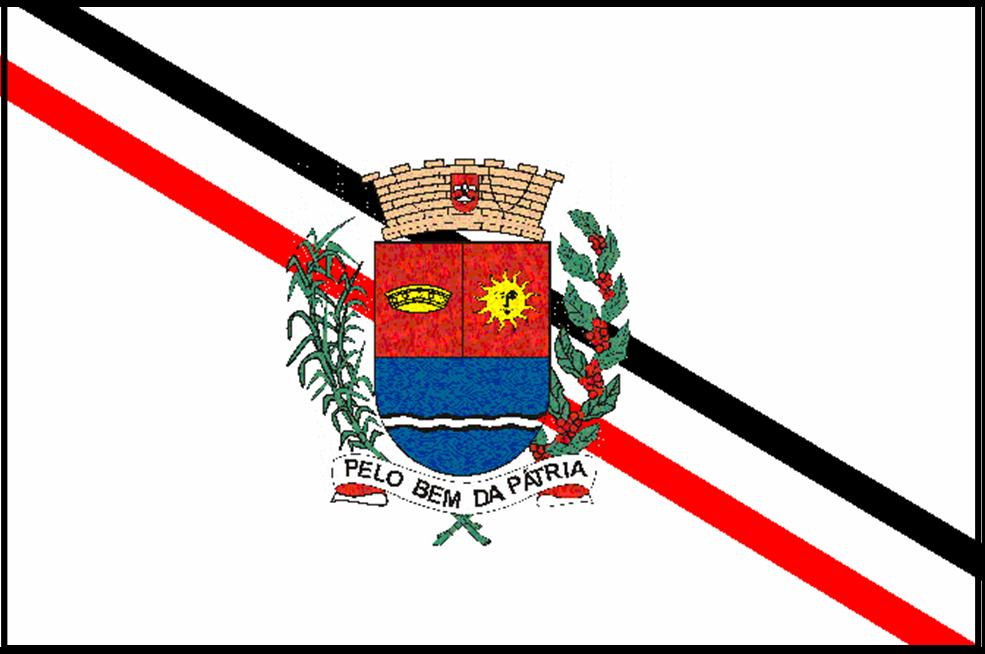
Araras
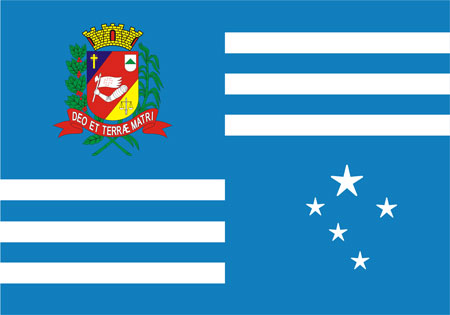
Assis
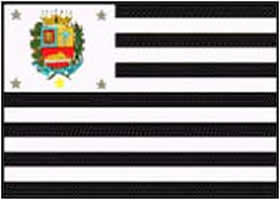
Atibaia
Barretos
Barueri
Bauru
Birigui
Botucatu
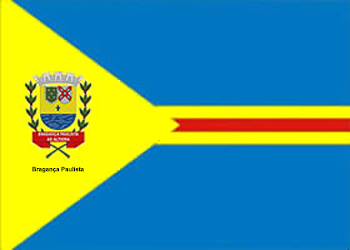
Bragança Paulista
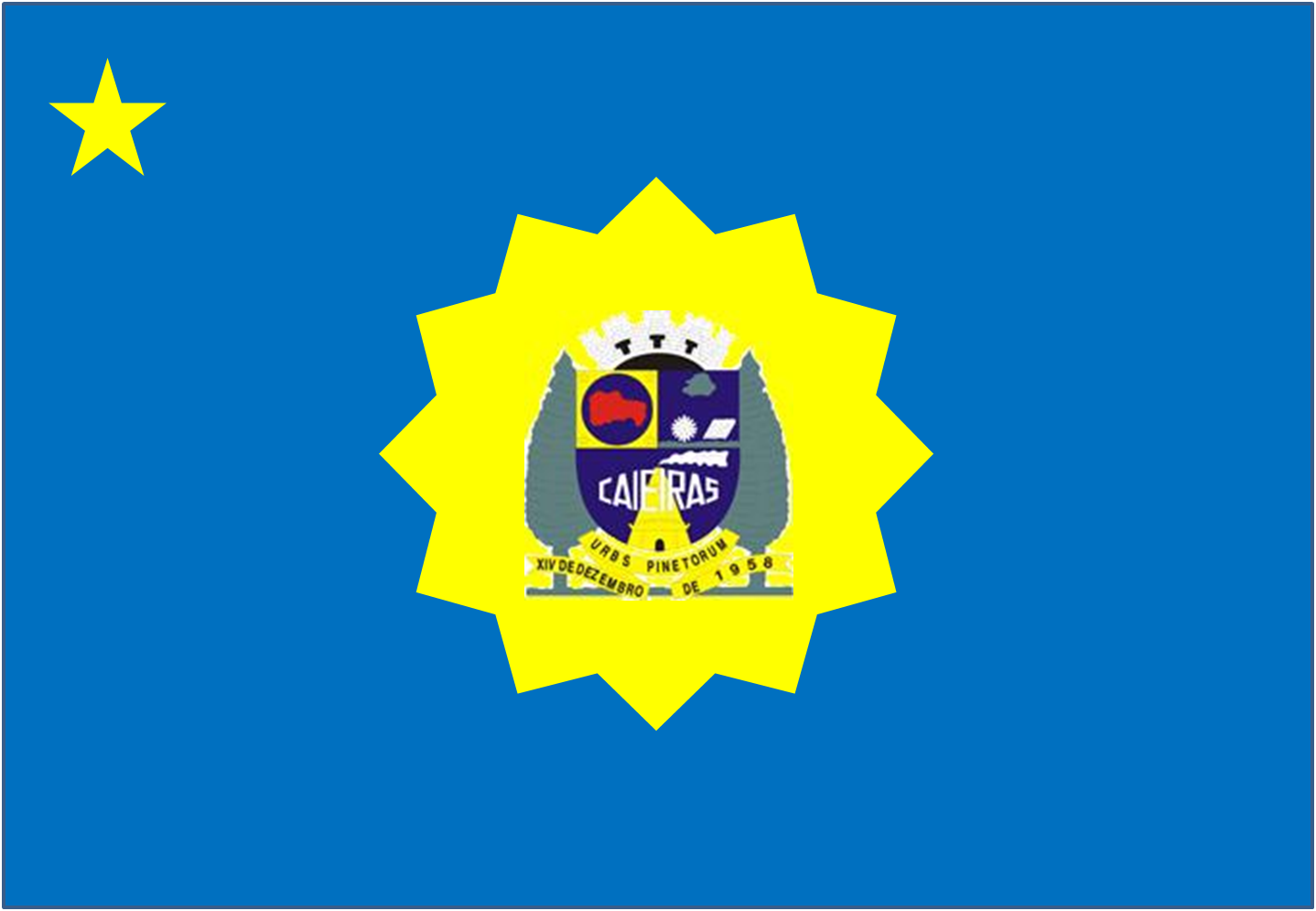
Caieiras
Campinas
Caraguatatuba
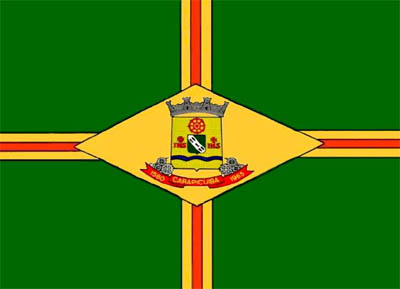
Carapicuíba
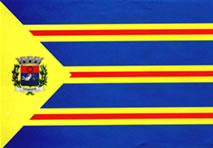
Catanduva
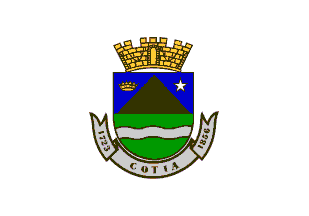
Cotia
Cubatão
Diadema
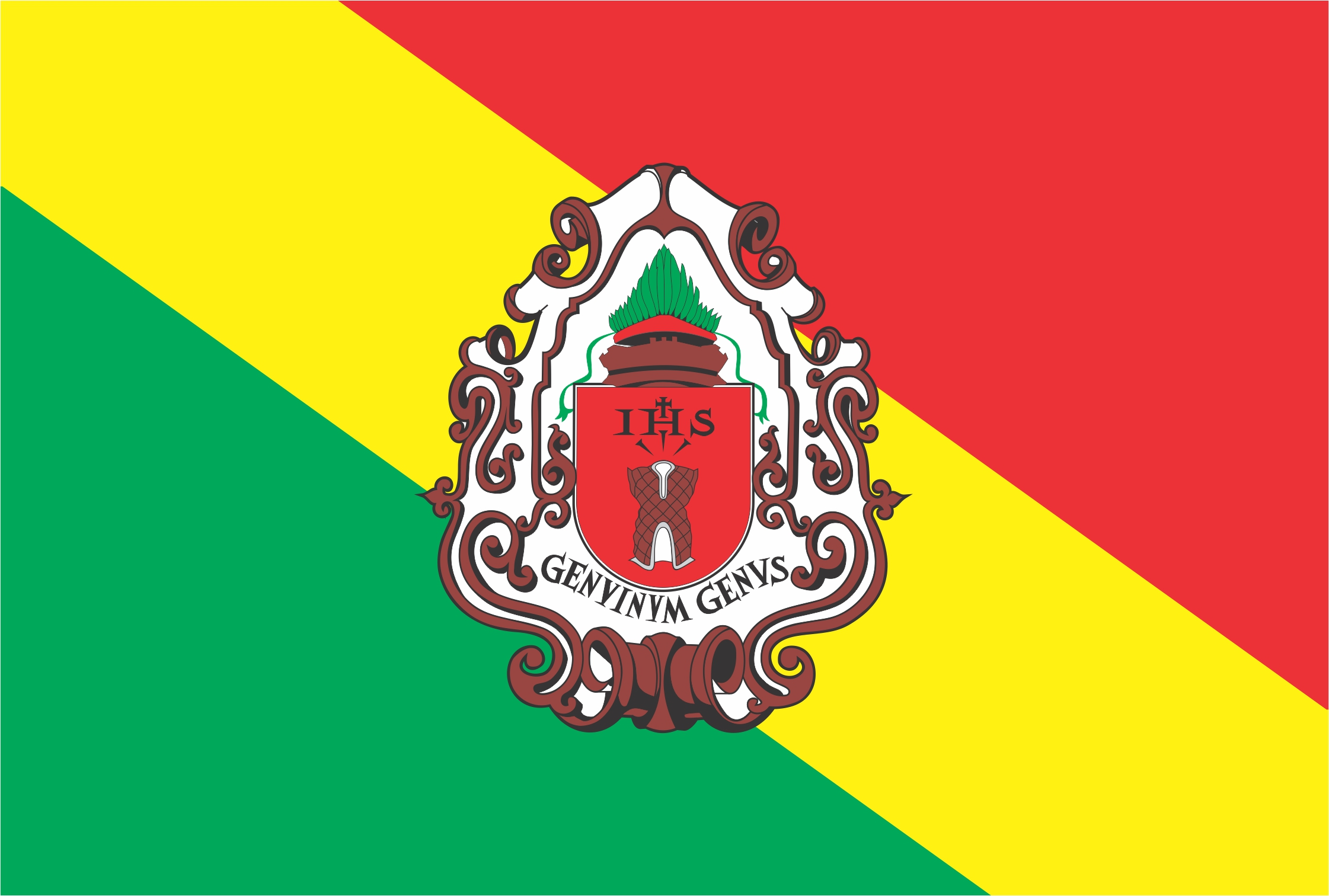
Embu
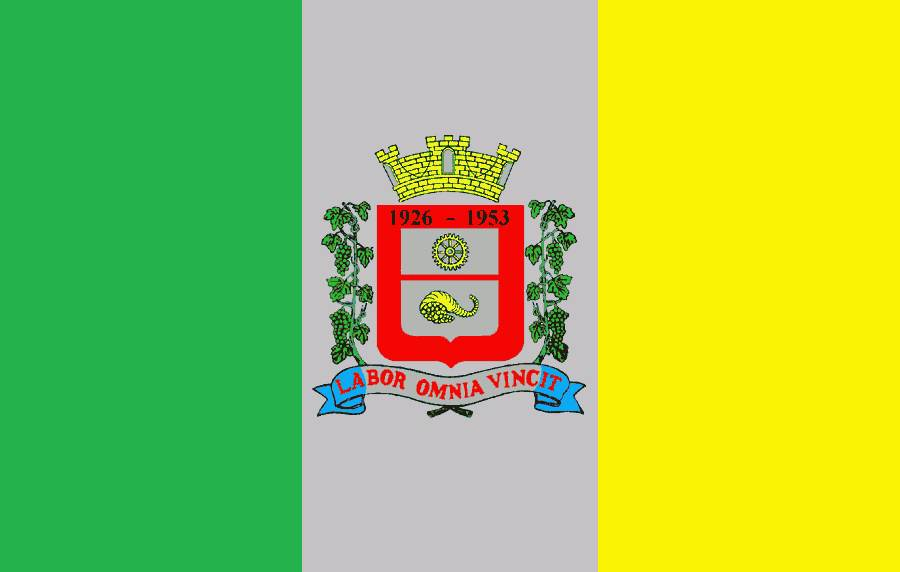
Ferraz de Vasconcelos
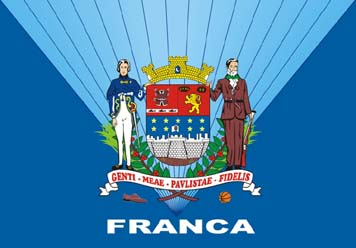
Franca
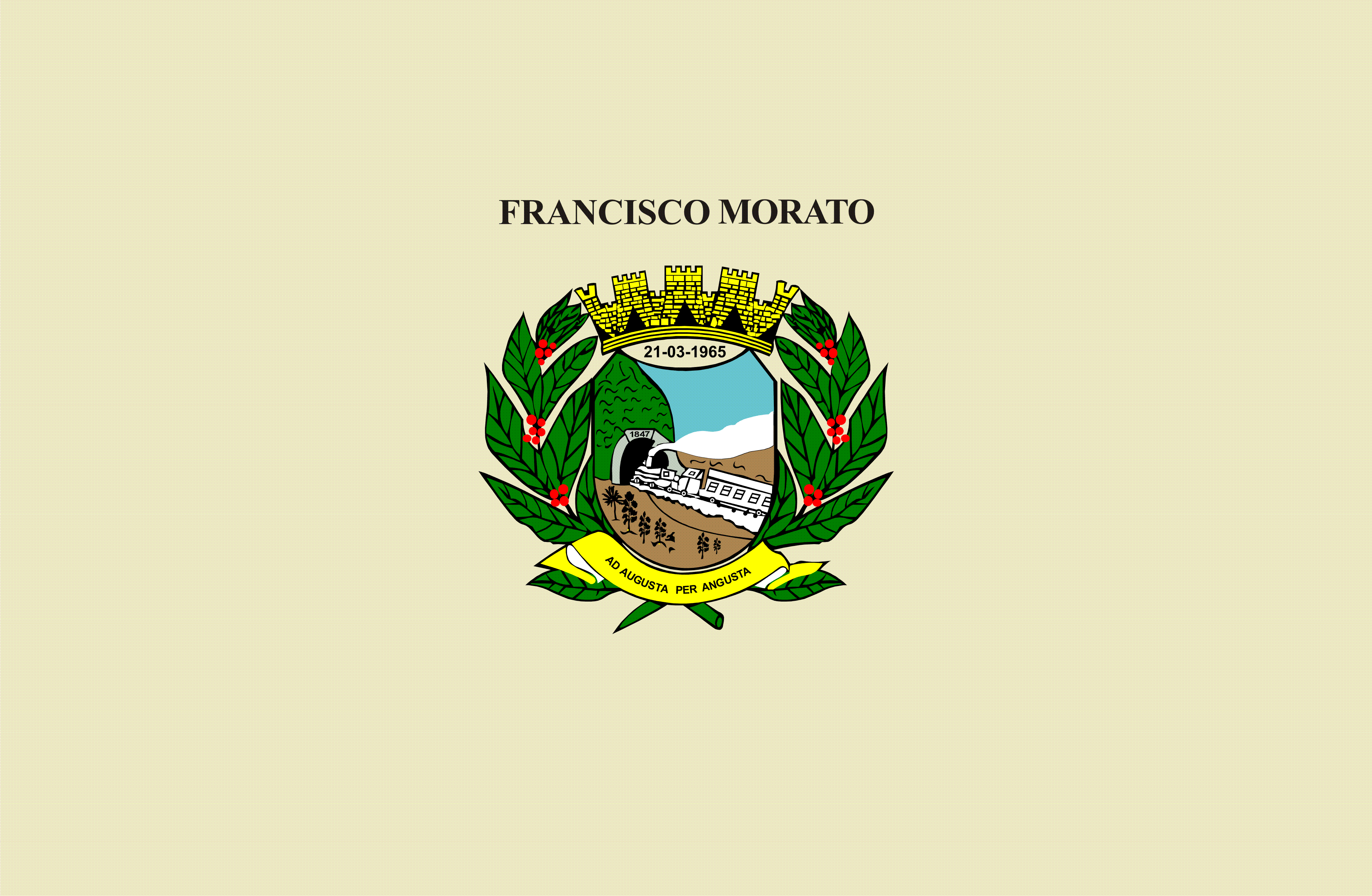
Francisco Morato
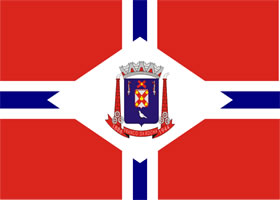
Franco da Rocha
Guaratinguetá
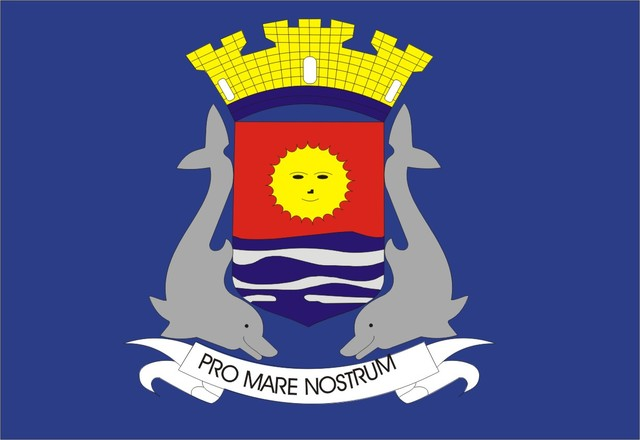
Guarujá
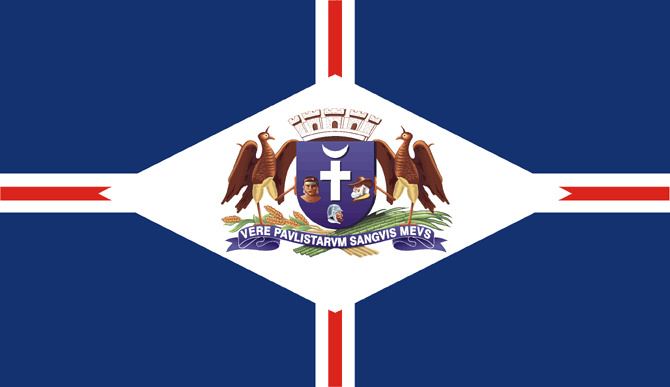
Guarulhos
Hortolândia
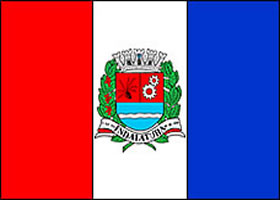
Indaiatuba
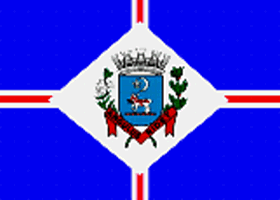
Itanhaém
Itapecerica da Serra
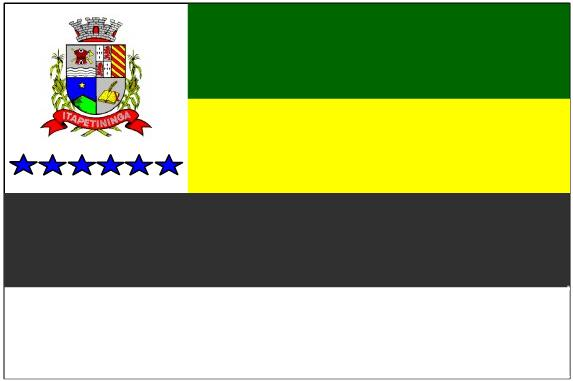
Itapetininga
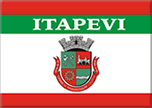
Itapevi
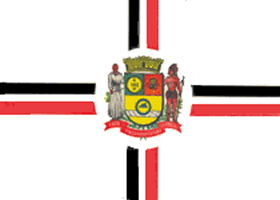
Itaquaquecetuba
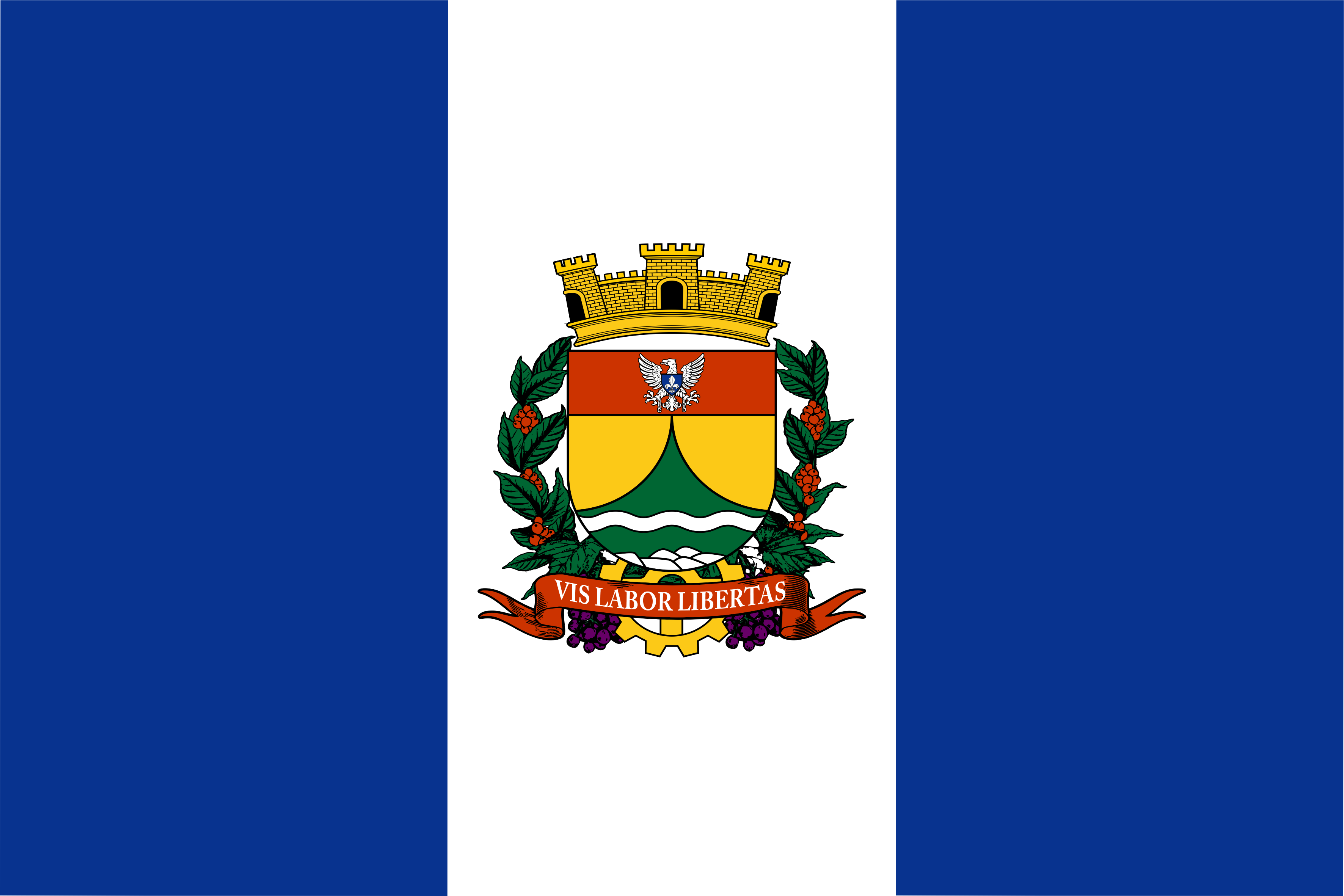
Itatiba
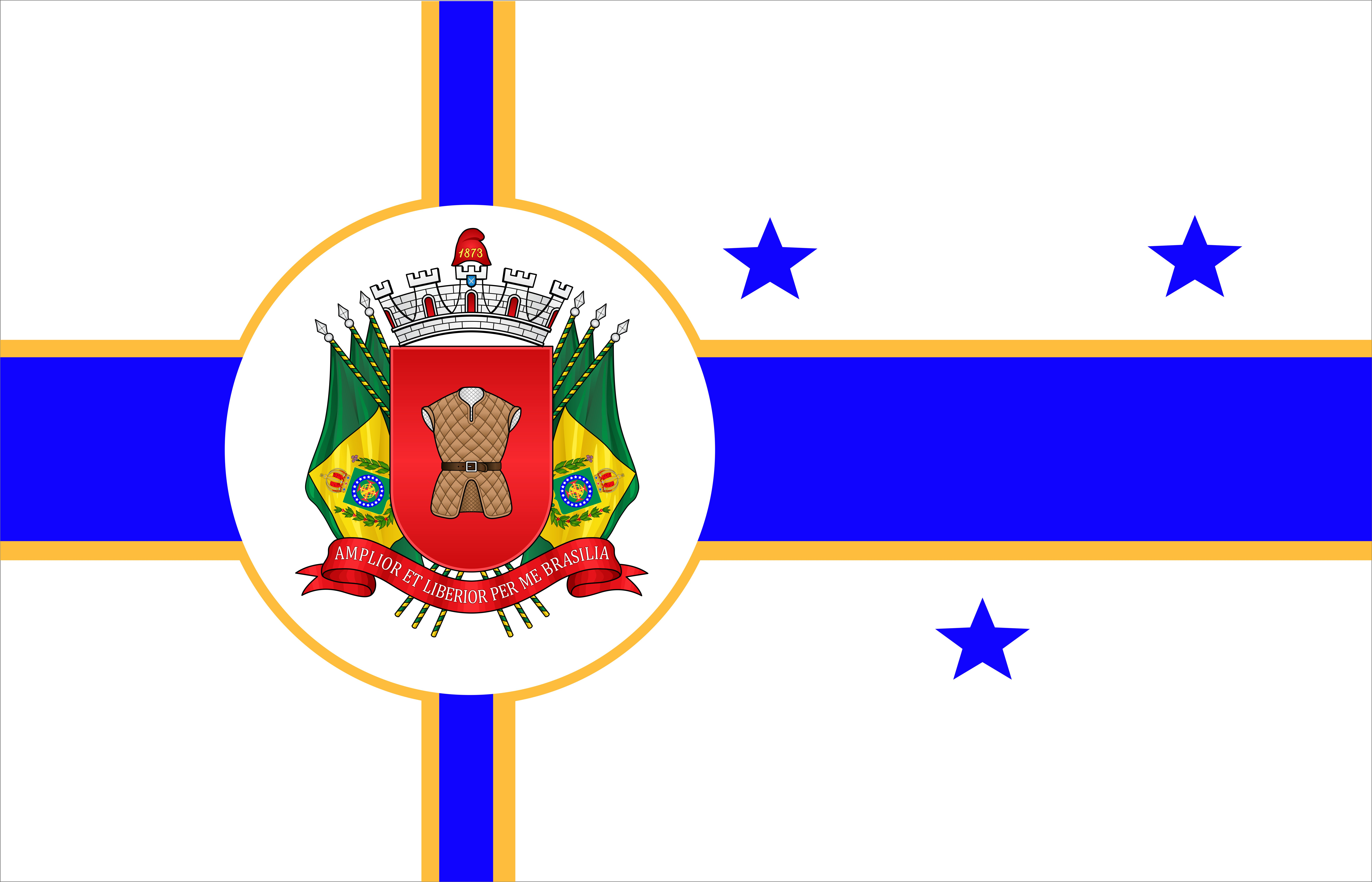
Itu
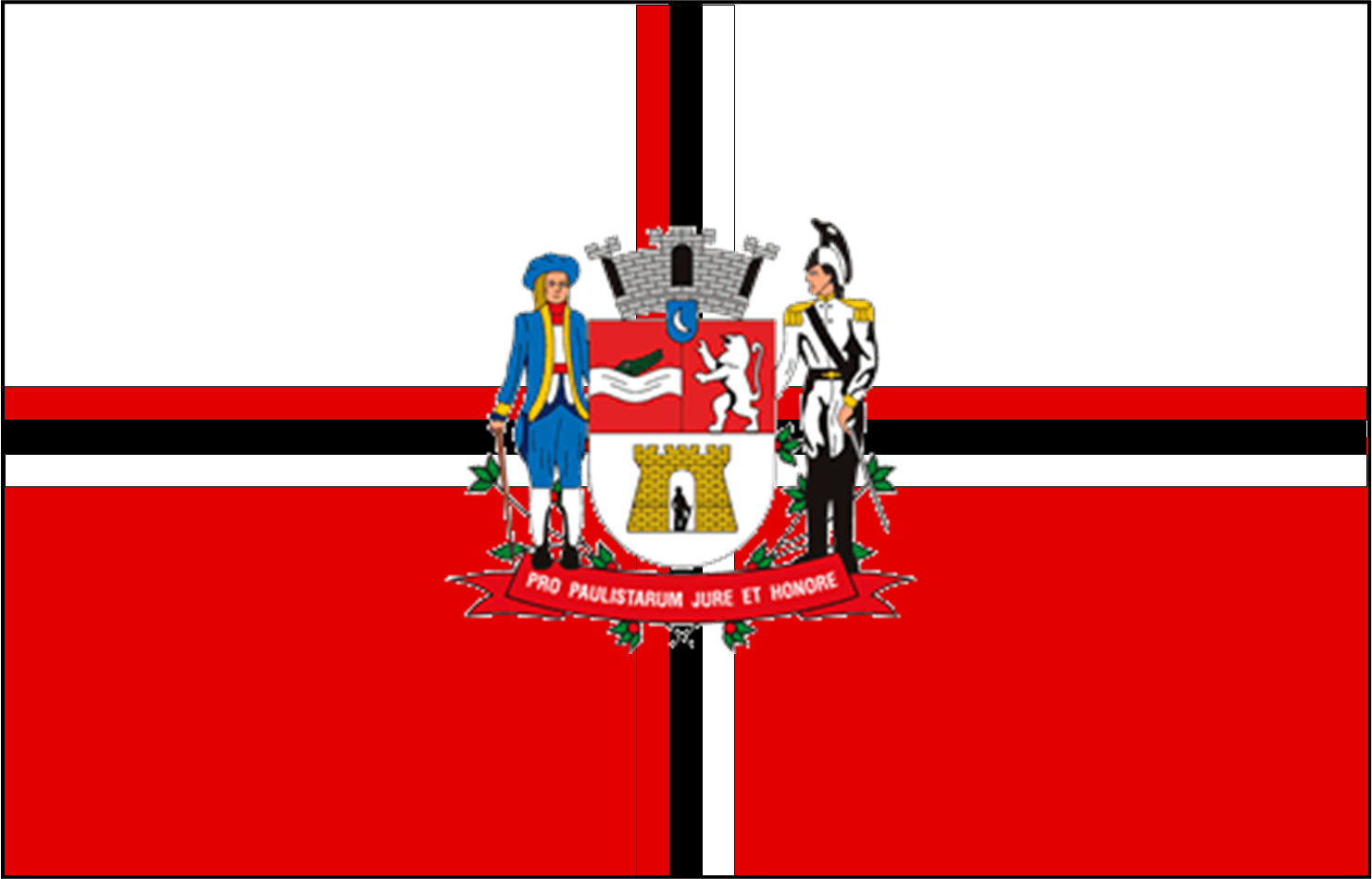
Jacareí
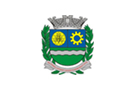
Jandira
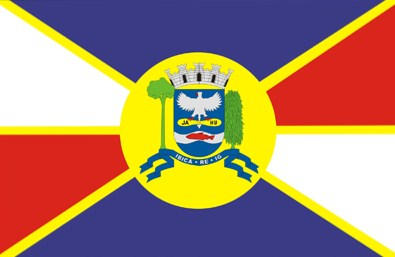
Jaú
Jundiaí
Leme
Limeira
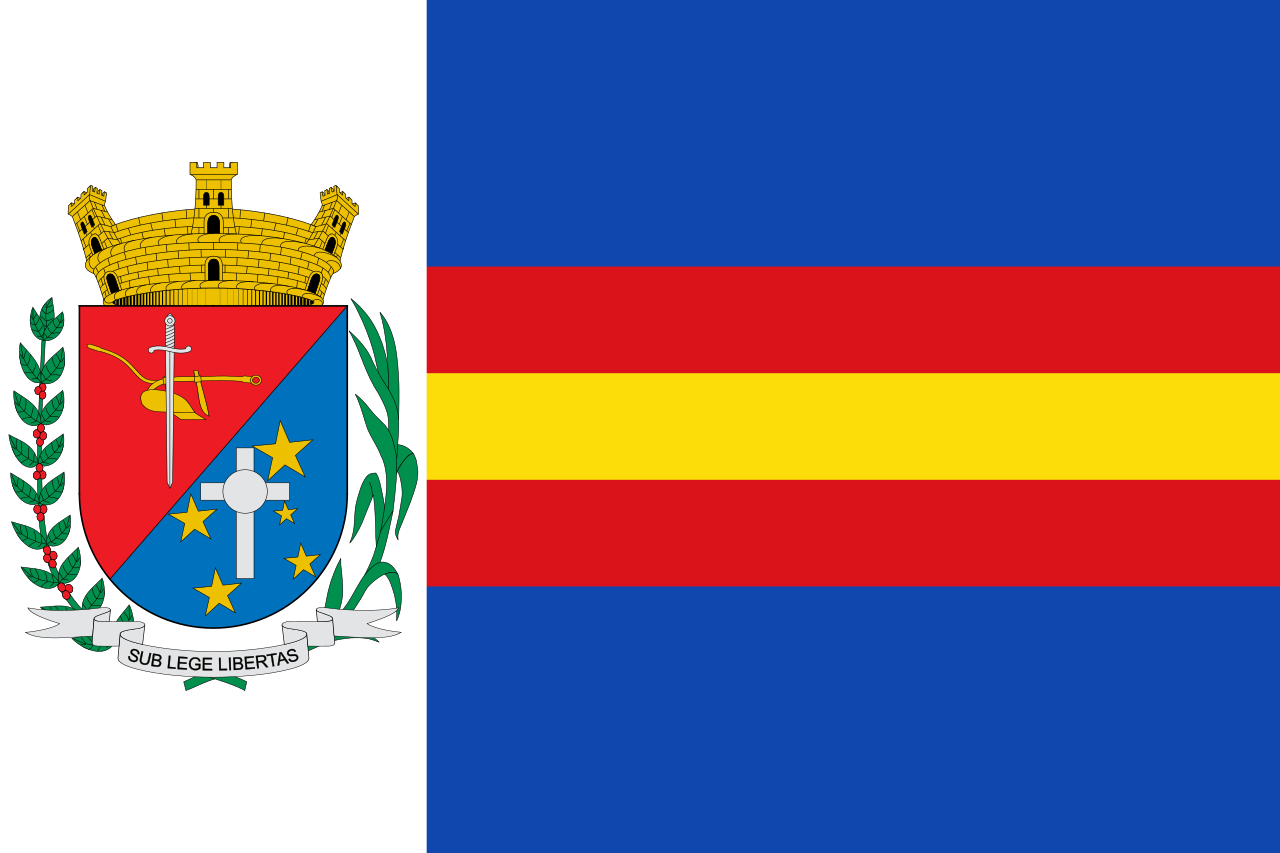
Mairiporã
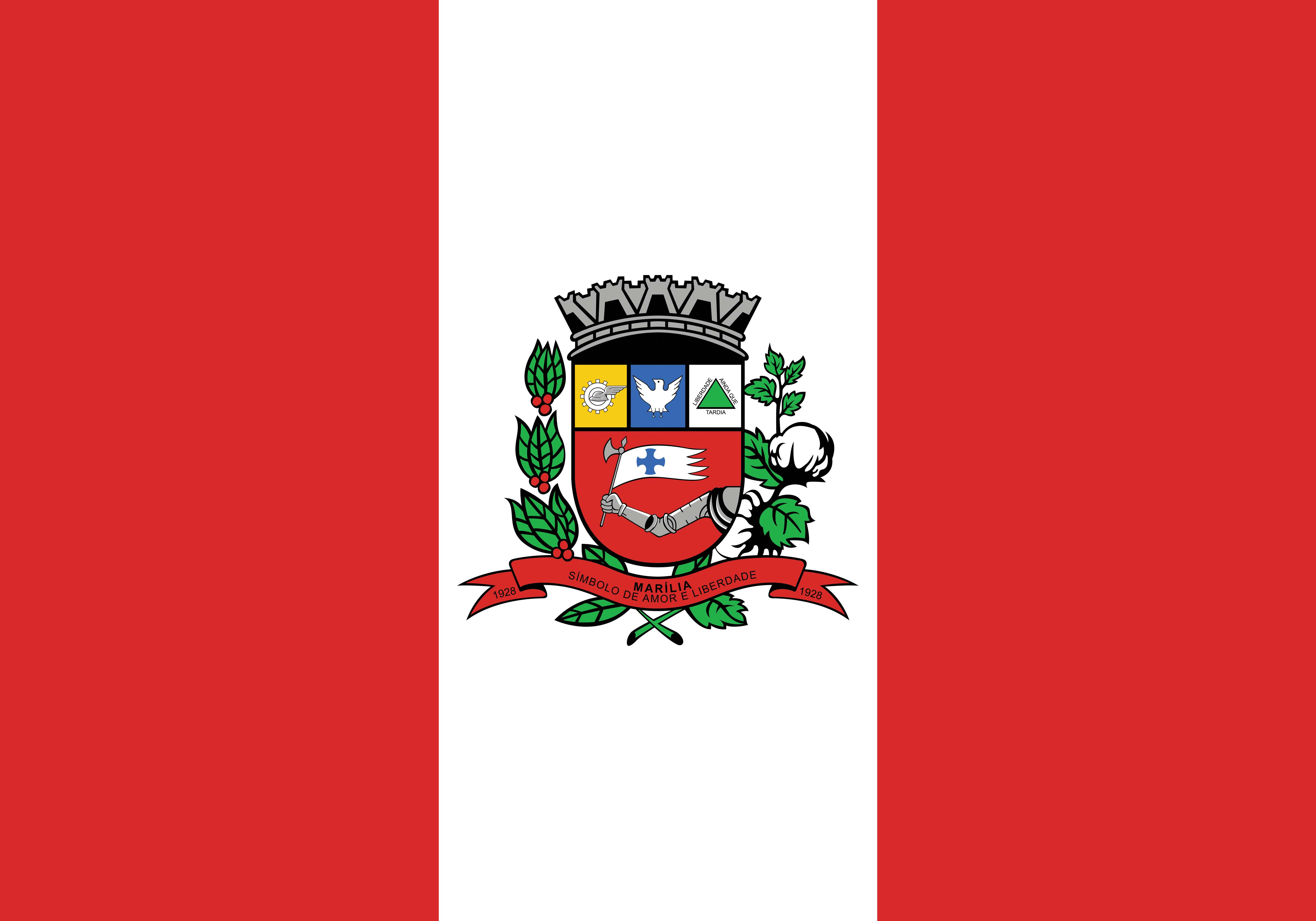
Marília
Mauá
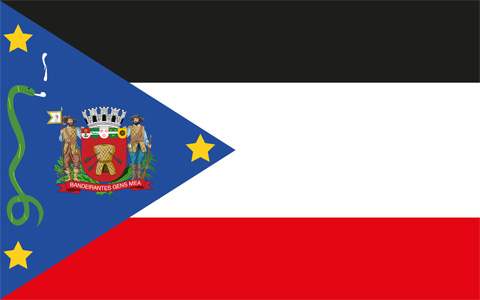
Mogi das Cruzes
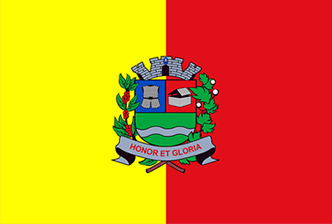
Mogi-Guaçu
Osasco
Ourinhos
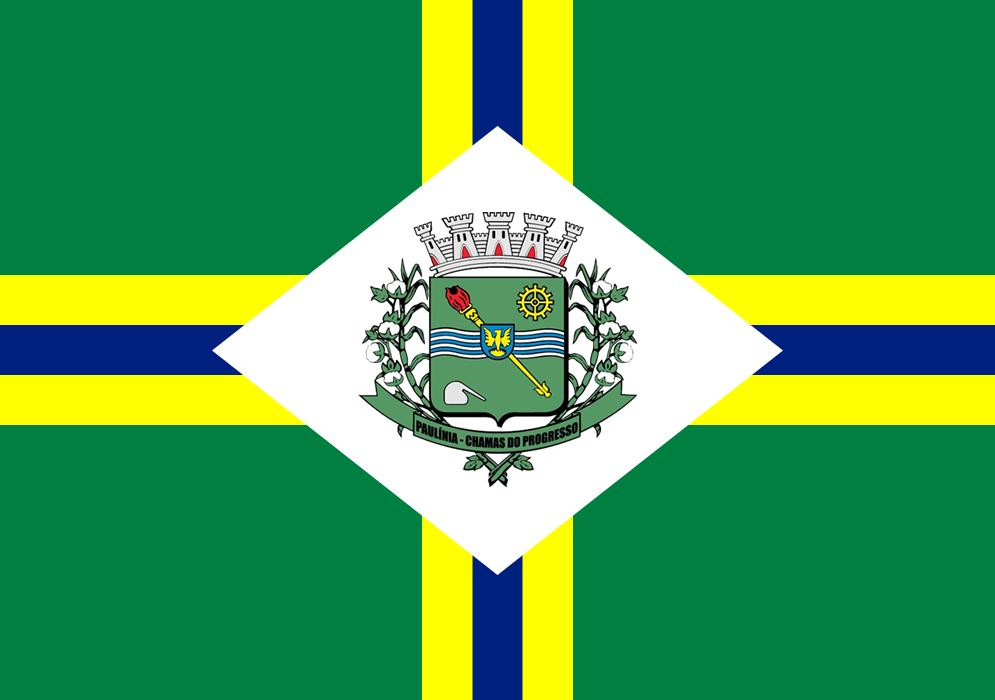
Paulínia
Pindamonhangaba
Piracicaba
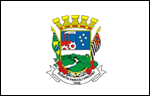
Poá
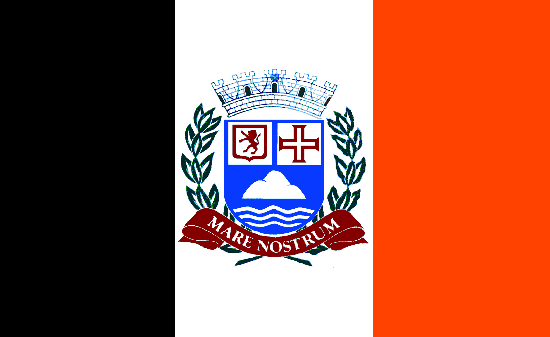
Praia Grande
Presidente Prudente
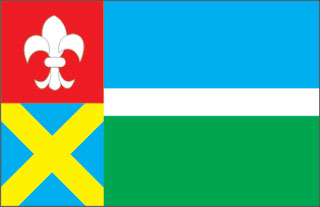
Ribeirão Pires
Ribeirão Preto
Rio Claro
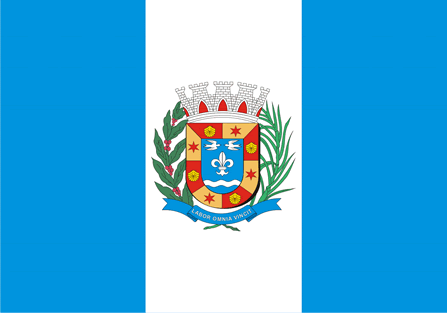
Salto
Santa Bárbara d'Oeste
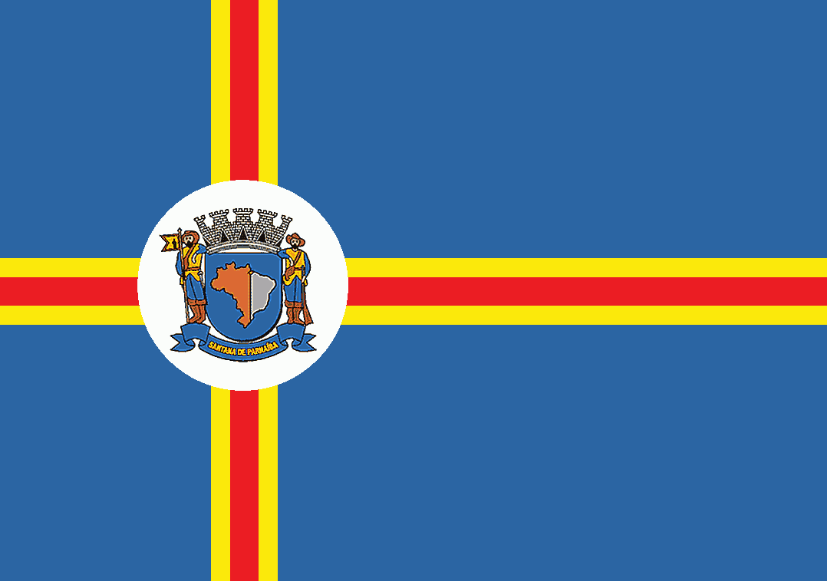
Santana de Parnaíba
Santo André
Santos
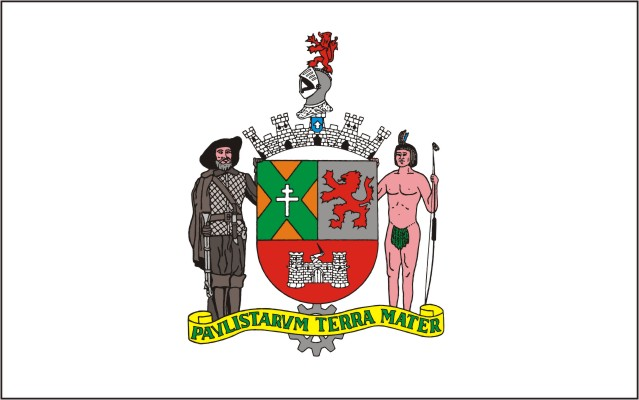
São Bernardo do Campo
São Caetano do Sul
São Carlos
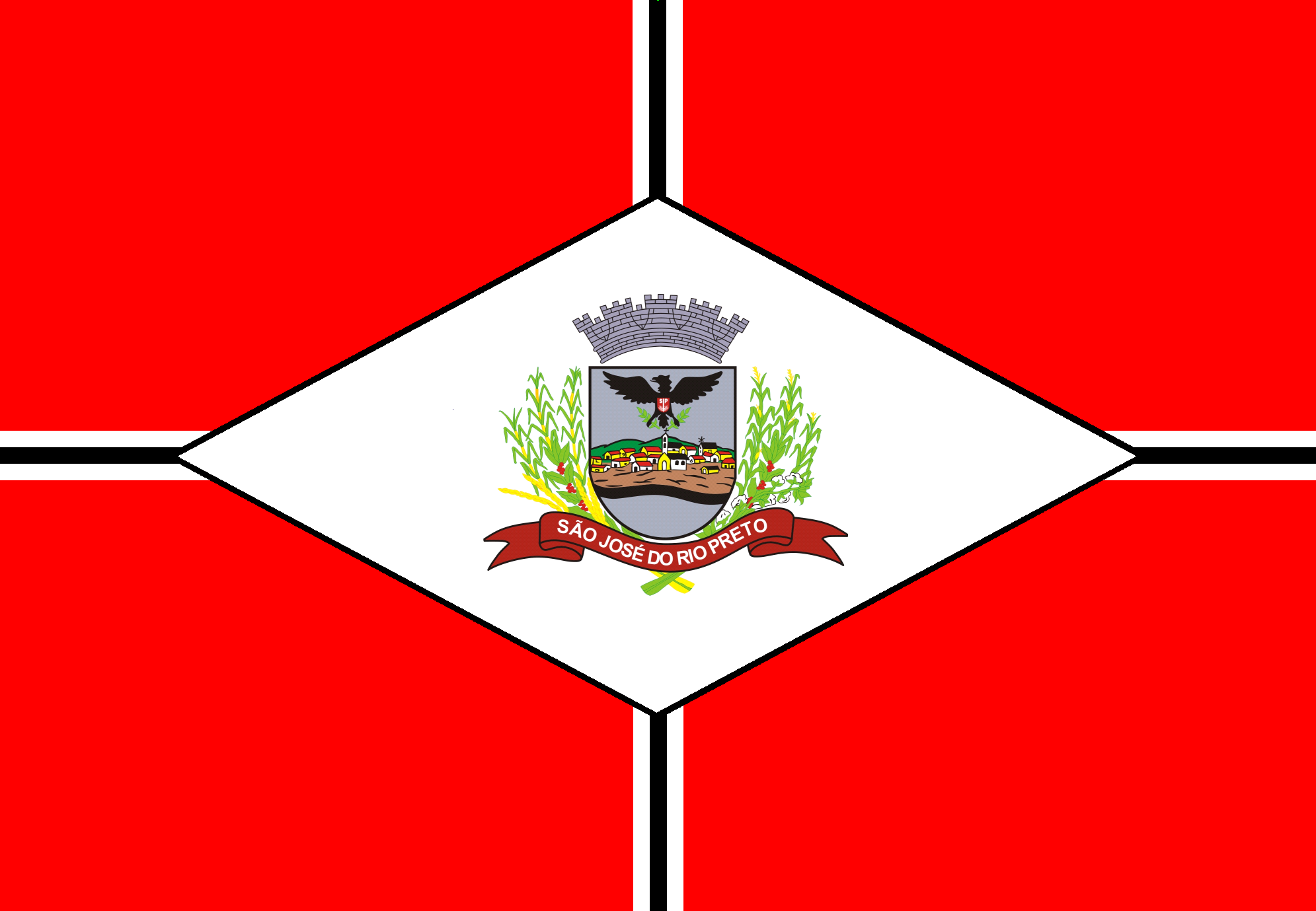
São José do Rio Preto
São José dos Campos
São Paulo (details)
São Vicente
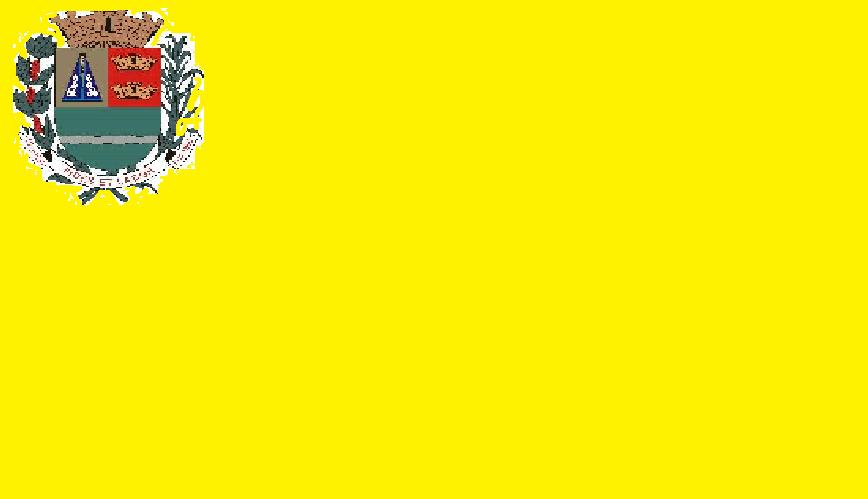
Sertãozinho
Sorocaba
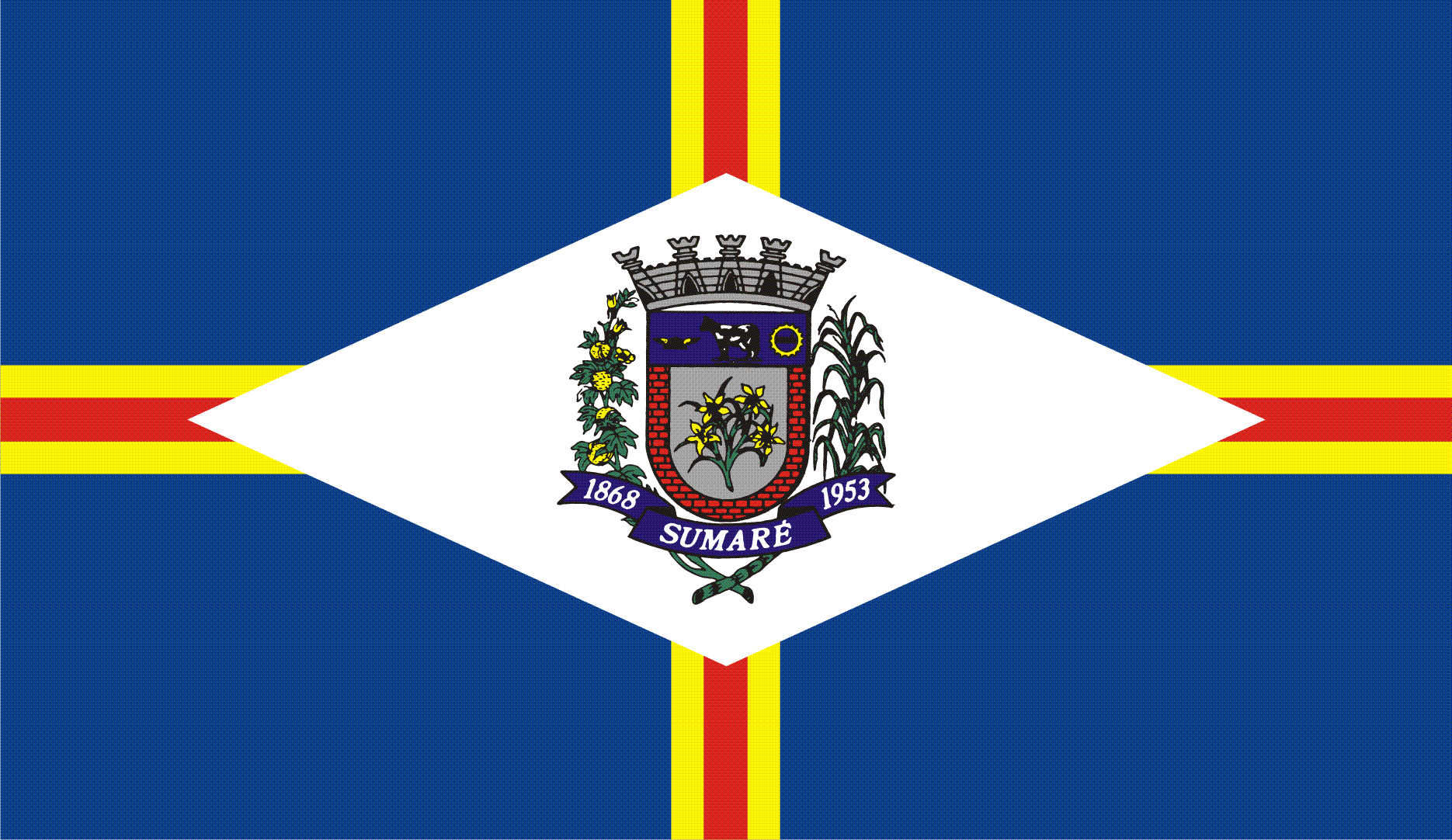
Sumaré
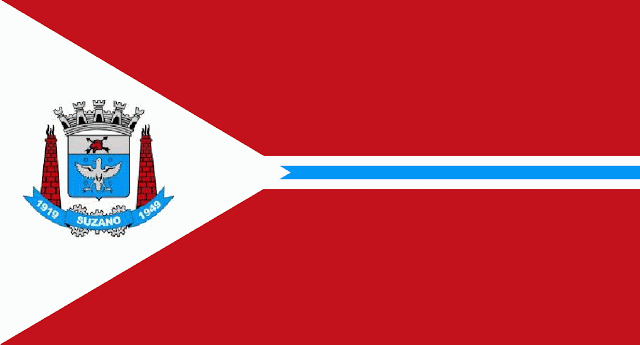
Suzano
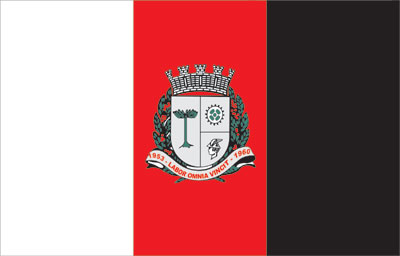
Taboão da Serra
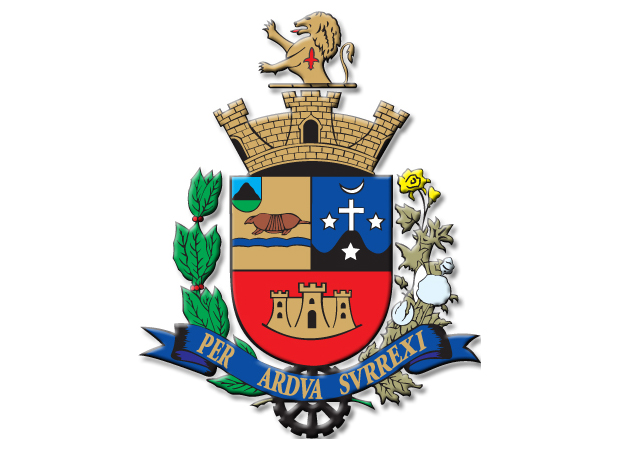
Tatuí
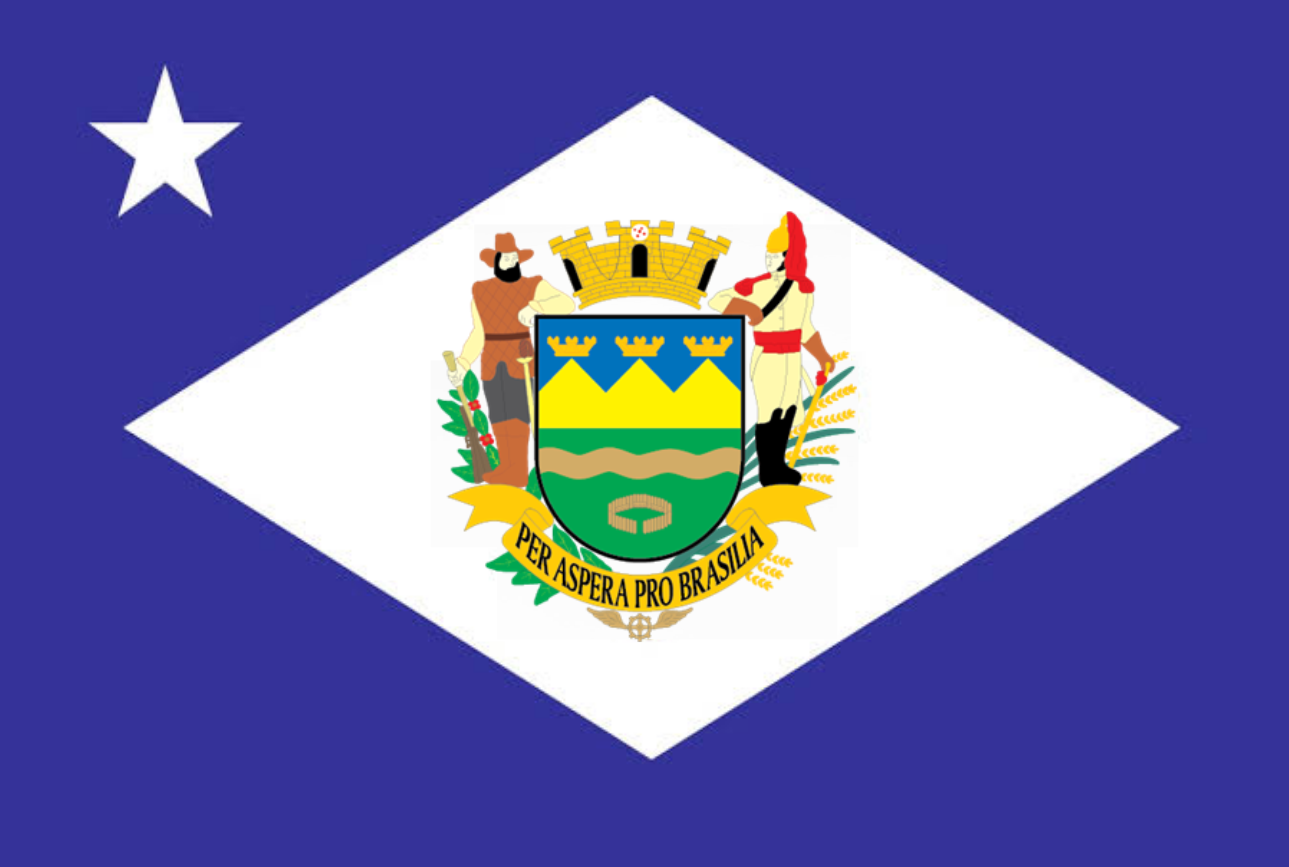
Taubaté
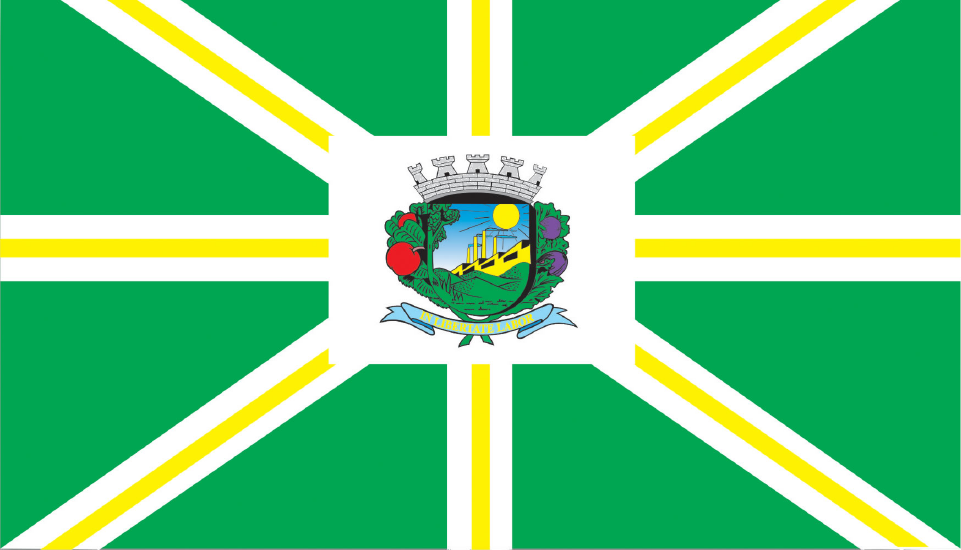
Valinhos
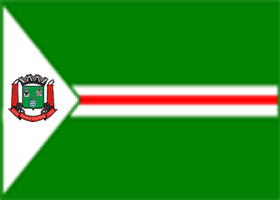
Várzea Paulista
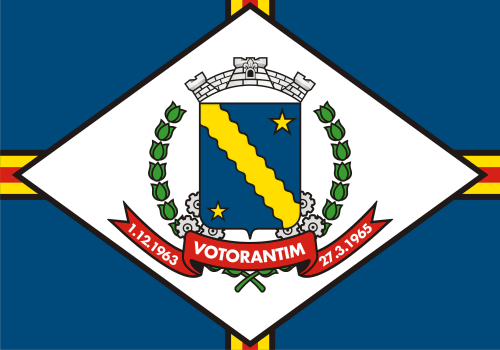
Votorantim

## Sergipe

Aracaju (details)
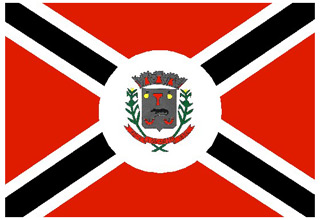
Lagarto
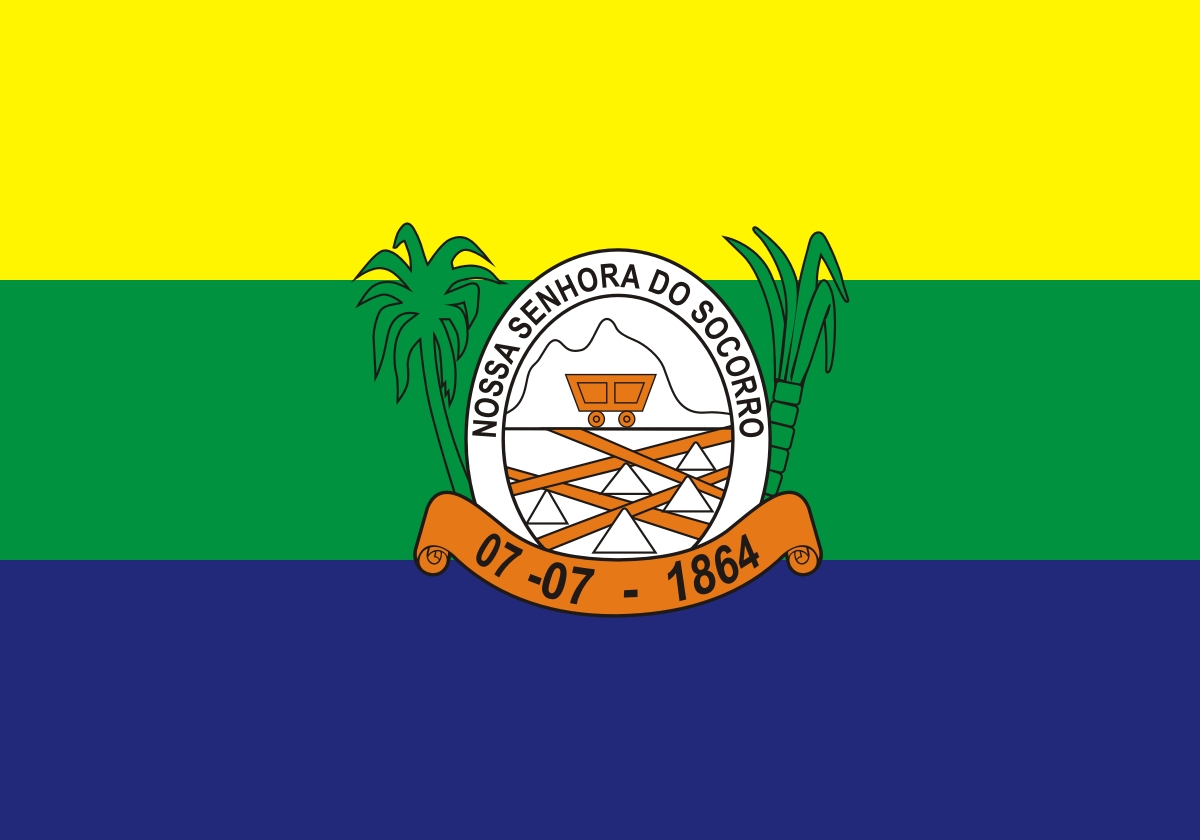
Nossa Senhora do Socorro

## Tocantins

Araguaína
Palmas (details)

## Federaal District

Brasilia (details)

Andorra · Armenië · België · Bosnië en Herzegovina · Brazilië · Bulgarije · Canada · Chili · Colombia · Costa Rica · Denemarken · Duitsland · El Salvador · Estland · Frankrijk · Georgië · IJsland · Indonesië · Italië · Kaapverdië · Kosovo · Kroatië · Letland · Liechtenstein · Litouwen · Luxemburg · Malta · Mexico · Montenegro · Nederland · Noord-Macedonië · Noorwegen · Oekraïne · Oostenrijk · Oost-Timor · Polen · Portugal · Roemenië · Rusland · San Marino · Servië · Slovenië · Slowakije · Spanje · Tsjechië · Venezuela · Verenigd Koninkrijk · Verenigde Staten · Wit-Rusland · Zimbabwe · Zwitserland
Historisch: België · Nederland
Zie ook: Vlaggenlijsten (per land) · Vlaggen van afhankelijke gebieden · Vlaggen van subnationale entiteiten (per land) · Lijst van vlaggen van hoofdsteden